# スタミュ
『スタミュ』（高校星歌劇）は、C-Station制作による日本のアニメ作品。2015年10月より12月までTOKYO MXほかにて第1期が放送された。2016年には第1期のその後を描くOVAが発売。
2017年4月より6月まで第2期が放送され、最終話の翌週にはミュージカルパートをまとめた特別編が放送された。2018年10月にはOVA『スタミュ in ハロウィン』が発売。
2019年7月から9月まで第3期が放送された。

## 概要
NBCユニバーサル・エンターテイメントジャパン企画、C-Station制作による完全オリジナル作品。2014年秋に制作が発表された。2015年3月20日に情報が公開された際は『ハイスクールスター・ミュージカル』というタイトルが使用されていたが、後に現在の『スタミュ』が正式名称となった。同時期に公式ファンクラブ「星箱（ショウ・ケース）」が発足。
2015年10月から12月まで第1期が放送。
企画段階では「男の子たちが音楽芸能分野の学校に通いながら、ミュージカルスターを目指す」という大まかな設定しかなく、C-Station側から依頼を受けた監督の多田俊介をはじめとするメインスタッフがアイディアを出し合ってストーリーを作り上げていった。その際、プロデューサーの杉本美佳からは「星谷に関しては負の側面を描かないようにしてほしい」と要望があったが、マイナスな面を一切描かずにドラマは作れないと考え、物語を動かす役割を担う鳳樹たち上級生に翻弄される形でマイナスな面を描きつつドラマを作り上げた。また、登場キャラクターには「誰かを恨む」「人のせいにする」といった言動を取らせないよう心がけ、キャラクターの内面は出来る限りプラスな面を際立たせる構成がなされている。
ミュージカルシーンは作中においてMV風に展開されたが、実際には物語と地続きで歌っているという設定であり、劇中のMVはキャラクターの脳内妄想を具現化したものとして描かれた。また、ミュージカルシーンは楽曲ごとに専任のスタッフが手がけており、事前にイメージボードを使って打ち合わせを行うものの、基本は各担当のクリエイターに任せる形で思い思いに描く方法が用いられている。
楽曲については月皇海斗の「Limited sky」を除き、作詞をくまのきよみと六ツ見純代が分担して担当している。
ダンスシーンは振付師のただこが振り付けしたものをダンサーに踊ってもらい、作画資料用として撮影したムービーを基に作画している。また、ダンスシーンはCGを一切使わず、手描きの作画のみで再現された。
キャストオーディションでは「我ら、綾薙学園華桜会」が課題曲として使用された。当時、星谷悠太役の花江夏樹をはじめとする主要キャストは本編で歌えるのを楽しみにしていたが、実際に本編で歌唱できたのは華桜会のキャラクターに選ばれたキャストのみである。
2016年3月25日から27日に開催された「AnimeJapan2016」にてOVA全2巻の発売が決定。同年5月29日に開催されたスペシャルイベント「スタミュ in 文化祭」では2017年春に第2期が放送されることが発表された。なお、第2期の制作は第1期放送中から制作サイドの間で話題として上がっていたものの、放送までの期間は最速で1年は必要だったため、第2期放送開始までの期間に映像の供給が行われない状況を避けたかったNBCユニバーサル・エンターテイメントジャパンがC-Stationに相談を持ちかけたところ、OVAの制作であれば可能だという返答からOVAの制作が決まった。このことは当時、監督の多田、シリーズ構成のハラダサヤカにも伝えられてはおらず、第2期を希望していた多田はOVAの制作依頼が来た際に「『スタミュ』を長く続けられないかもしれない」とがっかりしたという。
OVAの制作に関しては、第2期でキャラクターの学年が一つ上がることと、OVAの短い尺の中で描けるものということを考え、第1期と第2期の間のエピソードとして杉本から「3学期の物語にしてほしい」と要望があった。また、ハラダに対しては星谷たちの1年次の締めくくりであり、華桜会の卒業イベントを飾るに相応しい楽曲として「☆☆永遠★STAGE☆☆」を、ファンからの要望が多かった「Caribbean Groove」をそれぞれミュージカルシーンに入れるように要望があったという。そこで二つの楽曲を入れるためにクライマックスで描かれる華桜会の卒業イベント「卒業セレモニー」を思いつき、OVAのストーリーはそこから逆算して構成された。
2017年4月から6月に第2期が放送され、第12幕放送終了の翌週となる6月26日には第2期のミュージカルパートのみをまとめた特別編がノンストップで放送された。同年4月1日よりミュージカル「スタミュ」が上演。
第2期の制作にあたり、作品の土台となっている夢や希望に溢れた前向きな物語は第1期から引き継ぎつつも、卒業した華桜会に代わって新たに物語を動かす上級生の存在が必要となったため、第1期から登場している月皇遥斗と彼と同世代の卒業生を登場させることでドラマが作られた。また、学年が上がったことによる変化として友達同士から一歩前進させることも必要であるという判断から、キャラクター一人一人が「ミュージカル俳優を目指すうえで得なければならないものに向き合う」ということがテーマとして設けられている。
2017年4月24日に天花寺翔役の細谷佳正が喉の治療に専念するため休業を発表。
この発表に伴い、公式Twitterでは第2期全12話が既に収録済みであることが発表され、同年10月8日に開催が予定されていた「「スタミュ」Fes.2017」についても予定通り出演することが発表された。
2017年10月8日に開催された「「スタミュ」Fes.2017」にて新作OVAおよびTVアニメ第3期、ミュージカル「スタミュ」の続編の制作が発表。
2018年10月6日に開催された公式FC星箱「感謝祭第3弾」にてオーケストラ「スタミュ｣の開催、TVアニメ第3期の放送時期が夏であることを発表。同イベントにて行われたスタッフトークショー内にて第3期のアフレコが既に開始されていることが明らかとなった。また、同年5月10日に急性散在性脳脊髄炎の治療のため休業が発表された北原廉役の梅原裕一郎に関しては、OVAの情報が公開された6月の時点でキャスト変更に関する発表は一切なく、同イベント内にて先行上映されたOVA『スタミュ in ハロウィン』では予定通り収録されたものが上映された。同様に、同年夏頃から翌2019年3月まで海外留学のため休業することを発表した那雪つむぎ役の金元寿子に関しても、第3期の情報が公開された時点でキャスト変更に関する発表はなく、収録済みのものが放送された。
2019年7月から9月まで第3期が放送され、最終回の翌週となる9月23日にOVA『スタミュ in ハロウィン』がテレビ初放送、9月30日にはミュージカルパートをまとめた特別編も放送された。また、公式サイトでは同年12月28日にオーケストラ「スタミュ」第2弾の開催も発表された。
第3期では、前・華桜会、アンシエントに続く物語の行方を左右する上級生枠としてOVA第14幕にて柊世代の華桜会によって選出された華桜会メンバーが新たに登場した。前述されている通り、放送開始の約1年前にあたる2018年秋口の時点でアフレコはすでに開始されていたが、制作は放送終了直前まで行われており、プロデューサーの杉本によれば2019年9月16日に放送された最終幕は放送ギリギリで納品された。また、最終幕のV編チェックの際にはスタッフ内から拍手が起こったという。
最終幕のラストにサプライズとして披露された2年生キャラクターによる「我ら、綾薙学園華桜会～NEXT STAGE～」に関しては14人全員が華桜会の生徒のみに着用を許された燕尾服を着てパフォーマンスをする姿が描かれたが、シリーズ構成のハラダによれば、あくまでも彼らは候補であり、14人全員が華桜会に選ばれたわけではなく、14人の中から最終的に次期華桜会が選抜されることが自身のツイッター内で語られている。また、星谷役の花江、海斗役のランズベリー・アーサー、蜂矢聡役の高梨謙吾らキャスト陣はオーディションから約4年の時を経て課題曲であった「我ら、綾薙学園華桜会」を歌えたことに対し、それぞれ「感慨深い」とコメントを残している。
第1期第1幕の時点で監督の多田は「これは星谷の成長ストーリーだ」とキャスト陣に語っており、物語は全体を通して主人公の星谷を中心に描かれているが、第1期ではteam鳳の成長を、第2期では前述したように個々の成長に触れ、第3期ではカンパニーの成長が描かれた内容にもなっている。また、シリーズを通して原作のないオリジナル作品ということもあり、シナリオ制作は難航し、会議は長時間に亘り行われており、多田はシナリオに関してシリーズ構成のハラダのみでなく、各話を担当した渡邊大輔、坂井史世、高橋郁子の存在が大きかったことを自身のツイッターにて語った。

## ストーリー

### 第1期
音楽芸能分野の名門校・綾薙学園（あやなぎがくえん）に入学した星谷悠太は中学の時、雨が降る無人の野外ステージでただひとりミュージカルを演じたこの学校の生徒に憧れていた。彼が目指すのは入学後に別選考で進む花形コースで、憧れのミュージカルスターも所属していた「ミュージカル学科」。しかしここに入る為には学園のミュージカル学科3年生のうち成績優秀者が所属する「華桜会（かおうかい）」の指導を受けられる「スター枠」に入るのが近道であった。星谷は候補生オーディションで華桜会の異端児・鳳樹に見出され、同じように彼にスター枠として選ばれた那雪透、月皇海斗、天花寺翔、空閑愁とともに「team鳳（チームおおとり）」としてミュージカル学科を目指す。
しかし、素人同然の星谷以外のメンバーは演劇の才はあるがそれぞれが抱えた問題で候補生に残ることすら覚束ない。スター枠の落ちこぼれと称されるteam鳳だったが、前向きに努力し続ける星谷を中心に少しずつチームはまとまり、同じ目標に向かって足並みを揃え始める。しかし、華桜会の首席・柊翼によって選ばれた辰己琉唯、申渡栄吾、戌峰誠士郎、虎石和泉、卯川晶の5名からなる「team柊（チームひいらぎ）」との実力差は歴然で、星谷の中にも焦りが生じる。一人で背負い込みかけていた星谷だったが、仲間たちに支えられ、チーム全員で候補生オーディションを勝ち抜こうと誓い合い、5人はteam鳳のリーダーとなった星谷を中心に再スタートを切った。
迫る第二次選考「新人お披露目公演」を前に鳳の提案から他とは異なるアレンジを取り入れることになったteam鳳は衣装問題に悩まされながらも、なんとか無事に公演を終える。が、綾薙学園の伝統を傷つけかねない前代未聞の課題曲「アヤナギ・ショウ・タイム」のアレンジが問題視され、team鳳はピンチに立たされる羽目に。しかし、それすらも見越していた鳳の策略によって学園の生徒の大多数を味方につけたteam鳳のパフォーマンスは評価され、辛くも新人お披露目公演を突破する。
第二次選考を勝ち残った10組の中に入り込んだteam鳳は最終選考となる「綾薙祭」を突破し、晴れてミュージカル学科入りを果たそうと公演に向けて準備を進める。一方で華桜会の一人・暁鏡司は綾薙学園の伝統、そして柊をも脅かしかねない鳳を排除するべく水面下で動き始めていた。同じ華桜会の楪＝クリスチアン＝リオンと漣朔也を巻き込み、綾薙の伝統が脅かされつつあることを訴えた暁に同調した彼らは鳳の華桜会脱退を柊に進言する。苦渋の選択を迫られた柊は、かつて祖父・柊宗厳によって引き離されてしまった双子の兄・鳳と再び離れ離れになることを拒み、鳳にteam鳳の綾薙祭への出場辞退を命じることで彼を華桜会に残そうと企てる。が、自身よりも教え子を選んだ鳳は柊との別れを選択してしまう。
鳳の華桜会脱退によってスター枠から一般枠へと降格させられたteam鳳はスター枠と一般枠との違いを実感しつつも、変わらずミュージカル学科入科に向けて忙しい日々を送り続ける。一時は天花寺の映画撮影、月皇のアンサンブルオーディション、空閑のバイトとすれ違いを感じることもあったが、目指す場所は揺らぐことなく、team鳳は前に進み続けた。しかし、鳳が突然居なくなってしまったことに未だ気持ちの整理がついていない星谷は鳳が自分たちのために居なくなった事実を知り、責任を感じてしまう。立ち止まりかける星谷だったが、team鳳の想い、自身の夢がその程度のものだったのかという鳳の問いかけに夢の実現のためにチーム全員で綾薙祭のステージに立つことを選び、鳳の元から巣立つ決意をする。
数々の困難を乗り越え、ついに綾薙祭当日を迎えたteam鳳。が、台風で野外ステージが倒壊し、一般枠のテストが延期になってしまう。延期となれば来場客に自分たちのステージを観てもらう事は叶わない。諦めきれないteam鳳は周囲に協力を頼み、ゲリラ公演実施のために動き出すが、team鳳の動きを警戒していた暁によって撤収命令を下されてしまい、再びピンチに陥ってしまう。しかし、暁に屈することなく自分たちのステージをやりきろうとする星谷らteam鳳に突き動かされたteam柊や楪、漣ら生徒たちの協力もあり、team鳳は無事にゲリラ公演を成功させる。
多くの来場者から注目を浴び、票を集めたteam鳳は晴れてミュージカル学科入りを果たした。

### 第2期
無事ミュージカル学科への合格を果たし、2年生に進級したteam鳳は鳳ら華桜会が主役を務める卒業記念公演「Shadow&Lights」において共演を許され、以降は学科のエリート枠扱いとされる「2年生育成枠」5名を選抜するオーディションに挑む事となった。華桜会首席のチームに与えられる「スター・オブ・スター」の肩書きを持つteam柊、育成枠オーディションに有利な指導を受けてきた揚羽陸と蜂矢聡を擁する「team楪（チームゆずりは）」、ポテンシャルの高さ故に何事においても本気になれずにいる北原廉と南條聖が所属する「team漣（チームさざなみ）」、そして「team暁（チームあかつき）」と、同じ華桜会メンバーの指導を受けてきたスター枠が競い合うライバルとなる中、育成枠の選抜および特別指導者として華桜会OBからブロードウェイにいる月皇遥斗を除いた魚住朝喜、早乙女律、双葉大我が「アンシエント」として派遣される。未熟な星谷をカバーするべく、難易度の高い役柄を月皇と天花寺で固めることで育成枠を狙うteam鳳。アンシエントの一人・魚住に目をつけられてながらも、代役として出演した中等部の舞台で素晴らしい演技力を見せた星谷は次第に周囲から認められるように。一方で最も難易度の高いアレクシスの影役のオーディションを受けることになった月皇はスランプに陥り、兄・遥斗へのコンプレックスから意地になっていることをアンシエントに見透かされ、星谷と役のコンバートを提案されてしまう。遥斗への捨てきれない憧れと憧れを越えたい一心から一時はチームメイトとの間に溝が生じてしまうも、前に進むことを決意した月皇は役のコンバートを受け入れ、team鳳は改めて育成枠オーディション合格を目指すことに。
しかし、ブロードウェイから帰国した遥斗の提案で行われた鳳ら前・華桜会との合同稽古合宿で星谷はアンシエントから稽古への不参加を言い渡されてしまう。代わりに星谷に与えられた役割は主役・ランバートを演じる柊のサポートだった。ひょんなことから憧れの高校生の正体が鳳であったことに気付いた星谷は夢だった憧れの人との共演を叶えるべく持ち前の前向きさで柊のサポートについて回る。一方、遥斗に憧れを抱いていた揚羽は完璧に模倣してみせた遥斗が演じたアレクシスの影を本人に全否定されて引きこもってしまう。アンシエントからの重大発表でチーム戦から一転、育成枠オーディションが個人戦へと移り変わる中、練習への不参加はオーディションにも大きな影響を残しかねない。周囲の心配を他所に部屋に引きこもったままの揚羽を「Shadow&Lights」に登場するアレクシスと重ねてしまった星谷はランバートがアレクシスの心の扉を叩いたように本音で語り合おうと彼の元を訪ね、その閉ざされてしまった心を開け放ち、同じ夢を持つ仲間であり、同じ役を受けるライバルとして揚羽との絆を深めた。
合宿も終わり、遥斗がブロードウェイに帰る頃にはアンシエントによる特別指導も大詰めを迎える。育成枠オーディションの合格者には月皇、天花寺、空閑、辰己、卯川の5名が発表され、惜しくも落選してしまった星谷。だが、アンシエントから続けて発表されたのは柊のブロードウェイデビューとそれに伴う卒業記念公演への出演辞退だった。柊の後任としてランバート役に指名される星谷。が、クライマックスの歌唱で突然歌が歌えないスランプに陥ってしまい、夢を叶えることに恐怖を覚え始める。そんな星谷に柊は自身もまた鳳に憧れを抱き、同じようにその背中をずっと追いかけてきたことを打ち明け、同じ思いを抱いていたからこそ後任として推薦したことを明かす。柊の思いを知った星谷は彼の分までランバートを演じきることを誓い、自身の進むべき道を選んでブロードウェイへと旅立っていった柊を見送った。
そして迎えた本番当日、星谷は卒業生の大舞台を台無しにしまいと座長を任された身として緊張感を持ちながらも、これまでの練習を信じて舞台に立つ。しかし、順調かと思われた矢先に起こったアクシデントで星谷が奈落で怪我をしてしまい、続行不能な状況に追い込まれてしまう。クライマックス目前で交代を提案される中、憧れの鳳との共演をどうしても諦めきれない星谷をなんとか舞台に立たせようと那雪や揚羽が魚住の説得を試みるも、クライマックスの演技に支障が出てしまう以上、降板は時間の問題に。間近に迫っていたはずの夢が遠のいていく中、絶望の淵に立たされた星谷に手を差し伸べたのは鳳だった。柊が今しか出来ないことを選んだように、今の星谷と舞台に立つことを望む鳳。怪我の痛みすら忘れてしまうほどの鳳の言葉に奮い立たされた星谷は再び舞台に立ち、ついに憧れの高校生との共演を果たす。
卒業記念公演を無事に終えた星谷はミュージカル俳優を目指す、新たな夢を叶えるべく再び夢へと続く一歩を踏み出した。

### 第3期
トラブルに見舞われながらも卒業記念公演を成功させた2年MS組は夏季休暇を終え、2学期最初のイベントとなる綾薙祭のクラス公演の準備に取り掛かろうとしていた。指導者の力を借りることなく自分たちの力だけで作り上げる最初で最後のクラス公演。チームの垣根を越えて一つのカンパニーとなったteam鳳、team柊、team楪の揚羽と蜂矢、team漣の北原と南條は最高のステージにしようと意気込みを見せる。しかし、新たな華桜会による学園改革によってteam柊が華桜会プロデュースの新企画「オープニングセレモニー」に出演することになってしまう。華桜会の指示によってクラス公演を辞退せざるを得ない状況に追い込まれるteam柊。一方、残されたメンバーはteam柊を欠いてクラス公演を行うか否かの選択を迫られる。が、どうしても14人でのクラス公演を諦めきれない星谷は自分たちのクラス公演を取り戻すべく、揚羽、北原と共にカンパニー全員でオープニングセレモニーに出演させてほしいと華桜会に願い出る。
オープニングセレモニーへの出演をあえなく却下されるも諦めきれない星谷たちは、華桜会に自分たちのことを知ってもらおうと優等生作戦に乗り出す。作戦はことごとく失敗に終わるも諦めきれない星谷たちは揚羽の提案でストライキを起こし、強行手段に出る。が、華桜会は星谷たちのクラス公演辞退を受け入れ、稽古場の使用も禁止してしまう。練習場所を失った星谷たちだったが、使用されなくなったかつてのteam鳳の稽古場を拠点に活動を再開。諦めずに突き進んでいく姿は入夏将志、春日野詩音と一部の華桜会メンバーの理解を得ていく。が、その一方で華桜会が未だ決定を覆す気配を感じさせないことから最悪の事態を想定した南條はかつて生徒会副会長として傍で支えた元会長であり、現華桜会の一員でもある冬沢亮からクラス公演の枠を取り戻すべく暗躍し始める。南條の行動に不信感を募らせる星谷たちだったが、彼らとの関わりの中で南條が自身の変化を受け入れ、カンパニーの一員としてクラス公演の奪還ではなく、オープニングセレモニー出演を勝ち取るべく冬沢への交渉を取り消したことで星谷たちは改めてカンパニー一丸となってオープニングセレモニー出演を目指す。南條が華桜館から手に入れたオープニングセレモニーの演目データをもとに星谷たちはteam柊と協力し、華桜会へプレ公演の実施を提案。本番当日ステージ上に乱入する形で14人全員でのステージを披露し、観客からの支持を得たことでプレ公演を成功させた星谷たちだったが、冬沢からの理解は得られなかった。が、華桜会首席・四季斗真が姿を見せたことで状況は一転し、星谷たちにオープニングセレモニー出演のチャンスが訪れる。
四季の提案のもとオープニングセレモニーの出演枠拡大を視野に入れ、話し合いを続ける華桜会。が、断固として反対を貫く冬沢の意見に左右され、状況は芳しくない。星谷たちに出演枠獲得の最後のチャンスを掴ませようと尽力する四季だが、己の力だけでは限られた人間しか救えない事実に嘆き苦しむ。しかし、一人では出来ないことも手と手を取れる仲間となら可能だと手を差し出す星谷の姿に一時は目的のために切り捨てようとしていた星屑たちにも可能性があることを感じ、星谷に華桜会入りを勧めると共に次の世代に思いを繋げるべく星谷たち9名のオープニングセレモニー出演を首席の名のもとに決定する。
念願だったカンパニー全員でのオープニングセレモニー出演を掴み取った星谷たち。が、オープニングセレモニー出演枠拡大に最後まで納得できずにいた冬沢と四季との間には亀裂が生じてしまう。首席の座に執着しない四季の一言が原因となり、対立する四季と冬沢。冬沢は自身の言い分が正しいことを証明するべく四季の不在を狙ってオープニングセレモニーの2ステージ制を発表してしまい波紋を呼ぶ。一方で、冬沢派につく決断を迫られた辰己は急成長する星谷に対し、自身の中に芽生えた競い合いたいという感情を抑えきれずいた。申渡からもう一度冬沢と話し合うことを提案された辰己は冬沢との対話の中で願いは自分自身にしか叶えられないことを気付かされ、team柊の仲間たちに背中を押されながら星谷と競い合う道を選び、カンパニーから離脱する。が、学内ではオープニングセレモニーの出演枠の拡大に続き、2ステージ制への変更と立て続けに動きがあったせいで華桜会内部分裂の噂が広まってしまう。対応を巡って争う四季と冬沢の溝は深まり、怒りのままに行動を起こした冬沢は四季から首席の座を奪おうと不信任決議案を提出。四季を除く華桜会メンバー、教師陣、3年MS組、2年MS組にも投票権が与えられる中、事前の調査で自分たちの投票が結果を左右することを知った星谷たちは戸惑いを見せ、同様に四季派につきながらも幼馴染の冬沢を見捨てきれない千秋貴史にどう足掻いても変えられない現実を突きつけれる。が、これまで幾つもの困難を覆してきた経験を糧に自分たちに出来ることで現状を打破しようと決議そのものを否定するべく白票を投票。だが、team鳳に影響された千秋もまた冬沢のためにまだ出来ることが残されているのではないかと考え、不信任に投票したことで四季の華桜会除籍処分が決定してしまう。1年前を思い出し、残されたteam四季のためにも本心を聞き出そうと説得を試みるteam鳳だったが、四季は星谷たちに自身の夢を託して去っていく。虚無感に苛まれていた冬沢に本心と向き合うよう説得を試みた辰己も説得には失敗してしまうが、四季と冬沢が同じ気持ちであることに気付いた星谷たちは二人を仲直りさせようとオープニングセレモニーを一緒に見届けるよう呼びかける。しかし、迎えた綾薙祭当日、四季に対等なライバルとして認められない苦しみに突き動かされた冬沢は四季を時計塔に閉じ込めてしまう。開演間近になっても姿を見せない四季の捜索に乗り出したteam鳳は時計塔に閉じ込められていた四季を見つけ出し、後輩たちの未来を切り開く夢を諦めるなと再度呼びかける。一方で、team鳳が四季を連れてくることを信じて疑わないteam柊の気持ちに心を揺さぶられた冬沢は星谷たち2年生のステージから仲間の大切さに気付かされ、入夏や春日野、千秋の説得に応じ、駆けつけた四季との和解を果たす。
綾薙祭が終わり、華桜会首席の座に復帰を果たした四季のもと華桜会は次期華桜会候補として綾薙学園をより良い方向へと変えていくべく2年MS組全員を候補者として選んだ。

## 登場人物
ミュージカルの担当俳優は、#ミュージカルの節を参照。

### team鳳
メンバーの姓名には、宝塚歌劇団の組の名がそれぞれ組み込まれている。新人お披露目公演での成績は第8位。ジャージの色は黒を基調としており、インナーはそれぞれのイメージカラーを取り入れたものを着用している。結成当初はバラバラで統一性がなかったが、レッスンやテストステージ、合宿などを通じて絆を深めていく。しかし最終選考である「綾薙祭」を前に、華桜会より「学園の伝統と品位を貶める」として出場停止処分が下されてしまうが、鳳が彼らの身代わりに華桜会を脱退した事により処分は撤回されたものの一般枠へ降格となった。
第1期でミュージカル学科に合格している。
OVAでは鳳の華桜会復帰のために動いており、彼らに心動かされた華桜会メンバーの手助けもあって、鳳の華桜会復帰を成し遂げた。鳳の華桜会復帰に伴い、彼らもスター枠に復帰している。
1年は星谷、那雪、天花寺がA組、海斗、空閑がB組であり、2年から全員同じクラスとなった。寮は全員第一寮である。また、稽古場がteam鳳のみ他のスター枠と異なる稽古棟にあったため、他チームとの交流は合宿場所が同じだったteam柊を除き、2年生で同じクラスになるまでほとんど関わりがなかった。
2年の綾薙祭のクラス公演の班分けはA班。
星谷 悠太（ほしたに ゆうた）
声 - 花江夏樹
所属：綾薙学園高等部声楽科1年A組→ミュージカル科2年MS組
身長：170cm、血液型：O型、誕生日：10月10日、イメージカラー：   緑
主人公。ダンスや歌が好きだが入学当時は素人同然のレベルに過ぎなかった。一般教科の成績もよろしくない。そのため、入学当初、ミラクル星谷と揶揄されていた。月皇曰く、そのあだ名はあながち間違っていないという。しかし、スター枠選出以降のレッスンにおいて努力を怠らず、また天真爛漫な性格でチームのまとめ役ともなっていることからチームリーダーに選出される。猫を始めとする動物全体が苦手であり、好きな動物にはクワガタを挙げている。たまご焼きはしょっぱい派。中学は公立校に通っており、運動神経が良いことから様々な部に誘われ、サッカー部、バレーボール部、バドミントン部、ワンダーフォーゲル部など掛け持ちしていた。一人っ子。父親はサラリーマンであり、母親もパートで働く専業主婦で家は普通の一般家庭である。好きな楽器はマリンバ。
中学は共学で女友達は居たものの、女の子の話題(色恋沙汰)が苦手で、寮の共有スペースでドラマを観ているとき、ハグやキスなどの恋愛シーンになると「宿題してくる！」と言って部屋に逃げてしまう。その初心な反応から、虎石に面白がられている。
中学時代に偶然見かけた高校生に憧れ、同じ舞台に立つために綾薙学園に入学を果たすが、歌、ダンス、演技と基礎は全く出来ておらず、集合時間前に準備運動を終えておくという役者にとって当たり前のことすら知らなかったことで、当初は海斗や天花寺から邪魔者扱いされていた。自身がチームで足手まといになっていることには気付いており、空いた時間をほぼ自主練に当てるなど他のメンバーに追いつく努力を続け、当初は同室の那雪と二人で基礎を中心とした自主練を行っていたが、チームメイトと打ち解けていくのと同時にチーム全体で練習することが日課となった。持ち前の明るさと前向きさ、何事においても一生懸命に取り組む姿勢でバラバラだったチームを一つにまとめ、チーム内だけでなく、team柊や華桜会が認めざるを得ない存在へと成長を遂げるが、一方で新人お披露目公演前にteam柊との実力差を思い知らされた時には自身がチームの足を引っ張っていることを感じ取り、その焦りからオーバーワーク気味になっていた。また、鳳が華桜会を脱退した時にはその理由を確かめることができず、心配した辰己から鳳の連絡先を教えてもらうも連絡することが出来なかったり、指導者である鳳の代わりにリーダーとしてチームを導かなければならない立場にありながら、自身が未熟なことを理解しているが故に完璧にチームを導く方法が分からないと遥斗に相談をもちかける等、苦悩も見られる。
チームリーダーだが、技術的な部分が必要とされる水準に追いついていないため、チームメイトにフォローされることも多く、ミュージカル学科の入科オーディションでは演技力の無さが明るみに出ないようにレヴュー公演で乗り切る作戦が立てられた。2年生最初の課題となった卒業記念公演『Shadow&Lights』では苦手な演技から逃げることができず、オーディションは比較的難易度の高くないランバートの影役を受けることになったが、周囲との差がありすぎるため、魚住によるマンツーマン指導を受けるほど。当初はあまりにも演技力が低いため、魚住から「1億年前からやり直せ」と怒鳴られていたが、辰己に誘われて行った中等部の部活発表会で急遽、代役で演劇部の舞台に出演することになり、役に入り込むタイプであることが発覚した。以降、役に愛情を持って理解を深める方が上達に繋がると魚住から目をかけられるようになるも、繊細な演技を要求されるランバートの影よりも天真爛漫なアレクシスの影の方が向いているという魚住らアンシエントの判断から海斗と役をコンバートする。
チームメイトや指導者の鳳、辰己、魚住らからは他の役者にはない魅力が秘められていると一目置かれているが、憧れの高校生を追い求めて役者への道を志しただけであるため、演者にとって必要な役への執着や野心が欠けており、遥斗からはプロの世界に踏み込むのは難しいと懸念されている。憧れの高校生の正体が指導者である鳳だったことは第1期第12幕にて鳳本人と柊の会話から明かされているが、当の星谷本人は全く気付いていなかった。育成枠選抜のための稽古合宿中に行われたオリエンテーリングの中で那雪から昔の鳳が写った写真をもらい、憧れの高校生の正体にようやく気付いたが、何も知らず本人に憧れの高校生について熱弁していた恥ずかしさと憧れの人が目の前にいる嬉しさから今までのように気軽に話すことができなくなる。が、アレクシスの影役の稽古から外され、ランバート役の柊のサポートとして彼と行動を共にする中で、憧れの鳳と共演を果たす夢を叶えるという目標を再確認し、アレクシスの影役への執着心が強まった。
同じように憧れの人を目標とする揚羽からは当初「同じではない」と否定されていたが、嫌われていたことにはチームメイトから言われるまで気がつかなかった。また、星谷自身も揚羽に対してはなかなか踏み込むことができず、憧れの遥斗に否定され、閉じ篭ってしまった揚羽を心配しながらも、行動を起こしきれずにいたが、天花寺の話や柊からランバートの人物像とアレクシスとの和解に至った経緯を聞き、揚羽と本音でぶつかる決意を固める。自身と同じく夢を諦めきれない揚羽の気持ちに気付き、互いの心をぶつけあったことを機に仲良くなり、揚羽からは名前で呼ばれるようになった。以降、天花寺から「那雪以外の役者とも絡まないと芝居が変に固まる」という助言をもらったこともあり、揚羽と過ごす時間が増えた。
北原からは本来通るはずのないオーディションの数々に初心者ながら合格している奇跡を起こしたことから「ミラクル星谷」の愛称で呼ばれており、育成枠でも奇跡を起こせるか否か注目されていた。故に当初、ランバートの影役のオーディションを受けることが発表された際には期待外れだと幻滅されている。虎石とセットの時には周囲が育成枠獲得に躍起になっている中でも能天気なことから「ノーテンキーズ」と呼ばれている。
稽古合宿のオリエンテーリングでは那雪、卯川、揚羽、蜂矢と同じ1班。
『Shadow&Lights』の配役発表では惜しくもアレクシスの影役のオーディションに落選し、落ち込んでいたが、後に柊のブロードウェイデビューとそれに伴い卒業記念公演の出演を降板したことから代役としてランバート役に選ばれる。が、自身が柊の後を引き継ぎ、鳳演じるアレクシスが求めるランバートを演じて本当にいいのかという迷いと座長を任されたプレッシャーから表題曲「Shadow&Lights」の歌唱中に歌えなくなってしまい、スランプに陥る。一時は自殺するのではないかと那雪たちから心配されるほど思い悩んでいたが、柊が自身と同じく鳳の背中を追いかけ、同じ目標を持っていたからこそ役を託したと知り、スランプを脱する。以降、柊がブロードウェイに旅立つまでの間、直接ランバートの稽古をつけてもらっており、実力至上主義の早乙女が珍しく評価するほどの完成度に仕上げた。日常生活の何気ない行動もミュージカル化させてしまうほど芝居にのめり込み、卯川からは「戌峰君が二人に増えた」と言われたほど。が、本番では第二幕11場「奈落落ち」にて楪演じるルーカスによって奈落に落とされるシーンで実際に奈落に落ちる際、直前に奈落下で起こったトラブルに巻き込まれ、マットに残っていた釘を拾おうとした揚羽と衝突してしまい、意識を失ってしまう。幸いにも奈落落ちからしばらくは出番がなかったが、肩が外れかける怪我を負ってしまい、全身を使うダンスシーンがある14場「ランバートの夢」を演じるのは不可能と判断され、交代をせざるを得ない状況に追い込まれる。が、那雪や揚羽がクライマックスの15場「ランバートとアレクシスの和解」だけでもやらせてあげてほしいと頼んだことで体格的に役が戻っても違和感のない揚羽に14場のみ代役を頼むことになった。14場が終わるまでに腕が上がらなければ出さないという魚住の判断に納得したものの、出番寸前になっても痛みが引かず、そのまま交代させられそうになっていたが、控え室を訪れた鳳の「今のお前とやりたい」という一言で奮い立ち、痛みを忘れて憧れの人との共演を無事に果たす。鳳との共演後は「もっと前に進みたい」とミュージカルの道を突き進む決意を示した。
鳳と初めて出会った野外劇場には自身がミュージカルにのめり込むきっかけになった場所として特別な思いを抱いており、卒業記念公演で念願の共演を果たした後もたびたび足を運んでいる。また、同じ場所で華桜会の首席とは知らずに四季とも出会っており、その際、四季が落とした春日野の「運命の輪」のタロットカードを拾ったことをきっかけに関わりを持つようになる。team柊へオープニングセレモニー優先のためにクラス公演の辞退を強制した四季世代の華桜会に対してはteam柊抜きの状況でクラス公演は行えないと当初から反対の意を示していたが、「クラス公演を辞退するもしないも自由」という冬沢の言葉や諦めかけた周囲の反応に一時は前に進むために現実を受け入れて残ったメンバーでクラス公演に臨もうとする。が、野外劇場で再会した四季から発破をかけられたことで、足掻く前に全てを諦めようとしていたことに気付き、当初の目標であるカンパニー全員でクラス公演を成功させるべく華桜会に対して14人全員でのオープニングセレモニー出演を願い出る。冬沢にオープニングセレモニーへの出演を却下された後も出演は諦めず、優等生作戦や雑用を買って出ることで自分たちのことを知ってもらおうと行動を起こす。揚羽がストライキを提案した際には乗り気ではなかったものの、揚羽、北原と共にチームリーダーの一人として華桜会に綾薙祭のクラス公演辞退を申し出ることでオープニングセレモニーへの出演交渉に臨む。が、交渉に応じるどころかクラス公演と稽古場を華桜会に取り上げられてしまい、途方に暮れるもスター枠時代の稽古場が新稽古棟が出来たことで使われなくなったことを思い出し、カンパニーの練習場所にかつてのteam鳳の稽古場使用を提案した。ストライキで華桜会からteam柊との接触を制限された後も自ら接触を試みる等、team柊との共演は諦めておらず、南條がオープニングセレモニーの演目データを入手したことをきっかけにteam柊を含めた14人全員での出演を認めてもらうべく、team柊と示し合わせてオープニングセレモニーのプレ公演を実施する。その際、燕尾服を着て現れた四季が華桜会の首席であることに気がついた。四季に対しては当初苦手意識を持っており、華桜会首席とは知らなかったとはいえ、オープニングセレモニーの件で相談に乗ってもらった際の言動が無礼に働いてしまうのではないかと不安を感じていたが、一人でも多くの生徒を救いたいと葛藤する四季の想いを知ったことで信頼を寄せるようになった。また四季からも学園を変える人材として期待され、次期華桜会入りを勧められる。四季の尽力によりオープニングセレモニーへの出演が決まってからは役者として急成長を遂げており、プレ公演の頃からその片鱗を感じていた辰己からは対等なライバルとして認められるようになった。14人全員でのステージに立てないことを残念がりながらも、ライバルとして競い合いたいという辰己の気持ちに応えるべく、冬沢につくことを選んだteam柊がカンパニーから離脱することも前向きに受け入れる。冬沢が四季に対して不信任決議案を提出した際には事前の調査で意見が真っ二つに分かれている現状から自分たちの投票で結果が決まると知り、どちらを選ぶべきか酷く悩んでいたが、過去に何度も困難な状況を変えてきたことから自分たちに出来ることで状況を打破しようと争いそのものを支持しないという姿勢を示すべく白票を2年MS組全員の総意として投票する。四季が華桜会から除籍されることが決まってからはチームメイトと共に彼の元を訪れ、かつて自分たちが指導者である鳳を失った過去の経験からteam四季のためにも四季の本心を確かめようとするが、すでに現状を受け入れてしまった四季から夢を託されてしまう。その際、四季から桜の花の栞が挟まったミュージカルの入門書を手渡されており、冬沢から同じ本を託された辰己が持っていた入門書にも同じ栞が挟まっていたことから二人が同じ気持ちであることを察する。冬沢に対し、オープニングセレモニー成功のためにも「一人でも欠けたら完璧なステージはできない」と四季と一緒に本番のステージを観劇するよう説得を試みた。綾薙祭当日には会場に姿を現さない四季の捜索にteam鳳の仲間たちと共に乗り出す。綾薙祭に訪れていた鳳には四季の力になることが出来なかったことから不安をこぼしていたが、鳳から人に影響を与える存在だと背中を押されたことで迷いを断ち切る。時計塔に閉じ込められていた四季を発見した際には「夢を諦めるな」とチームメイトと共に説得を試み、四季を綾薙歌劇場まで送り届けて舞台へと上がり、カンパニーの仲間と共にオープニングセレモニーを無事に成功させた。
綾薙祭後に現華桜会から次期華桜会候補の一人として選出される。なお、第3期第12幕の最後には華桜会の燕尾服を身に纏い、思い出の野外劇場に佇む後ろ姿が描かれた。
那雪 透（なゆき とおる）
声 - 小野賢章
所属：綾薙学園高等部声楽科1年A組→ミュージカル科2年MS組
身長：160cm、血液型：A型、誕生日：1月23日、イメージカラー：   黄
海斗と同じく、綾薙学園中等部からの持ち上がり。申渡曰く、一般クラスの中では優秀な生徒だった。もし星谷が居なかったら、ミュージカル学科の入科オーデションを受けなかったという。オーディションのとき、一生分の勇気を使い果たした気分だった。(本人談)星谷とは入学初日に親しくなり、学生寮も同室となる。誰にでも優しい温和な性格だがネガティブな思考も見せ、秘めた演劇のセンスは高いものの極度のあがり症の持ち主。だが、酒癖が悪かったり熊を殴るなど破天荒な一面も。野外活動では、星谷と天花寺とともに遭難し、山小屋で休んでいる際に天花寺の持っていたお酒入りのチョコレートを食べただけで、酔っ払ってしまった。その際、星谷のことをゆうくん、天花寺のことをかーくんと呼んでいた。第2期での合宿中では、夜中に外を出歩いていたアンシエントの双葉をクマと勘違いし、殴って気絶させてしまったこともある。稽古合宿では、どんな時でも明るく前向きな星谷を尊敬している。料理が得意。空閑の母親が怪我をした際、空閑に頼まれて空閑の母親の分のお弁当を作って居たのだが、空閑に彼女ができたと勘違いされてしまうほどの腕。双子の妹がいるが、あがり症を克服する為に作ってもらった特製のお茶が大の苦手。辛党。好きな動物はハムスター。好きな楽器はトライアングル。
世話好きであり、星谷からは「お母さんみたい」と言われている。チーム全員分のお弁当を毎日作っており、合宿の際にはteam柊の分の昼食を用意することもあった。材料費は毎月しっかりもらっている。虎石から作ってと頼まれた際にも快く承諾している。が、鳳が華桜会から脱退した時には何も考えないようにするためにシュウマイの肉を包むことに没頭し、昼食もシュウマイ弁当が続いていた。このことについてチームからは不満の声が漏れるも、有無は言わせないとばかりに黙らせており、team鳳で過ごす中で強くなったことが語られた。中等部時代は家庭科部に所属しており、模擬店の焼きそばを一日500食、一人で作って売ったことから「伝説のヤキソバニスト」として知られている。
星谷に対し、弱い自分を導いてくれる存在かもしれないと品定めしてしまったことにずっと罪悪感を抱いていたが、team鳳のメンバーと過ごす中で、仲間の大切さを知り、心から信頼し合える関係を築く。以降は自信をつけ、舞台の上でも堂々とパフォーマンスができるようになった。が、本人は2年生になってもまだあがり症に悩まされている。
『Shadow&Lights』では探偵助手のパーシー役のオーディションを受ける。稽古合宿のオリエンテーリングでは星谷、卯川、揚羽、蜂矢と同じ1班になり、蜂矢が失くした地図の代わりに以前、周囲を散策した際にメモしていた地図で班員を導き、食材調達では山菜や毒キノコを見極める目を発揮してみせた。その際、中等部の部活発表会で星谷に見せようと思って貰ってきたものの、タイミングを逃して見せられずにいた昔の鳳の写真が星谷の手に渡っている。写真に写った昔の鳳が憧れの高校生の正体だったことに気付いた星谷の動揺を玉子焼きの味付けに不満があると勘違いし、一時的に星谷を避けていたが、星谷がチームに憧れの人の正体を明かしたことで誤解は無事に解けた。
星谷が揚羽と仲良くなってからは「同じ役者とばかり絡むと芝居が固まる」という天花寺からの助言もあり、彼と一緒にいる時間が極端に減ってしまい、チーム戦廃止も相まって、いつも引っ張ってくれた星谷やチームメイトに頼りきっていたことを自覚する。チームで舞台に立つ際はアガリ症も克服できていたが、ひとりで舞台に立つ自信はまだなく、自分自身を信じきれない弱さから役を本気で勝ち取る覚悟が欠けていた。個人戦になったことを機にチームの中で自分ひとりだけが置いていかれるのではないかと不安を抱え、自分自身のために頑張る方法も分からずにいたが、同じ悩みを抱える卯川と気持ちを分かち合ったことでチームメイトと共演する道を諦めたくないと思う気持ちに気付き、先を歩くチームメイトたちに追いつき、追い越そうと自分の力で前に進んでいくことを決意する。その際、かけがえのないものを与えてくれた星谷にいつか役者同士として与えられる側ではなく、与える側になりたいという思いから自身が愛用していたイルカのしおりを星谷にプレゼントした。以降、星谷のみでなく、天花寺や海斗、卯川とも積極的に絡むようになり、卯川が京都出身であることから玉子焼きの味付けを星谷好みの塩味から京都風のだし巻きに変えている。配役発表では惜しくもパーシー役を逃すが、悔しさを感じながらも結果を真摯に受け止め、選ばれた卯川を心から祝福した。本番では裏方として役者を支えており、出番を前に緊張する卯川に謎茶を差し入れ、彼の緊張を解そうとしていた。奈落落ちで星谷が怪我をし、交代を余儀なくされた際には真っ先にラストシーンのみ演じさせてあげてほしいと魚住に頼み込んでおり、星谷の代役として14場のみ出演することになった揚羽に衣装のサイズを合わせてもらうべくゆうきとつむぎも呼び出している。
2年の2学期からは華桜会と対立する星谷を終始心配しており、星谷が一人で全部背負い込んで突っ走ってしまっているのではないかという不安から自身が頼られないことも気にしていた。星谷が何者かによって校内の一室に閉じ込められて戻ってこなかった際には妄想癖も相まって酷く取り乱しており、チームメイトから居なくなった星谷より心配されたほど。その際、華桜会の一人である春日野に直談判しに行くほどの行動力も見せており、星谷を未熟だと悪く言う春日野に対しても真っ先に否定する等、星谷の身を誰よりも案じ、理解者であろうとした。また、チームメイトのことを思い遣る姿は春日野が自身と重ねることにも繋がっており、彼個人の2年生への見方が変わるきっかけにもなっている。チームメイトから星谷が何も言わないのはチームを信頼している証拠だと気づかされたことで不安からは解消されたが、星谷が自力で脱出して戻ってきた時には怒りながらも涙を浮かべており、彼を一番に心配する姿勢だけは変わることはなかった。四季が華桜会から除籍された際には自分たちと同じ境遇に立たされたteam四季のことを心配し、星谷らチームメイトと共に四季の説得を試みる。綾薙祭当日にはいつになく緊張していた星谷を気遣う一方で自身は落ち着いた様子を見せており、あがり症の克服という大きな成長を見せた。
綾薙祭後に次期華桜会候補の一人として選ばれる。「我ら、綾薙学園華桜会 〜NEXT STAGE Ver.〜」では燕尾服姿も描かれた。
月皇 海斗（つきがみ かいと）
声 - ランズベリー・アーサー
所属：綾薙学園高等部声楽科1年B組→ミュージカル科2年MS組
身長：168cm、血液型：B型、誕生日：11月4日、イメージカラー：   青
父は有名演出家、母は女優、そして兄の遥斗は綾薙学園ミュージカル学科を首席で卒業したスターという名門の家に生まれる。周囲からは兄と比較される事が多く、コンプレックスの種と思い込んでいたが、それは兄への憧れの裏返しであった。努力家で学年首席でもある。綾薙学園中等部からの持ち上がりであり、音楽コース特進クラス出身で当時は辰己や申渡、蜂矢と同じクラスだった。中等部時代の定期テストでは、何度か全教科満点を取ったことがある。申渡とは、中学2年生のときに初めて同じクラスになり、申渡のことをなかなか愛想のないやつだなと思った。辰巳と申渡とは、中等部時代、学校終わりによく3人でお茶をしていた。それ位仲が良く、中学2年生のときは3人で綾薙際をまわっていた。中学時代はアカペラ部に所属していた。甘党であり、好物はいちご牛乳。カナヅチ。好きな動物はマレーバク。好きな楽器はピアノ。兄の遥斗同様不器用であり、ハロウィンで作ったジャック・オー・ランタンは天花寺曰く「空閑の絵を笑えないレベル」。
自分の誕生日にも人の誕生日にも無頓着で、兄の誕生日も忘れるほど。実家では、誕生日に近づくと母親がそわそわし始めて気がつく。
柊がスター枠選出の際に事前に用意した評価は高かったが、遥斗へのコンプレックス故に感情的になってしまい、team柊入りを見送られる形となった。本来不合格であったが、鳳が拾い上げたことでスター枠入りを果たす。が、当初は素人の星谷を天花寺同様、入科オーディションで足手まといになると判断しており、彼をメンバーから外すよう鳳の部屋まで直訴しに行っている。星谷がチームメイトから認められていく中でも「馴れ合うつもりはない」と一線を引いていたが、卯川に煽られた際に星谷が遥斗の弟としてではなく、海斗として受け入れたことでteam鳳の一員として共に歩む決意を固めた。以降は、星谷の自主練にも自主的に参加している。
重要な場面に出くわすことが多く、鳳が華桜会から去った理由もある程度は把握していたが、確信が持てずチームには明かしていなかった。が、鳳と連絡を取れずにいた星谷を放っておくことができず、鳳の華桜会脱退の本当の理由が自分たちを守るためであったことを確かめるために一緒に柊のもとへ訪れたりしている。また、リーダーとしては未熟な星谷を時に厳しくも傍で支えていることからチームのサブリーダーとして認識されている。
『Shadow&Lights』では育成枠の花形とされているアレクシスの影役のオーディションを受けることになったが、魚住や双葉からはやりにくそうだと懸念されていた。魚住の判断で星谷と役をコンバートするように提案されるも納得できず、自身がまだ遥斗に拘っていることを突きつけられた際には再び感情的になっていた。揚羽同様、中等部時代に観た遥斗のアレクシスの影に魅了され、兄を超えるために同じ役に挑戦しようとしていたが、内心ではアレクシスの影に向いていないことを理解しており、コンバートの理由についても納得はしている。星谷と魚住から同じ道ではなく、違う道でも憧れを越えることができると背中を押されたことで、遥斗の呪縛から解放され、ランバートの影を演じる決心をした。その際に遥斗がアレクシスの影を演じた当時のチケットを星谷にプレゼントしている。途中交代にも関わらず、ランバートの影役を受ける申渡や他の受験者たちと渡り合っていたことから実力が高く評価されていたが、海斗自身は発表の瞬間まで緊張と不安で気が気ではなく、配役発表において正式にランバートの影を演じることが決まった時には安堵の表情を見せていた。本番では奈落落ちで星谷が怪我をしたことに責任を感じていた揚羽を天花寺と共にフォローしている。
稽古合宿のオリエンテーリングでは天花寺、辰己、申渡、戌峰と同じ班。
南條にスパイ疑惑がかかった際には蜂矢と共にサブリーダーという視点から利益のためだけにチームを支えることはできないと南條を擁護し、team漣の復活に一役買っている。星谷が綾薙祭当日に姿を見せない四季を探しに行くと申し出た際には少々呆れながらも揚羽と北原に話を通す役割を自ら買って出て、リーダーの星谷をサポートした。
綾薙祭後に次期華桜会候補の一人に選ばれる。「我ら、綾薙学園華桜会 〜NEXT STAGE Ver.〜」では燕尾服姿も描かれた。
天花寺 翔（てんげんじ かける）
声 - 細谷佳正、諏訪彩花（幼少期）
所属：綾薙学園高等部声楽科1年A組→ミュージカル科2年MS組
身長：175cm、血液型：A型、誕生日：8月11日、イメージカラー：   赤
梨園の一家に生まれ、強いプライドを持っている。幼少の頃から回りは大人ばかりだったためか同年代との付き合い方が下手で、無粋な行動を取るメンバーを「野暮助」呼ばわりする。既に芸能活動をしていて女性ファンが数多くおり、通学時は警備員が動かなければならないほど、多くの女性ファンから黄色い歓声を浴びている。そのため、変装として眼鏡をかけることも。虎石のように自分から女性を口説くような素振りは見られないが、守備範囲は広い。寮では父親の図らいにより一人部屋で、タヴィアン（声 - 加隈亜衣）という猫を飼っているが、可愛がるあまり会話だけを聞いていた那雪からは当初、女性を連れ込んでいると思われていた。猫を「天使」と呼ぶほど溺愛しており、好きな動物も猫である。好きな楽器は能管で、嫌いな楽器は猫の皮を使っていることから三味線。一人っ子。小さな頃は、妹が欲しくずっと強請っていた。那雪シスターズのことは、呼び捨てではなく、意外にもゆうきちゃんとつむぎちゃんと呼んでいる。お披露目公演の際、衣装が届かず、2人が人攫いに誘拐されたと思い警察に電話しようとしていた。空閑からは大袈裟と言われ、月皇からは女性を過保護にしすぎる傾向があるんじゃないかと言われるほど。
定期試験の際には毎回、虎石と結果を見せ合っている。その理由は、月皇曰く、聞くだけ無駄なくだらない話。
天花寺と虎石のどちらが女性にモテるのか、という論争が繰り広げられたことがあり、そのときに学力対決で虎石が天花寺に負けて以来、虎石が根に持ち続けている。
星谷曰く、天花寺は1年次、クラスで1番成績が良かった。中学時代は、全教科満点を取ったこともある。
そんなことから、天花寺と虎石は毎回学力対決をしていて、いつも天花寺が勝つようだが、実際には平均点では月皇の方が上。
入学初日から周囲との間に一線を引いており、スター枠選出のオーディションではプライドの高さも相まって不合格となったが、鳳に拾い上げられたことでスター枠入りを果たす。初心者の星谷に対しては鳳に直接メンバーから外すように直訴したり、付き人扱いするなど、メンバーとして認めていなかったが、密かに寮で飼っていたタヴィアンが行方不明になった際に自分のことのように近辺を探し回ってくれたことでチームの一員として認めるようになった。以降は、星谷の自主練にも積極的に参加している。海斗とは、普段からぶつかり合い、意見が合わないことが多いが、卯川や北原に煽られていた際には彼のために反論するなどチームメイトとして受け入れている。
ミュージカルの稽古と共に休日は歌舞伎の稽古に勤しむ等、人一倍忙しい日々を送っており、幼少期から友人と遊んだ経験はほとんどない。部活動に参加する時間も取れなかったため、中学時代は帰宅部だった。が、自身が歌舞伎界の未来を担う存在として期待されていることを自覚しており、役者としての道を進む覚悟を決めている。故に綾薙学園に通っている間、チームメイトと過ごす時間は唯一、長年彼が望んだ友人と一緒にいられる時間であり、チームのために率先して未熟な星谷をサポートしようとするなど、誰よりもチームを大事に想っている。また、衣装担当のゆうきとつむぎのことも可愛がっているが、チームメイトに言われるまで偉そうな雰囲気から苦手意識を持たれていることには気付いていなかった。感謝の意を込めて、星谷らと共に那雪シスターズに手紙を出すも、自分だけ手紙の返事が来ていなかった。
『Shadow&Lights』ではチームが勝ち残るために難易度の高いダンサーのハーディー役を受けることになり、役者になる上で通らなければならない壁にぶつかっていた星谷に対し、大舞台に上がるチャンスを与えようと自ら彼のために役を勝ち取ることを宣言する。その際、幼少期から使っていた手ぬぐいをプレゼントした。稽古合宿のオリエンテーリングでは海斗、辰己、申渡、戌峰と同じ班となり、食料調達で川から星谷の荷物を拾った際には彼らの捜索に率先して動き、食料庫の下で遭難危機に遭っていた星谷ら1班を救っている。また、星谷が部屋に閉じ篭ってしまった揚羽に行動を起こせずにいた時には天岩戸の話を持ち出し、揚羽を救うきっかけを作っており、チーム戦廃止後も星谷を助言を与える形で支えている。いつも星谷と一緒にいた那雪に対してもチームに頼りきっていたことを気付かせるきっかけを作る等、チームメイトに大事なことを気づかせる重要な役回りを担うことが多い。配役発表にて宣言通りハーディー役を獲得する。本番ではアンシエントからも高く評価されるダンスを堂々と披露していた。星谷が奈落落ちで怪我をした際には揚羽がマットに残っていた釘を回収していたことに気づき、責任を感じていた揚羽に「その場にいたら同じことをしていた」とフォローした。
四季世代の華桜会と対立した際には華桜会メンバーに対して終始攻撃的であり、その度に空閑に抑え込まれていた。また、何の策もなしに華桜会に楯突いた星谷を非難する一方で自身もまた煽ってきた入夏に喧嘩を売っており、後に感情的な行動に出たことを悔いて落ち込む様子を見せる。四季と冬沢を仲直りさせる方法を話し合った際には「ああだこうだ考えるよりも最後に全員で一花咲かせればいい」と戌峰と共に華桜会を含めた全員でオープニングセレモニーを成功させようとカンパニーの団結に一役買った。綾薙祭当日には姿を見せない四季の捜索を申し出た星谷に対して空閑同様、彼の背中を押しており、賛同しかねていた海斗を説得した。
綾薙祭後に次期華桜会候補の一人に選ばれる。「我ら、綾薙学園華桜会 〜NEXT STAGE Ver.〜」では燕尾服姿も描かれた。
空閑 愁（くが しゅう）
声 - 前野智昭
所属：綾薙学園高等部声楽科1年B組→ミュージカル科2年MS組
身長：177cm、血液型：AB型、誕生日：4月2日、イメージカラー：   紫
幼い頃に父親が他界し母子家庭で育った為経済的に苦しい中、ミュージカル好きの母を喜ばせる為にミュージカルスターを目指すようになり、アルバイト や奨学金を得て学園に通う。特待生で授業料は免除。強面で無口だが、優しい一面も見せる。独学でピアノ演奏を習得しており、レッスン時には伴奏も行う。月皇とは同じクラスで寮も同室。喧嘩が強く、中学時代の学ランは血がついている上にボロボロになっていた。一人っ子。好きな動物はゾウ。好きな楽器はピアノとホルン。
入学初日にバイクのガス欠で遅刻し、スター枠選出のオーディションに間に合わず、不合格扱いとなっていたところを鳳に拾われ、スター枠入りを果たした。本人は遅刻したことを自業自得と思っており、まったく気にしていない。天花寺からは、少しは気にしろよと言われている。オーディションを受けていないにも関わらず合格した理由をみな不思議がっており、その理由は2ndドラマCDにて明かされた。オーディションに遅刻した後、ダメ元で実技の試験会場に行くと鳳先輩が来てひと通り見てくれた。鳳先輩が星谷の面接中に遅れて入室してきたのはそのため。その際、鳳先輩がそのパフォーマンスが合格に値していると思ったため、チーム鳳として入科オーディションに合格した。遅刻は遅刻のため、正直落ちたかと思ったが、鳳先輩が拾ってくれた。その恩は一生かけて返すつもりだと言っており、天花寺からは、重いなと突っ込まれている。初心者の星谷に対して、天花寺や海斗がチーム内にいることに納得できない中、特に気にしている様子はなく、むしろ初めての稽古で困っていた星谷を手助けしていた。一方で甘やかすばかりではなく、遥斗にコンプレックスを抱いた海斗に対し、相手の気持ちを考えない発言をした星谷にはみんなが同じ考えではないということを注意する場面もあった。チームの中では常識人であり、口数は少ないが、チームのために意見することもあり、チームから頼られる存在である。
虎石とは小学5年生の頃にクラスは別だったが、委員会が同じだったことを機につるむようになった。幼馴染みだが、同じクラスになったのは中学1年生の一度きりであり、学校中の不良が二人に挑みに来る状況を快く思わなかった教師によって意図的に調整されていた。虎石にはよく物を貸しているが返ってくる事はほとんどない。
team柊とteam鳳で喧嘩になった際、虎石の相手をしており、星谷からは「空閑と虎石が1番凄かった！　あそこだけ完全にヤンキー漫画の世界だった」と言われるほどだったが、本人曰く戯れ合いの範疇。
中学の頃には綾薙学園への入学を視野に入れており、部活代わりに芝居やダンスのスクールに通って経験を積んでいた。実力は虎石に「俺と同じチームだと思った」と言わせるほどであり、遅刻さえなければteam柊に入っていてもおかしくないレベル。特待生。
方向音痴であり、バイト先への道筋は覚えているが、あまり行ったことのない場所は校内であっても迷うため、面倒見のいい那雪や虎石に手を引かれることもあった。また、人の顔を覚えることも苦手であり、虎石と同室の北原に対しては何度か顔を合わせているにも関わらず、同じクラスになるまで虎石のルームメイトだと認識されていなかった。ゆうきとつむぎの区別もついていない。妹1号、2号と呼んでいる。
本人曰く絵が得意だが、周囲が引くほど絵心がない。エイプリルフールの企画ではミュージカルソングシリーズのジャケットやBlu-ray&DVDシリーズのジャケットが一日限定で空閑が手掛けたものに差し替えられた。また、アニメ一挙上映会等のイベントにてイラストを手がけており、公式にて初の画集「空閑集」も販売されている。
『Shadow&Lights』ではランバートの役者仲間であるオーランド役のオーディションを受ける。天花寺のゴシック歌舞伎を鑑賞したことをきっかけにミュージカルに本腰を入れるようになり、朝に入っていたバイトを辞め、夜のバイトも近々辞める予定である。オーランドを受ける他のメンバーがパート練習を行う中、唯一、他の役との合同練習を言い渡されていることからオーランド役の獲得に最も近いことが窺えるが、本気を出さなくても余裕で役を勝ち取れると思っている北原に対して疑問を感じており、半端な態度で自信ばかり一丁前な彼に役を譲る気はないと、いつになく強気な姿勢を見せていた。また、虎石が北原と南條をバイト先に連れてきた際には本気にならなくても勝てると自信満々な会話を繰り広げていた北原と南條にゴーヤ100%の特製ジュースを振舞うなど、表向きは分かりにくいが誰よりも夢に対して本気で臨んでいる。稽古合宿のオリエンテーリングでは虎石、北原、南條、十文字と同じ2班となり、最初のポイントに我先にたどり着こうとやる気を出していた。が、虎石と北原との競争に勝利するも、最初のポイントにて双葉からオーランドの初登場シーンの演技を求められ、疲れ果てた状態で演じきることができず、坂の下からやり直しになってしまう。星谷ら1班が行方不明になった際には彼らの捜索に協力した。また、自分に自信が持てず、卯川に役を譲っても構わないかのような発言をした那雪にはチーム戦でなくなった以上、今は自分のために頑張るべき時だと叱咤しており、他のメンバー同様、個人戦に移行してからもチームのために行動することが多い。配役発表においてオーランド役を獲得した。
オーランド役争いに限らず、自分以外は全員ライバルだと思っており、チームメイトもその例外ではなく、星谷のこともライバルとして意識していた。同時に同じ一般枠からスター枠入りを果たした仲間意識も感じており、他人の心配をしている余裕はないと自覚しながらも密かに彼の活躍を応援していたことを明かす。その際、自身の原点である「in Rain!」のDVDをプレゼントした。
本番では奈落落ちのシーンで舞台上にいたため状況を把握しきれておらず、虎石を通じて星谷の怪我のことを知る。自身の出番より星谷のもとに駆けつけることを優先しようとするが、虎石から今すべきことは舞台に立つことだと諭され、オーランドを最後まで演じきる。
2年の2学期からは四季世代の華桜会のやり方に星谷らと同様に反発しつつも、後先考えずに突っかかっていこうとする天花寺のストッパー役として彼を止める場面も多くなった。前述されているように卒業記念公演を機にアルバイトはすべて辞めているが、ピアニストの不在でカフェのバイトに一時的に復帰した際にはカフェの常連となっていた 入夏と対面。「ストライキを起こしてでも華桜会入りのためにオープニングセレモニーに出たいのか」と問われるも、地位も名誉もいらないと断言しており、華桜会に入ること自体には興味がない様子を見せる。一方で入夏の問いに対する返答は濁しており、結果として入夏の心を突き動かすきっかけを作った。
綾薙祭後に次期華桜会候補の一人に選ばれる。また、「我ら、綾薙学園華桜会 〜NEXT STAGE Ver.〜」では燕尾服姿も描かれており、燕尾服の下にベストを着用していた。

### team柊
華桜会の首席である柊が選出したスター・オブ・スター。限られた稽古時間を有効活用するために柊によって同じ1年C組で揃えられた。また、寮も全員同じ第一寮である。メンバーの姓名には、十二支の名がそれぞれ組み込まれている。team鳳をライバル視しているが、鉢合わせとなった合宿では意気投合する場面もあるなど、敵視一辺倒から良きライバルへと変化しつつある。
新人お披露目公演での成績は第1位。
2年の綾薙祭のクラス公演の班分けはA班だったが、四季世代の華桜会によって彼らがプロデュースする新企画「オープニングセレモニー」への出演を依頼された。また、それに伴いクラス公演への出演辞退を命じられてしまう。
ジャージの色は白を基調としており、インナーはそれぞれのイメージカラーを取り入れたものを着用している。
辰己 琉唯（たつみ るい）
声 - 岡本信彦
所属：綾薙学園高等部声楽科1年C組→ミュージカル科2年MS組
身長：172cm、血液型：AB型、誕生日：2月13日、イメージカラー：   ミント
team柊のリーダー。綾薙学園中等部からの持ち上がりで、海斗、申渡、蜂矢と同じ音楽コース特進クラス出身。儚げな印象とは裏腹に、芸事に関しては自分にも他人にも厳しい。月皇曰く、嘘をつけない性格。 文武両道で座学系・技術実技系どちらも成績優秀だが、家庭科のみ苦手で申渡曰く「料理の腕は壊滅的」である。ミシンと電動ノコギリの操作が得意。インドア派。ホラー映画がマイブームで、毎週末にチーム内で行う映画鑑賞会ではよくホラー映画やスプラッタをレンタルショップから借りてきている。中等部時代は幼馴染みの申渡と共に演劇部に所属しており、3年生の時の文化祭で異国の姫を演じたことから一部の生徒に「辰己姫」、または「姫」と呼ばれた。好きな楽器は身近にあったことからピアノとバイオリン。麦茶や玄米茶など、穀物の味がするお茶が好き。発酵した食べ物などクセのある味が好きで、皆が嫌がるような物でも平気で食べられる。
実家は代々続く富裕農家であり、演劇や音楽とは無縁の家系に生まれたが、幼少期は虚弱体質だったため、なるべく外に出られるように両親から習い事を勧められたことと、同時期に申渡がバイオリンを習い始めたこともあり、子供の頃から申渡と同じ音楽教室で歌を習っていた。子供の頃は引っ込み思案で、学校の成績表には『もっと元気よく、お友達と遊べるといいですね』と書かれていた。
海斗とは中等部1年から同じクラスであり、ミュージカル俳優を志す海斗と接するうちに自分の目標に向かって努力し続ける海斗に対して憧れを抱くようになり、自身もミュージカル俳優を志す。また、憧れの海斗と対等に渡り合いたいという思いから努力を重ね、常に海斗とトップを争うほどの実力を身につけた。それ故に、本来であれば「スター・オブ・スター」に選ばれてもおかしくなかったはずの海斗が落ちこぼれのteam鳳に入ったことに納得ができず、当初は海斗が独りで上を目指すのは難しいのではないかとteam鳳を蔑むような発言も見られたが、新人お披露目公演を機にteam鳳に対する認識を改めている。一方で、憧れの高校生を追いかけるだけの星谷には憧れだけではいずれ限界が訪れることを突きつけるが、夢を諦めず真っ直ぐ突き進む星谷の覚悟と荒削りでありながら、どこか心惹かれるパフォーマンスに魅了され、良きライバルとなってくれることを期待するようになった。以降は「舞台を明るく照らす太陽のようだ」と星谷を心から認めており、未熟な彼に舞台に立つレベルではないと言い放った揚羽に対しては真っ先に物申している。また、部活発表会では急病で降板した後輩の代わりに星谷を代役として推薦した。
基本的に当人の意思を尊重する行動が多く、team鳳がスター枠から降格になった際には鳳と話すことができていなかった星谷に柊から聞いた鳳の連絡先を教えたり、悩みを抱えた卯川に対しては深くは追求せず、また揚羽が閉じ篭ってしまった際には星谷に経緯を知らせる等、深く立ち入ることはしないがチームメイトや同じ役を受ける仲間のことは気にかけている。
『Shadow&Lights』でアレクシスの影役のオーディションを受け、見事合格し役を獲得する。指導者である柊と同じ舞台に立つことを目標の一つとしていたため、彼のブロードウェイデビューに伴い、その夢が先延ばしになったことを残念がっていたが、自分のやりたいことのために旅立つ柊を応援し、見送った。本番では怪我を負った星谷に対して彼の将来を考え、この先もミュージカルの世界で輝いてほしいという思いから交代を提案したが、鳳の一言で痛みを忘れ、舞台に立つ決意を示した星谷の意思を最後は尊重している。
稽古合宿のオリエンテーリングでは海斗、天花寺、申渡、戌峰と同じ班になる。
2年の2学期からは華桜会の指名で綾薙祭のオープニングセレモニーにチーム全員で出演することになるも、それに伴いクラス公演への出演辞退を強制されたことには納得しておらず、冬沢にカンパニー全員で出演できるよう交渉を持ちかけたり、星谷にクラス公演への思いをこぼす等、チームの中で誰よりもクラス公演に出演できないことにショックを受けていた。また、2年全体が競争意識が欠けているとし、柊がその甘さを心配しているのではないかと指摘した冬沢に対しても、柊がライバルを振るい落としてでもトップを勝ち取るようにという指導はしなかったと強い口調で否定している。が、強引な華桜会のやり方に不満を見せることはあれど、星谷たちのようにストライキを起こすようなことはしておらず、華桜会からの指導は真面目に受けていた。その一方で内心では星谷たちが何か行動を起こしてくれることに期待しており、彼らが華桜会の目を盗んでオープニングセレモニーの演目データを入手し、14人でのパフォーマンスを披露することを提案した際には計画に乗っかり、華桜会にプレ公演実施の許可を得るために動いた。星谷に対しては前述されているように自身のライバルとなり得る人物として期待を抱いてはいたものの、対等なライバルとして認識したことはなかったが、プレ公演を機に急成長を遂げた星谷を次第に無視できなくなり、自身の中に競い合いたいという感情が芽生え始める。その一方で、カンパニー全員でオープニングセレモニーの舞台に立ちたいという当初からの思いも捨てきれずにおり、自身の願望を押し殺していたが、柊からの手紙や南條と申渡に背中を押されたことで、申渡からの勧めもあり、冬沢が信頼できる人物か否かを見定めるべく、単身冬沢のもとを訪れる。「己の中の願望を叶えられるのは自分でしかない」という冬沢の言葉とチームメイトに支えられ、カンパニーからの離脱を決意し、対等なライバルとして競い合いたいという自身の思いを星谷が尊重したことで、カンパニーからチームメイトと共に円満な形で離脱した。冬沢に対しては指導者として信頼を寄せてはいるが、彼の四季に対する行き過ぎた行動をも認めているわけではなく、冬沢が不信任決議案を提出した際には実質team柊は冬沢派ではあったが、どちらに投票しても自分たちの本心にはならないと決議そのものを否定する発言をしており、白票を投票するという星谷の意見に賛同した。その後も不信任決議案が可決されたにも関わらず、虚無感に襲われていた冬沢のもとを訪れ、彼が自分の本心と向き合っていないことを突きつけるなど冬沢に対しては何かと物申すことが多い。根が素直なため、無自覚に冬沢の地雷を踏んでしまう発言も見られたが、口を挟むのは冬沢を案じてのことであり、最後まで四季と冬沢の関係修復を願って行動を起こしていた。また、冬沢からは自身の意志を受け継ぐ存在としても期待されており、星谷同様、ミュージカルの入門書を託されている。
綾薙祭後に現華桜会から次期華桜会候補の一人として選ばれる。「我ら、綾薙学園華桜会 〜NEXT STAGE Ver.〜」では燕尾服を着た姿が描かれており、燕尾服の下にはそれまで着ていた薄いグレーのパーカーではなく、同系色のシャツを着用している。
申渡 栄吾（さわたり えいご）
声 - 内田雄馬
所属：綾薙学園高等部声楽科1年C組→ミュージカル科2年MS組
身長：170cm、血液型：B型、誕生日：11月28日、イメージカラー：   バニラ
チームの参謀的ポジションで、サブリーダー。ミュージカルは感性よりも分析力で修得する。綾薙学園中等部出身で海斗、辰己、蜂矢と同じ音楽コース特進クラスの出身。中等部時代、定期テストで何度か全教科満点を取るほどの頭の良さである。視力が悪く、普段はコンタクトを使用している。好きな動物は人間。得意楽器はバイオリン、挑戦したい楽器はアコーディオン。ミュージカル学科生になってからは南條と共にクラス委員を務めている。
辰己家の家令を務める家系の生まれであり、辰己とは家族ぐるみで親交がある。幼少の頃からよく行動を共にしており、幼い頃は辰己を「琉唯」と下の名前で呼んでいたが、辰己家を特別視する祖母に注意されたことをきっかけに現在の苗字呼びとなった。幼少期からピアノとバイオリンを習っており、元々は演奏者となるべく綾薙学園中等部に入学したが、辰己が海斗に憧れてミュージカル俳優を目指したことをきっかけに自身も辰己を傍で支えるために本来選択する予定であった器楽コースから声楽コースへ進路を変えている。実は不器用だが、周囲にそう思わせないほどの努力を日々積んでおり、辰己を追って声楽コースを選んだ際にもかつて習っていた歌のレッスンを再開させ、努力で「スター・オブ・スター」の一員に選ばれるほどの実力を身につけた。中等部時代は辰己と共に演劇部に所属しており、いつも傍にいることから一部の生徒には「ナイト」と呼ばれている。
インドア派の辰己とは対照的にアウトドア派であり、休日は主に外出していることが多く、様々な経験をすることで経験値を上げることを趣味としている。また、日本芸能にも興味があり、天花寺からゴシック歌舞伎に誘われた際には一番行きたがっていたが辰己が風邪で寝込んだため、止むを得ず見送っている。
当初は辰己同様、学年トップの実力を持つ海斗が落ちこぼれのteam鳳に入れられたことに納得がいかず、彼らを見下していたが、新人お披露目公演を機にライバルとして認めるようになった。
観察眼に自信を持っており、合宿で星谷と戌峰が柊家の壺を割ってしまった際にはひと目で壺の価値を言い当てている。
中等部の部活発表会で演劇部の舞台に代役で出演した星谷の姿を見て、過去にも似たようなことがあったことを思い出すが、当時は裏方で忙しかったこともあり、代役を演じた人物についてはほとんど知らなかった。後にそれが星谷が憧れの高校生に気付くきっかけの一つとなっている。
稽古合宿のオリエンテーリングでは海斗、天花寺、辰己、戌峰と同じ班となり、食材調達では趣味の経験値上げで養われた釣りの経験を活かした。海斗や辰己と共にトップクラスの実力者でもあり、普段から辰己の世話を率先して行う等、様々なことにおいて優れ、卯川からは完璧とも思われているが、一方で卯川が悩みを抱えている際には誤ってグループLINEに調査結果を報告してしまうなど抜けている部分もある。
『Shadow&Lights』ではランバートの影役のオーディションを受けるも落選し、深く落ち込んでいた。また、本番当日も舞台上に立つ星谷らの姿を羨ましそうに見守る姿が描かれている。
2年の2学期からはチームメイトと共に四季世代の華桜会が新たに企画した綾薙祭のオープニングセレモニー出演者として選ばれるも半ば強引にカンパニーから引き離されることは予想外であったため、少なからず戸惑いを見せていた。その一方で辰己のことは常に心配しており、彼がクラス公演に出演できないことに対する不満を募らせていた際にも本人が口に出さずとも真っ先にその変化に気付いている。また、自身の中で学園にいる間は辰己の支えとなることを固く誓っており、オープニングセレモニーの2ステージ制に伴い、冬沢派につくか否かの選択が迫られた際には内心、星谷と競い合うことを願っていた辰己の気持ちを察した上で迷う彼に対し、「別の視点から答えを導き出せばいい」と冬沢との対話を勧めている。同様に、辰己が個人的な事情にチームを巻き込むことに対して戸惑いを見せた際にも、自分たちがチームメイトとして同じ時間を過ごせるのは学園に在籍している間のみであり、卒業すれば別々の道を進むことになることを説いた上で後悔しない道を選ぶよう背中を押しており、最後まで辰己を支えるという願いを貫き通した。
綾薙祭後に華桜会によって次期華桜会候補の一人に選ばれる。「我ら、綾薙学園華桜会 〜NEXT STAGE Ver.〜」では燕尾服姿も描かれた。
戌峰 誠士郎（いぬみね せいしろう）
声 - 興津和幸
所属：綾薙学園高等部声楽科1年C組→ミュージカル科2年MS組
身長：185cm、血液型：O型、誕生日：5月5日、出身地：神奈川県、イメージカラー：   マンゴー
チームのムードメーカー。天性の才能を持ち、体格にも恵まれている。明るく人懐っこい性格だが天然なところがあり、チームメンバーからは「ミュージカル以外はポンコツ」と言われている。実家は横浜中華街にある中華料理店「ワンワン軒」を経営している。好きな動物は空閑と同じく大きいことを理由にゾウを挙げている。好きな楽器はリコーダー。
チームメイトがteam鳳を落ちこぼれ扱いする中で、特に彼らに興味を示す姿勢は見られなかったが、新人お披露目公演を機に彼らのパフォーマンスに魅了される。以降は彼らの姿を見つけるたびにスキンシップを取るなど懐いている様子が見受けられ、偶然にもワンワン軒で食事しに来ていた星谷と那雪を見つけた際は有無を言わさずイベントに巻き込んでいる。
ミュージカルに関しては天才的だが、日常生活では人の話を聞かない、柊家の別荘の食料庫から勝手に食べ物を漁る、言いつけを破って公演前に冷たいものを食べる等、ポンコツと言われるだけの行動が目立つ。また、進級後は家族旅行で始業式の日を忘れていた。一方で、稽古合宿では地図よりも正確な道を第6感で導き出し、橋の欄干の上を連続ターンで渡りきるなど超人的な力も垣間見せた。
虎石からは「イヌ」と天花寺からは大型犬、揚羽からはワンコと呼ばれているが、戌峰自身も普段から犬のように動物的な行動を起こすことが多く、四足歩行や犬の鳴き声をあげることが多々ある。また、中学時代のあだ名は「レトリバー」だった。
team鳳とteam柊で喧嘩になった際、喧嘩に加わらず一人でニコニコしていた理由は、みんなが喧嘩していたことに気付いていなかったから。柊先輩から説教をされていたときも、なぜ怒られているのか分かっていなかった。後で星谷から聞いてびっくりしたというほど。親から喧嘩だけはするな、と言われており、気がついていたとしても喧嘩には加わらなかったという。『怪力のため力がセーブできないんだよね⭐︎』
OVAでは卒業セレモニーの演目が決まらずギリギリまで悩んでいたメンバーを代表し、柊に直接どんなステージが見たいか質問しており、尊敬する柊の見たいものをやりたいと自身の意見を示したことで卒業セレモニーでの演目決めに貢献した。また、稽古合宿のオリエンテーリングでは海斗、天花寺、辰己、申渡と同じ班になり、川での食材調達中に星谷の荷物を釣り上げたことで1班の救出に貢献している。
『Shadow&Lights』ではハーディー役のオーディションを受けるも落選し、選ばれた天花寺を心から祝福していた。が、ミュージカルにおいての天才的な才能はアンシエントからも高く評価されており、出演者が舞台に立てなくなった万が一の場合に備えて、作中の役のすべてを代役するスイングに選ばれた。スイングに選ばれてからはいついかなる場合においても対応できるよう居残り稽古で遅くまでレッスンを続けており、スランプに陥った星谷の練習に付き合ってアレクシスも演じている。本番では星谷の怪我に伴い、交代の準備をしていたが、星谷をもう一度舞台に立たせるために代役に名乗り出た揚羽に役を譲り、出番直前までランバートのダンスの振り付けを教えた。その際、揚羽からは「ワンコ」と呼ばれていた。
2年の2学期からはチームメイトと共に綾薙祭のオープニングセレモニー出演者として選ばれる。クラス公演を強制的に辞退させられたことに対しての戸惑いや不満を感じていた辰己らとは異なり、オープニングセレモニーもクラス公演も同じ『ステージ』であることに変わりはないと最初から華桜会の意向を受け入れていた。また、クラス公演に関しては星谷たちへの信頼もあったため、自身は目の前のことに全力で取り組むことだけを常に考えており、切り替えの早さで無自覚にチームの支えとなっている。
綾薙祭後に次期華桜会候補の一人として選ばれる。「我ら、綾薙学園華桜会 〜NEXT STAGE Ver.〜」では燕尾服姿も描かれており、燕尾服の下に薄いピンクのシャツを着用していた。
虎石 和泉（とらいし いずみ）
声 - KENN
所属：綾薙学園高等部声楽科1年C組→ミュージカル科2年MS組
身長：176cm、血液型：B型、誕生日：4月12日、イメージカラー：   セサミ
チーム一のチャラ男。顔が良く、女好きでストライクゾーンも広く非常にモテる。一見、軽薄そうに見えて意外と面倒見が良い。空閑曰く、熱しやすく冷めにくい上に負けず嫌いな奴。母親は元ヤンであり、喧嘩が強く、逆らうことができない。父親はコックで、自身も那雪から手際が良いと評価されるほどの食材の扱いが上手いが、父親が家で料理をしないため、本人曰く家庭科の授業で習ったレベルしか出来ない。team漣の北原とはルームメイト。中学の途中までは野球少年であり、中学1年までは野球部に所属していたが、2年からは帰宅部となり、空閑と同じダンススクールに通っていた。憧れの楽器はエレキギター、小学校の合奏では大太鼓やシンバルを担当していた。
空閑とは幼馴染で「愁」と呼んでおり、物を一方的に借りるといった関係が築かれている。が、借りたものを返すことはほとんどない。また、空閑の実力を高く評価している一人でもあり、遅刻さえしなければ自身と同じteam柊になっていてもおかしくはなかったと語るほど。1年の頃は一日一回は必ず空閑のいるB組に顔を出していた。空閑とは小学校の頃に同じ委員会になったことがきっかけで知り合ったが、当初はクラスメイトの女子に人気が高かったことから一方的に目の仇にしていた。が、果し合いを挑みに空閑の家を訪れた際に寝込んでいた空閑を看病したことから仲良くなり、腐れ縁と呼べる間柄になる。
恋愛の話が苦手な星谷を初心だと言って面白がっている。
定期試験の際には毎回、天花寺と結果を見せ合っている。天花寺と虎石のどちらが女性にモテるのか、という論争が繰り広げられたことがあり、そのときに学力対決で虎石が天花寺に負けて以来、虎石が根に持ち続けている結果である。そんなことから、天花寺と虎石は毎回学力対決をしていて、いつも天花寺が勝つ。
星谷からは、『虎石チャレンジャーじゃん。A組で1番成績の良い天花寺に勝てるわけないじゃん』『ほら、虎石ってなんとなく俺と同じくらいかと思ってて……』と思われていたが、空閑曰く虎石の成績は良い方であり、負けず嫌いな性格ゆえに卒業するまでやめないつもりだろうと言われている。月皇曰く、1年次はC組の中でもトップではないが上位をウロウロしていたらしい。英語が苦手。
チームメイトの戌峰に対しては「イヌ」と呼び、主に野生的な行動を取る彼の面倒を見ていることが多い。また、那雪に対しては「那雪ちゃん」とちゃん付けであり、OVAではお弁当をおねだりしたりと甘えている。一方で、北原からは星谷と共に「ノーテンキーズ」と呼ばれていた。
見かけによらず涙もろく、卒業セレモニーでは慕っていた柊の卒業に泣きそうになっていた。また、柊がブロードウェイに旅立つ際にも屋上から見送る星谷や辰己らの姿に泣いていた。卒業セレモニーに集中するためにデート断ちしており、柊のことは指導者として心から尊敬している。
『Shadow&Lights』ではオーランド役のオーディションを受けるが、歌とダンスのセンスはあっても芝居に関しては照れがあることを早乙女から指摘される。綾薙学園には空閑についてきただけであり、プロになるといった明確な目標はなく、本腰を入れた空閑にプロを目指しているのではないのかと問われた際には言葉に詰まっていた。が、本気になれない北原に対し、空閑が本気で役を勝ち取りにきていることを示したことで、今のままでは空閑に勝てないことを察し、本腰を入れるようになる。以降、稽古合宿のオリエンテーリングでは空閑、北原、南條、十文字と同じ2班となり、最初のポイントを真っ先に目指す空閑と張り合ったり、休憩時間を返上して練習に打ち込む空閑に置いてかれまいと北原も含めた三人で役を争ってきたが、配役発表にて惜しくもオーランド役を逃す。本番は裏方として役者をサポートとしており、星谷の怪我に動揺し、駆けつけようとした空閑にステージに立つよう諭している。
2年の2学期からは綾薙祭のオープニングセレモニー出演者の一人に選ばれる。1年生の稽古棟が新しくなったことを機に引越しの手伝いを華桜会から任された際には春日野から女難に遭うという占い結果を言い渡されるも、本気にはしていなかったが、同じように春日野から注意を呼びかけられていた星谷、北原、蜂矢の災難に巻き込まれてガールフレンドの連絡先を登録していた携帯が水没する災難に見舞われた。冬沢の独断でオープニングセレモニーが2ステージ制となり、カンパニーからの離脱を迫られた際には辰己の迷いに気付きながらも、彼が答えを導き出すまで口を挟むようなことはせず、見守ることに徹しており、辰己が星谷と競い合うことを選んだことでteam柊の一員として辰己についていく意思を示した。
綾薙祭後に次期華桜会候補の一人に選ばれる。「我ら、綾薙学園華桜会 〜NEXT STAGE Ver.〜」では燕尾服姿も描かれており、燕尾服の下に黒に近いグレーのシャツとベストを着用するようになった。
卯川 晶（うがわ あきら）
声 - 松岡禎丞
所属：綾薙学園高等部声楽科1年C組→ミュージカル科2年MS組
身長：160cm、血液型：B型、誕生日：5月19日、出身地：京都府、イメージカラー：   ストロベリー
チームの小悪魔キャラ。女の子に間違えられるほどの可愛らしい容姿に反して、口を開けば辛辣な発言が多い。負けず嫌いでワガママな面もあるが、尊敬している辰己には弱い。手のかかるチームの中で申渡から最も手がかからない人物として挙げられており、虎石の勉強を見るなど意外と面倒見が良い。スプラッタ系の描写が苦手であり、ホラーそのものは苦手ではないと否定しているが、稽古合宿で遭難しかけた時やハロウィンでは同じく怖がりな那雪と共に星谷らにすがり付いていた。好きな動物は鹿。好きな楽器として木管楽器の音を挙げており、中でもオーボエなどの綺麗な音を気に入っている。
当初はチームで誰よりもteam鳳を落ちこぼれ集団と見下しており、特に海斗に対しては落ちこぼれチームに入れられたことを哀れんだり、遥斗と比べたりと彼の怒りを買う行動が多かったが、新人お披露目公演、合宿を経てteam鳳を不器用ながら気にかけることが増えた。が、ツンデレなため、本人はteam鳳への心配を否定している。
戌峰とは寮のルームメイトであり、何を考えているのか分からない為苦手としている部分がある。また、天花寺とは犬猿の仲で顔を合わせる度に諍いが絶えない。一方で誰にでも優しい那雪に対しては最初から普通に接しているが、彼があがり症に悩まされている場面ではいつもの辛辣な発言が見られた。慕っている辰己に対しては「たつみん」、申渡を「さるくん」の愛称で呼んでいるが、基本的には誰に対しても君付けで呼んでいる。
寮では、虎石と北原の部屋に寝袋を置いている。
稽古合宿のオリエンテーリングでは星谷、那雪、揚羽、蜂矢と同じ1班になるが、蜂矢のドジに巻き込まれ、遭難危機に陥る。
『Shadow&Lights』でパーシー役のオーディションを受けることになり、パーシー役の候補の中でも勢いがあると評価されていたが、天花寺が出演したゴシック歌舞伎の鑑賞後から時折深刻な様子を見せるようになり、芝居に勢いがなくなってしまう。身長が低いことがコンプレックスで、同じように体格を気にしていた那雪に対しては「体格は落ちた時の言い訳にはならない」と厳しい言葉を投げかけていたが、内心ではチームの足手まといにならないように気を張っていた。チーム戦廃止を機に今まで以上にチームメイトとの差が浮き彫りになったことで自身と周囲とを比較しては自分だけが合格できないのではないかと不安に押し潰されそうになり、弱気な思考に陥る己自身への情けない思いと悔しさを抱え込む。が、同じ悩みを抱える那雪と気持ちを分かち合い、互いにチームメイトとの共演を目指して、いつか先を歩くチームメイトを追い越そうと誓い合ったことで乗り越えた。以降、那雪とは本音を語り合える良好な関係を築いており、自主練の約束を交わす等、同じ役を受ける仲間であり、ライバルとして共に過ごす時間が増えるようになった。配役発表にて見事合格し、パーシー役を獲得した。本番当日は緊張で落ち着けずにいたが、那雪が差し入れた謎茶のあまりの苦さに緊張が解け、舞台上では堂々とした演技を見せる。星谷の怪我に伴い、揚羽が代役を演じることになった際には戌峰に事の成り行きを説明するために通訳を名乗り出た。
2年の2学期には綾薙祭のオープニングセレモニー出演者の一人に選ばれる。が、戌峰を除くチームメイトと同様に華桜会によって強引にカンパニーから引き離されたことには戸惑いを感じていた。指導役を務めた冬沢に対しては、尊敬していた柊と自分たちとの関係を好き勝手に言われたことで当初は腹立たしさを感じていたが、冬沢の存在も自分たちの成長には必要不可欠なものだったとしてオープニングセレモニーの舞台に立つ直前にチームメイトと感謝を伝えると共に競い合えるライバルの存在の大きさを語り、四季と冬沢が仲直りすることを願った。
綾薙祭後に次期華桜会候補の一人に選ばれる。「我ら、綾薙学園華桜会 〜NEXT STAGE Ver.〜」では燕尾服姿も描かれた。

### team楪
第2期より登場。楪が選出した元スター枠。新人お披露目公演での成績は第3位。ミュージカル学科への入科を果たし、team鳳と「2年生育成枠」を争う。メンバーの姓名には、虫が用いられている。メンバーは揚羽、蜂矢、甲本、蛍灯、蟻坂。
寮はメンバー全員が第二寮である。
2年の綾薙祭のクラス公演の班分けは揚羽と蜂矢がA班、甲本と蛍灯、蟻坂がB班となった。
ジャージの色は白を基調としており、インナーは揚羽と蜂矢のみ個人のイメージカラー、甲本と蛍灯、蟻坂は楪のイメージカラーである常盤色を取り入れたものを着用している。
揚羽 陸（あげは りく）
声 - 島﨑信長
所属：綾薙学園高等部ミュージカル科2MS組
身長：164cm、血液型：B型、誕生日：7月7日、イメージカラー：   アイオライト
ミステリアスな雰囲気を持つteam楪トップスター。他者とのコミュニケーションが独特であり、倒置法で喋る。認めた相手には不思議な懐き方をする一方で、興味のない相手にはアウト・オブ・眼中。遥斗が演じた役を勝ち取るために育成枠オーディションには本気で臨んでいる。遥斗が馬鹿にされることを許さず、南條を嫌っている。南條とは、綾薙学園中等部1年次に同じクラスであったことがドラマCDにて明かされた。第1期で名前のみ登場している。
中学1年の時にミュージカル『Shadow&Lights』に出演していた遥斗に魅了され、それ以来、遥斗を「ボクの神様」と呼んで憧れている。それまで綾薙学園中等部普通科で南條と同じクラスだったのだが、遥斗に魅了されてからは、普通科から音楽コースへと移動した。遥斗の血縁者である海斗にも興味を持っており、遥斗の学生時代のあだ名だった「つっきー」の愛称で呼んだり、共に同じ役を競い合えることを喜んだりしていたが、遥斗への憧れが強すぎるが故に海斗が抱えているコンプレックスには気付いていない。一方で、自身と同じく憧れの人を追いかけている星谷に対しての興味は薄かったが、中等部の部活発表会で星谷が見せた演技には心を動かされており、少しずつ無視できない存在として捉え始める。
チームメイトの蜂矢には言葉足らずで誤解されやすい自身の性格を陰からフォローしてもらうことが多く、常に行動を共にしていることから信頼を見せるが、一方で彼のドジっぷりには呆れており、稽古合宿のオリエンテーリングにて星谷、那雪、卯川、蜂矢と同じ1班となった際には、蜂矢のドジに他のメンバー同様振り回され、そのたびに悪態をつくもボロボロになった蜂矢の面倒を見る等、互いに互いを支え合う関係を築いている。また、指導者であった楪には遥斗に近づけるようミュージカル学科の入科オーディションと平行して育成枠合格に特化した指導を受けさせてもらっており、チームメイト同様、遥斗への強い憧れを理解してもらっていた。そのため、楪のことも心から信頼しており、彼を馬鹿にした北原と南條に対して平手打ちを食らわせようとしたことがある。
『Shadow&Lights』では遥斗も演じたアレクシスの影役を受けることになり、稽古が開始された時点で遥斗が演じたアレクシスの影を完璧にコピーし、仕上げていた。その際、海斗、辰己を前に自分が選ばれると宣言している。が、遥斗が休演期間を利用し、一時的に日本に帰国した際に行われた稽古合宿にて念願叶ってようやく対面を果たすも「演技に魅力がない」と完璧に作り上げてきた自身の世界を否定されたことで閉じ篭ってしまう。チームメイトの蜂矢の言葉にも反応を示さなかったが、自身と同じ目標を持つ星谷の言葉には反応を見せ、否定されようと夢を諦めきれない気持ちを理解してくれた星谷の説得により遥斗のコピーではなく自分自身として舞台に立つことを決意。その際に星谷のことをもっと知りたいと思うようになり、以降は星谷のことを「悠太」と下の名前で呼ぶようになり仲良くなる。また、自身の決意を遥斗に示したことで彼からも今後を期待されるようになった。合宿後は音程のズレを指摘したり、自主練に付き合う等、積極的に星谷と関わることが増え、互いに同じ役を競い合う仲間であり、ライバルとして一緒に頑張るようになったが、配役発表にて惜しくもアレクシスの影役を逃す。本番当日は裏方として参加していたが、奈落落ちのシーンで使うマットの上に釘が落ちているのを発見し、拾った矢先に舞台上から落ちてきた星谷と接触してしまう。星谷が怪我を負ったことに責任を感じていたが、舞台に立つことを諦めない星谷の気持ちを酌み、もう一度舞台に立たせるために体格的に入れ替わっても違和感がないことを理由に自ら代役に名乗りを上げる。その際、ランバートのダンスの振り付けを本来代役を務めるはずだった戌峰に頼んで教わっており、短時間で習得してみせた。星谷が憧れの人との共演を果たしたことを心から喜ぶのと同時に羨ましいとも感じており、いつか遥斗と共演したいという夢を抱くようになる。
OVAでは早乙女と双葉に買収され、星谷たちを脅かす手伝いをした。
蜂矢 聡（はちや そう）
声 - 高梨謙吾
所属：綾薙学園高等部ミュージカル科2年MS組
身長：175cm、血液型：A型、誕生日：8月26日、出身地：ドイツ、イメージカラー：   シンハライト
team楪。優しい性格の持ち主。海斗や辰己、申渡と同じ中等部音楽コース特進クラス出身である実力者でもあるが、日常生活では抜けている一面があり、基本的にドジでドン臭いため、周囲からは「残念なイケメン」と呼ばれることもある。眼鏡をかけている。元子役。幼少期は女の子のように可愛らしい容姿で、子役にスカウトされた理由も女の子に間違えられたことから。第1期で名前のみ登場している。
始業式当日から何もないところで転び、ドジっ子としてクラスメイトに認知される。中等部の部活動発表会では財布を忘れた挙句、取りに戻ったら鍵を忘れたことに気付き、窓から寮への侵入を計ったところ危うく通報されそうになっていた。また、稽古合宿のオリエンテーリングでは星谷、那雪、卯川、揚羽と同じ1班となるが、転んだ矢先に地図が風で飛んでしまう、ボールと思って掴んだら蜂の巣だった、毒キノコの採取等、ドジっ子では片付かないような不幸体質っぷりを発揮している。
チームリーダーの揚羽に対してはその実力をチーム結成時に感じて以来、彼の一番の理解者として立ち振る舞っており、献身的に支えている。揚羽が遥斗に憧れ、ずっと追いかけてきたことも知っており、言葉足らずな揚羽の代わりに彼が誤解されないようフォローすることが多い。揚羽が遥斗から彼の世界を否定され、閉じこもってしまった際にはアンシエントに頭を下げて揚羽に稽古に出席するよう一声かけてもらおうと頼んだが、魚住に揚羽が稽古に参加するかどうかは本人次第だと言われたことで無理やり部屋から出すことを考え直し、心配して尋ねてきた星谷に対しても揚羽の気持ちを尊重し、「今はそっとして置いてあげてほしい」と頼むなど傷ついた揚羽のために行動を起こす。が、星谷が揚羽と話すことを強く望んだ際には星谷の思いを酌んで事の成り行きを見守っており、星谷との対話の中で揚羽が立ち直り、部屋から出てきたことを誰よりも喜んでいた。一方で自身がドジした時には呆れられながらも揚羽に支えられている。
揚羽が星谷と仲良くなってからは彼が自分の力で踏み出したことを喜びつつも、自身の支えなしに歩き出したことに寂しさも感じており、同じように自分の足で踏み出した那雪の姿に寂しさを感じていた星谷に共感していた。
『Shadow&Lights』ではハーディー役のオーディションを受けるも、惜しくも役を逃す。が、悔しさを感じつつも結果を真摯に受け止めていた。本番は裏方として役者をサポートとしており、星谷の代役として舞台に上がることになった揚羽を楪やチームメイトたちと共に送り出した。
OVAでは星谷たちを想って胸を痛めながらも揚羽、南條と共に早乙女と双葉の悪戯に加担する。
甲本 哲也（こうもと　てつや）
所属：綾薙学園高等部ミュージカル科2年MS組
第1期で名前のみ登場している。
『Shadow&Lights』でランバートの影役のオーディションを受けるも惜しくも役を逃す。本番は裏方としてサポートに回り、代役として舞台に上がる揚羽を送り出した。稽古合宿のオリエンテーリングでは一色、蛍灯、中小路、百合野と同じ班になる。
蛍灯 玲（ほたるび　れい）
所属：綾薙学園高等部ミュージカル科2年MS組
第1期で名前のみ登場している。
『Shadow&Lights』でオーランド役のオーディションを受けるも惜しくも役を逃し、本番は裏方としてサポートに回った。代役で舞台に立つことになった揚羽を送り出す。稽古合宿のオリエンテーリングでは一色、甲本、中小路、百合野と同じ班になる。
蟻坂 和臣（ありさか　かずおみ）
所属：綾薙学園高等部ミュージカル科2年MS組
第1期で名前のみ登場している。
『Shadow&Lights』でパーシー役のオーディションを受けるも惜しくも役を逃し、本番は裏方としてサポートに回り、代役として舞台に立つ揚羽を送り出した。稽古合宿のオリエンテーリングでは東堂、香西、千木良、万城目と同じ班になる。

### team漣
team楪同様、第2期より登場。漣が選出した元スター枠。新人お披露目公演での成績は第4位。ミュージカル学科への入科を果たし、team鳳と「2年生育成枠」を争う。メンバーの姓名には、方角が用いられている。北原、南條以外のメンバーについては名前以外の詳細は不明。寮は北原のみ第一寮であり、南條、中小路、東堂、香西が第二寮である。
2年の綾薙祭のクラス公演の班分けは北原と南條がA班、中小路と東堂、香西がB班。
ジャージは黒を基調としており、インナーは北原と南條のみ個人のイメージカラー、中小路と東堂、香西は漣のイメージカラーである露草色を取り入れたものを着用している。
北原 廉（きたはら れん）
声 - 梅原裕一郎
所属：綾薙学園高等部ミュージカル科2年MS組
身長：176cm、血液型：B型、誕生日：4月22日、イメージカラー：   緑青
team漣のリーダー。『やるからには完璧に』が座右の銘。家の方針で芸能活動を行う条件で綾薙学園に入学した過ぎず、ミュージカルに対しては強い思い入れはない。そのため、ほかのオーディション参加者を冷めた目で見ている。が、一方で本気になるきっかけを探している。口癖は「有罪」。虎石とは同じクラスでルームメイト。2つ上の姉がいる。手先が器用であり、服や靴のリメイクを自分で行うほど。好きな食べ物は練り物全般。第1期では名前のみ登場している。
綾薙学園中等部普通科出身。中等部時代は、部活動部長会運動部会長をしていた。南條も同じく中等部出身だが、出会ったのは高校に上がってから。
基本的には誰に対しても苗字呼びだが、空閑や虎石、南條など自身が認めた相手に対しては名前で呼ぶ。また、星谷に対しては「ミラクル星谷」と呼んだり、虎石とセットの時は「ノーテンキーズ」と呼んでいる。3期6幕で那雪シスターズと会った際は、綾薙学園中等部時代にお互いのことを知っていたようで、手芸部のツインズと呼んでいた。
子どもの頃から空手を習っており、強さには自信があるが、指導者であった漣には手合わせで一度も勝てたことがない。また、父親は警官であり、漣と共に勝てない人物として挙げられている。
『Shadow&Lights』ではオーランド役のオーディションを受けることになるが、本気を出さなくても勝てるという自信からあまりやる気がなかった。そのため、自身とは対照的に本気で取り組むクラスメイトを貶す発言も多く、遥斗に拘っていることを突きつけられた海斗が稽古中に声を荒らげた時には「子どもっぽい」「エリート様は甘やかされてきたに違いない」と語り、天花寺の怒りを買っている。それでも態度に改善は見られなかったが、本気で役を勝ち取りに来る空閑に圧倒され、本腰を入れるようになる。この一件を機に本気になれるきっかけを与えてくれた空閑のことは苗字呼びから名前呼びに変わっている。また、何かと張り合うことが増えた。稽古合宿のオリエンテーリングでは空閑、虎石、南條、十文字と同じ2班となり、我先に第一ポイントを目指す空閑に虎石と共に張り合っており、稽古の休憩時間でも休憩返上で練習に没頭する空閑に負けじと食らいつく。が、配役発表では惜しくもオーランド役を逃し、選ばれた空閑に悔しさを感じつつも、結果を受け入れていた。本番は裏方に回っており、怪我で続行が厳しくなった星谷の舞台に立とうとする気持ちを後押しし、応急処置やテーピングでサポートする。
南條 聖（なんじょう こうき）
声 - 武内駿輔
所属：綾薙学園高等部ミュージカル科2年MS組
身長：182cm、血液型：AB型、誕生日：6月17日、イメージカラー：   赤紫
team漣。北原と同じく、芸能界入りするためだけに綾薙学園に入ったため、ミュージカルに思い入れはない。自他共に認める器用なタイプで、そこそこなんでもこなせてしまうため、北原同様、オーディションに熱くなる周囲を冷めた目で見ている。感情表現がストレートな北原とは違い、常に穏やかな笑みを称えているが、発言は辛辣なソフトS。自分の意見を述べる時は決まって「俺的には～」と喋る。親が裁判所で働いている。第1期では名前のみ登場している。
一見感じがいいが、何を考えているかが分からず、周囲からの印象は「ものすごく感じがいい」または「なんか怖い」と両極端な意見が多い。基本的になんでも出来てしまうため、そういった一面から中等部時代はクラス委員長や生徒会の副会長をやっていた。ミュージカル学科生になってからも申渡と共にクラス委員を務めている。
チームメイトを除き、誰に対しても基本的に苗字呼びだが、星谷に対してのみ北原同様「ミラクル星谷」と呼ぶことがある。稽古合宿のオリエンテーリングでは空閑、虎石、北原、十文字と同じ2班になった。
『Shadow&Lights』でアレクシスの影役のオーディションを受ける。クラスメイトの中では揚羽に注目しているが、その揚羽からは唯一嫌っている人物として挙げられており、南條本人も揚羽が自身を嫌っていることには気付いているが、純粋な人間は嫌いではないと揚羽を気に入っており、星谷が閉じ篭ってしまった揚羽に対し、一緒に頑張ってきた仲間だからという理由で説得を試みた際には仲間意識の強い星谷の甘さと共に憧れの人に否定された揚羽の気持ちを考えてあげるべきではないかと指摘している。一方で同じ役を巡って争うライバルが減ることを喜ぶなど割り切っている部分も見られたが、星谷の説得に応じて稽古に復帰した揚羽のことは素直に受け入れていた。配役発表では惜しくも落選した。本番は裏方に回っており、星谷が怪我を負った際にはもう一度舞台に立てるようテーピングに必要なものを買出しに向かうなど協力的な姿勢を見せる。
中小路 春馬（なかこうじ　はるま）
所属：綾薙学園高等部ミュージカル科2年MS組
第1期で名前のみ登場している。チームメイトの南條からバカで騒がしいと思われており、中小路本人も南條から鬱陶しがられていることを自覚している。
『Shadow&Lights』でランバートの影役のオーディションを受けるも、惜しくも落選し、本番では裏方に回った。稽古合宿のオリエンテーリングでは一色、甲本、蛍灯、百合野と同じ班になる。
東堂 創（とうどう　はじめ）
所属：綾薙学園高等部ミュージカル科2年MS組
第1期で名前のみ登場している。大人しいが自分の考えをしっかりと持っており、頭が良いことから南條に好印象を持たれている。
『Shadow&Lights』でハーディー役のオーディションを受けるも、惜しくも落選し、本番は裏方に回った。稽古合宿のオリエンテーリングでは蟻坂、香西、千木良、万城目と同じ班になる。
香西 遊晴（かさい　ゆうせい）
所属：綾薙学園高等部ミュージカル科2年MS組
第1期で名前のみ登場している。
『Shadow&Lights』でパーシー役のオーディションを受けるも、惜しくも落選し、本番は裏方に回っている。稽古合宿のオリエンテーリングでは蟻坂、東堂、千木良、万城目と同じ班になる。

### team暁
暁が選出した元スター枠。新人お披露目公演での成績は第2位。ミュージカル学科所属。メンバーの姓名には、漢数字が用いられている。名前以外の詳細は不明。寮はメンバー全員が第三寮である。
2年のクラス公演の班分けはB班。
ジャージの色は白を基調としており、インナーは一色と十文字のみ個人のイメージカラー、百合野と千木良、万城目は暁のイメージカラーである牡丹色を取り入れたものを着用している。
一色 奏
所属：綾薙学園高等部声楽科1年D組→ミュージカル科2年MS組
第1期では顔写真と名前だけ登場している。金髪と黒髪のツートンカラーの髪型が特徴。
『Shadow&Lights』でパーシー役のオーディションを受けるも、惜しくも落選し、本番は裏方に回っていた。星谷の怪我に伴い、揚羽が代役を行うことになった際にはゆうきとつむぎに扱き使われながら衣装のサイズ合わせをチームメイトと共に手伝っている。稽古合宿のオリエンテーリングでは甲本、蛍灯、中小路、百合野と同じ班になる。
十文字 良亮（じゅうもんじ りょうすけ）
所属：綾薙学園高等部声楽科1年D組→ミュージカル科2年MS組
第1期では顔写真と名前だけ登場しており、初登場は第1期OVA。眼鏡が特徴。
『Shadow&Lights』でアレクシスの影役のオーディションを受けるも、惜しくも落選し、本番は裏方に回る。一色同様、星谷の怪我で揚羽が代役として舞台に立つことになった際には衣装のサイズ合わせを手伝っていた。稽古合宿では空閑、虎石、北原、南條と同じ2班になった。
百合野 茉優
所属：綾薙学園高等部ミュージカル科2年MS組
第1期では顔写真と名前だけ登場している。
『Shadow&Lights』でランバートの影役のオーディションを受けるも、惜しくも落選し、本番は裏方として一色、十文字同様、ランバートの衣装のサイズ合わせを手伝った。稽古合宿のオリエンテーリングでは一色、甲本、蛍灯、中小路と同じ班になる。
千木良 渉
所属：綾薙学園高等部ミュージカル科2年MS組
第1期では名前のみ登場している。
『Shadow&Lights』でハーディー役のオーディションを受けるも、惜しくも落選し、本番は裏方としてランバートの衣装のサイズ合わせを手伝った。稽古合宿のオリエンテーリングでは蟻坂、東堂、香西、万城目と同じ班になる。
万城目 浩司
所属：綾薙学園高等部ミュージカル科2年MS組
第1期では名前のみ登場している。
『Shadow&Lights』でオーランド役のオーディションを受けるも、惜しくも落選し、本番は裏方としてランバートの衣装のサイズ合わせを手伝う。稽古合宿のオリエンテーリングでは蟻坂、東堂、香西、千木良と同じ班になる。

### 華桜会
綾薙学園高等部ミュージカル学科3年生のうち、成績優秀者5名（本来は4名が原則だが、柊の尽力で鳳の加入のために5人目の枠が新設された）が入会を許される会合。学園の生徒会執行部的存在で「華桜館」という専用の建物を持つなど校内での発言力は絶大。各メンバーはそれぞれが対等の立場であるとされ、協議事項も合議制で決定される。また各個がスター枠の指導権を持っており、自らの姓名を冠したチーム名を付けてこれを指導する。「新入生が先輩から指導を受ける」というシステムは宝塚音楽学校にてかつて行われていたとされる「本科（2年生）による予科（1年生）への指導」に近い。またメンバーは卒業後、ミュージカル俳優としての活動を高いレベルでバックアップされる事が学園から約束されている。次期華桜会メンバーの選出をもって華桜会の役目は終了となる。
学園卒業時には在校生により「卒業セレモニー」が催される。

#### 柊世代
星谷より二学年上。第1期開始時点での華桜会であり、各々が星谷世代のスター枠の指導役でもあった。上述にあるように柊の尽力により、本世代から華桜会が5人体制となっている。第2期では綾薙学園を卒業し、同じ芸術大学へと進学した。
ジャージの色は白を基調としており、インナーはそれぞれのイメージカラーを取り入れたものを着用している。
鳳 樹（おおとり いつき）
声 - 諏訪部順一、内山夕実（幼少期）
所属：綾薙学園高等部3年→卒業
身長：186cm、血液型：O型、誕生日：12月24日、イメージカラー：   薔薇
team鳳の指導役。トップクラスの実力を持つ天才にして異端児。綾薙学園の理事長一族の分家出身であるものの地位や名誉には執着がない。他生徒には公表していないが柊は双子の弟。
入学時にスター枠として海斗の兄・月皇遥斗の指導を受ける「team月皇」に選ばれ新人お披露目公演の選考まで突破するが、学園の制度に疑問を感じ自らスター枠から外れ一般候補生の立場からミュージカル学科に進んでいる。
3年生の進級と同時に本来4人構成であった華桜会に柊の希望で異例の5人目として抜擢された。
新入生オーディションの際には、脱落するはずであった星谷たち5人を「面白そう」という理由でteam鳳に選出したが、そのことに対して柊や暁から快く思われておらず、自らの教え子となる海斗と天花寺からも初心者の星谷をメンバーに入れたことで不満をもたれていた。また、新人お披露目公演では「アヤナギ・ショウタイム」のストーリーを聞いた星谷から「王様ならなんでも思い通りになる」と言われたことをきっかけに伝統を無視したアレンジを行い、ステージの模様を配信することで一般生徒を味方につけ、team鳳の新人お披露目公演突破に一役買っているが、伝統を軽んじる姿勢から柊や綾薙学園の伝統を第一に考える暁を敵に回してしまい、彼の策略によってteam鳳の身分と引き換えに華桜会を脱退せざるを得ない状況に追い込まれる。その際、学園側に休学届を提出し、team鳳の前から姿を消した。team鳳が綾薙祭を勝ち抜き、ミュージカル学科への入科を無事に果たしたことで暁とも和解を果たす。が、一度華桜会を退いた者が復帰したという前例はなく、OVAにおいても華桜会を退いたままだったが、華桜会復帰を望むteam鳳の思いと彼らに心を突き動かされた華桜会の手助けもあり、卒業間際に華桜会へ復帰する。復帰後、最後の仕事となった次期華桜会メンバーの選出にはあまり乗り気ではなかったが、教え子の未来を守るための人選をするよう柊に説得されたことで気持ちを入れ替えた。
柊家と綾薙ブランドを重視しすぎている柊に対して、もっと楽しく自由でいてほしいと思っている。
中等部時代は普通科の生徒だったが、急病で倒れた部員の代わりに代役として演劇部の舞台に出演し、素晴らしい演技を披露したことで伝説として語られていた。それからしばらく周囲には「ミス鳳」の愛称で呼ばれていた。当時1年生だった辰己と申渡は裏方で鳳の存在に気付いていなかったものの、演劇部に残っていた記念写真から那雪がその正体に気付く。
星谷が綾薙学園への進学を決めた憧れの高校生の正体であり、星谷がスター枠選抜の面接時に見せた振り付けと彼の話から鳳自身も自分がその憧れの高校生であることに気付いている。星谷に対しては可能性を感じており、目先の目標に囚われている彼に今のままでいてほしいと思う半面、いつか未来を見据えて大きなことを成し遂げてくれることを期待している。
教え子たちのことは苗字、または「ボーイズ」と呼んで可愛がっていた。
芸術大学に進学後は、役者を目指して演技の勉強に努める柊らとは異なり、裏方を学ぶことも役者を目指すことに繋がると考え、演出を学んでいる。
卒業記念公演『Shadow&Lights』では役者を志していたが、役者としての道を断たれ、うがつの上がらない引きこもりの劇作家となったアレクシス役を演じることが決まっている。柊の代わりにランバートを演じることになった星谷がスランプに陥った際にはあえて助言を与えず、天花寺に責められるが、自身が星谷にとって影響力の強い存在であることを自覚しているが故に無闇に行動を起こせずにいた。同時に上述のように星谷に変わらずいてもらいたいという思いから彼が夢を叶えてしまうことを恐れてもおり、本番まで腹をくくれずにいたが、星谷が怪我を負い、共演の機会が失われそうになったことでようやく覚悟を決める。その際、スター枠選出で自身が演じたステップを披露した星谷に心を奪われたことを語り、「星谷がいなければアレクシスは演じられなかった」と髪留めの紐をプレゼントした。
卒業記念公演後は星谷と出会った頃の長さに髪を切っており、身分証代わりになるという理由で車の免許取得のために教習所にも通っている。公演後も星谷たちteam鳳のメンバーとは交流があり、一緒に遊びに行くなどしている。また、ブロードウェイに行った柊に会いにニューヨークを訪れた際には柊からteam柊宛の手紙も預かっており、team鳳への土産と共に手紙を星谷へ託した。その際、星谷から四季の話を持ちかけられており、四季が一度は華桜会入りを断っていることを明かしている。指導者としての立場を終えた後も教え子であるteam鳳のメンバーのことは何かと気にかけており、星谷たちが四季世代の華桜会とオープニングセレモニーの出演枠のことで揉めた際には自分たちが選んだ華桜会メンバーとのいざこざということもあり、楪同様心配を隠しきれずにいたが、暁と漣に介入を止められたため星谷たちを見守ることに徹した。綾薙祭当日には帰国した柊と共にオープニングセレモニーを観に来ており、開演前には四季を捜索する星谷を見つけ、不安に陥っていた彼に対してパフォーマーとしての技術は至らないところもあるが、周囲に影響を与える存在であることを語り、「信じて前に進め」と星谷を送り出した。
柊 翼（ひいらぎ つばさ）
声 - 平川大輔、芳野由奈（幼少期）
所属：綾薙学園高等部3年→卒業
身長：184cm、血液型：A型、誕生日：12月24日、イメージカラー：   白藤
team柊の指導役で、華桜会のリーダーかつ学年首席の優等生。鳳とは双子であるが、幼少時に本家の柊家に引き取られ跡取りとして英才教育を受けており、いずれは綾薙学園の理事長となることが決まっている。綾薙ブランドの品位を保つことを第一に考えている。元team月皇。
幼少期は鳳同様、楽しく自由な演技をしていたが、柊家に引き取られたことを機に祖父の宗厳から厳しい教育を受ける。自由に育った鳳とは対照的に柊家や綾薙の伝統を重んじるようになり、高等部で鳳と再会した際には昔と変わらず名前で呼ぶ彼に苗字で呼ぶように頼んでいた。一方で同じteam月皇になったことを機にまた共に歩んでいけると希望を抱いており、兄を想う気持ちは消えていない。
ミュージカル学科への入科オーディションで優劣がつくことに違和感を感じた鳳が突如スター枠から外れたことで「また置いていくのか」と苛立ちを感じるようになるが、宗厳に頭を下げて華桜会に異例の5人目の枠を設けるなど彼の華桜会入りに影で尽力する。が、綾薙学園の品格を落としかねないと彼の存在を警戒した暁と彼に賛同した楪、漣によって鳳を華桜会から失脚させることになってしまい、team鳳の綾薙祭出場辞退と引き換えに彼を華桜会に残す方法を思いつくも、自身より教え子を優先した鳳が自ら脱退を選んだため、引き止めることができなかった。鳳を華桜会に引き止めるために一度はteam鳳を見捨てる決断を下すが、鳳の華桜会脱退後はteam鳳を遥斗のパンフレット撮影のボランティアスタッフとして派遣するなど、彼の残したチームに目をかけていた。また、team柊と揉め事を起こした際には反省文の提出と校内清掃で済むように掛け合っており、合宿で家宝の壺を割ってしまった時にも彼らが怒られないように密かに動いている。
OVAではteam鳳が生活態度を改め、鳳の華桜会復帰のために尽力していたことに心動かされ、鳳の華桜会復帰を宗厳に掛け合う。また、次期華桜会メンバーの選出にやる気の感じられなかった鳳を奮起させるために教え子の未来を守るための人選をするよう言葉をかけている。
スター枠選出では受験生たちにある程度のランク付けを行っていたが、team柊はトップ5から選んでいるわけではなく、チームのバランスや日常生活の中で自然とチームワークを養ってもらいたいという思いから「中等部出身者」または「同じクラス」で揃えることを一つの条件とし、全員が1年C組で揃えられた。当初は海斗もメンバー入りさせる予定だったが、面接を途中退席したという理由で見送っている。また、虎石から優秀だと聞かされていた空閑に対しては遅刻を理由に、優秀さを認めている那雪に対してはアガリ症、天花寺もグループ行動の経験が足りていないという理由で候補から外しており、初心者の星谷に対しては万人受けする魅力ではないと評価しながらも、上を目指すなら更なる頑張りが必要であると彼の可能性が未知数であることを語っている。
卒業記念公演に向けて行われた2年生との合同稽古ではアレクシスの影役の稽古から外された星谷を自身のサポートとして迎え入れ、憧れの人の正体に気付き、動揺する星谷を初心に帰らせ、鳳との共演を夢見る彼の後押しをした。また、揚羽のことで踏み込めずにいた星谷の心情を彼の演じるランバートから読み取り、ランバートの本質と互いの心をぶつけ合うことの大切さを伝え、星谷に自信を取り戻させる。
『Shadow&Lights』では役者を志すも、共に役者を目指していたアレクシスから役者の道を奪ってしまった罪悪感に悩まされるランバート役を演じることが決まっていたが、ブロードウェイデビューが決まったことをきっかけに卒業記念公演への出演を辞退しており、アンシエントには密かに裏ミッションとして後釜となるランバート役探しをお願いしていた。その際、自身と同じように鳳の背中を追いかけてきた星谷にランバート役を任せたいと推薦しており、スター枠選出では真っ先に不合格にした星谷を認め、スランプに陥った星谷に「君にしか任せられない」と背中を押している。以降、ブロードウェイに旅立つまでの間、星谷にマンツーマンでランバートの稽古をつけた。ニューヨークでは一人暮らしをする予定。
卒業記念公演後も教え子であるteam柊のことは何かと気にかけており、鳳らかつての華桜会メンバーを通じて2年生と四季世代の華桜会との間で揉め事が起こっていることが発覚した際には酷く心配した様子を見せ、「頼ってきた時に応えてあげればいい」と遥斗に宥められるほど動揺を隠しきれずにいた。また、team柊のメンバーとは手紙のやり取りをしており、メンバー一人一人に一通ずつ宛てた手紙をニューヨークを訪れた鳳に託している。綾薙祭当日にはニューヨークから帰国し、教え子たちの晴れ舞台を見届けた。
暁 鏡司（あかつき きょうじ）
声 - 森久保祥太郎
所属：綾薙学園高等部3年→卒業
身長：168cm、血液型：B型、誕生日：6月5日、イメージカラー：   牡丹
華桜会メンバー。team暁の指導役で、元team月皇。綾薙学園の伝統を守ることに使命感を持ち、伝統に捉われず異端的である鳳と「学園の改革者」となりつつあるteam鳳を快く思っていない。雨男。
同じ華桜会メンバーの柊に心酔しており、彼の邪魔をする者を許さない。また、綾薙学園の伝統を軽んじる鳳に対しては当初、同じteam月皇のチームメイトとして信頼を置いていたが、彼がチームを離れたことを機に溝が出来てしまう。スター枠選出で本来不合格である人材をチームに入れたこと、新人お披露目公演で前代未聞の「アヤナギ・ショウタイム」のアレンジ、ステージ配信による一般生徒を味方につけての通過に納得できず、鳳を華桜会から失脚させるために柊に直談判する。が、柊がteam鳳が入科候補として残ったことに異論がなかったため、自身の意見だけでは突き動かせないと判断し、伝統を守るためと言い聞かせて楪と漣を味方につけて鳳の華桜会失脚に漕ぎ着ける。鳳を残すことを考えた柊の意見によってteam鳳の綾薙祭出場停止に事は留まるが、結果として鳳が自身の残留よりチームの存続を望んだため、目的を達している。しかし、楪と漣からは鳳憎さに自分たちを焚きつけたのではないかと疑われていた。その後もteam鳳が余計なことをしないように見張っており、綾薙祭では公演中止を言い渡されながらもゲリラ公演を行おうとしていたteam鳳を止めるために単身動く。華桜会の権限で処分に追い込もうとしていたが、役者として一人でも多くの人にステージを観てもらいたいというteam鳳や彼らに協力する生徒たちを止めることができず、そのステージを観て考えを改める。綾薙祭の一件以降は鳳とも和解を果たし、彼の華桜会復帰に尽力する。
指導は厳しいが、教え子たちからは慕われていた。
『Shadow&Lights』ではランバートとアレクシスの幼馴染みのエディ役を演じる。本番当日は柊の代わりにランバートを演じることになった星谷に「無様な芝居は許されない」と綾薙学園の伝統に恥じない堂々とした芝居をするよう厳しくも激励の言葉をかけた。星谷の怪我で代役を立てることになった際には13場「ルーカスの破滅」において星谷の痛みが引くまでの時間と、揚羽がダンスを習得するまでの時間を少しでも稼ぐためにアドリブを提案する。
卒業記念公演後も同じ華桜会メンバーであった鳳たちとは交流があり、2年生と四季世代の華桜会メンバーとのいざこざを心配する鳳や楪には第三者という立場上、首を突っ込まないよう釘を刺している。綾薙祭当日には楪や漣と共に2年生の晴れ舞台を見届ける姿が描かれた。
楪=クリスチアン=リオン（ゆずりは=クリスチアン=リオン）
声 - 鳥海浩輔
所属：綾薙学園高等部3年→卒業
身長：176cm、血液型：AB型、誕生日：9月2日、イメージカラー：   常盤
華桜会メンバー。team楪の指導役で、元team月皇の一人。日本とフランスのハーフで中学までフランスで生活をしていた帰国子女。大らかな性格なため、鳳の華桜会入りも面白がって受け入れている。マルチリンガルであり、日本語、フランス語、英語が喋れる。が、遥斗からは日本語がまだ下手だと言われ、逆に漣からは本当にフランス人とのハーフか疑われている。和食はフォークとナイフで食べる派。
華桜会では主に場を和ませることが多く、下級生への説明会等で漣が困った時に頼られることが多い。静電気体質であり、3学期になると静電気を帯びやすいため、漣からは近寄ることを拒まれる。鳳のことは華があると認めており、暁が彼の失脚に動き出した際には鳳への信頼と綾薙学園の伝統を守ることとの間で揺れながらも伝統を守るために暁の提案に乗っかっており、鳳を華桜会から失脚させることに同意する。綾薙祭では、せめてもの償いとして台風による野外ステージ倒壊で公演を見送ることとなったteam鳳の審査を真剣に行うことを鳳に約束するが、「演者は観客に観てもらうことを一番に望む」という鳳の意見に突き動かされ、ゲリラ公演を行おうとしていたteam鳳の公演を後押しした。OVAでは鳳の華桜会復帰に動くteam鳳を見守る中で彼らに心突き動かされ、鳳の華桜会復帰に尽力する。
team月皇時代は遥斗の指導の厳しさからよく泣いていた。
スター枠選出では揚羽と蜂矢をteam楪のメンバーに選び、彼らを指導者としてミュージカル学科入科へと導いた。チームをまとめるために教え子たちにはチームの中心となる人物を決めさせており、揚羽が遥斗に憧れ、育成枠を勝ち抜いて彼の演じたアレクシスの影を演じるという目標を立てていたため、ミュージカル学科の入科オーディション通過のためのレッスンと並行させて育成枠合格のための稽古をつけていた。が、揚羽が憧れの遥斗に否定され、部屋に閉じ篭ってしまったことで自身の指導が間違っていたのではないかと責任を感じるようになる。傷ついた揚羽を想い、心を痛めていたが、星谷の説得で稽古に再び姿を現した揚羽の姿に安堵の表情を見せた。教え子たちからは「楪先輩」または「メートル・リオ」と呼ばれており、よくレッスン後にはお茶を振舞っていた。一方で、教え子たちのことは「ディシプル(弟子)」と呼んで可愛がっており、彼らなら育成枠を獲得できると強い信頼を覗かせる。
『Shadow&Lights』ではアメリカ人のパトロンであるルーカス役を演じる。本番当日は柊の代わりにランバートを演じることになった星谷にリラックスして臨むよう声をかけた。星谷が奈落落ちで怪我を負った際には落ち込んだ表情を見せていたが、揚羽が星谷のために自ら代役を名乗り出たことを知り、暁の提案に乗り、アドリブで時間稼ぎを行った。14場「ランバートの夢」では教え子たちと共に代役として舞台に立つことになった揚羽を「心は一つ」と送り出す。
卒業記念公演後も教え子であるteam楪のメンバーたちのことは何かと気にかけており、自分たちの教え子と思いを託した四季世代とが揉めている現状には心を痛めていたが、鳳同様、暁や漣に釘を刺されたことで介入には至っていない。綾薙祭当日には暁や漣と共にオープニングセレモニーの舞台に立つ揚羽や蜂矢の姿を見届けた。
漣 朔也（さざなみ さくや）
声 - 羽多野渉
所属：綾薙学園高等部3年→卒業
身長：186cm、血液型：O型、誕生日：7月29日、イメージカラー：   露草
華桜会のメンバー。team漣の指導役で、元team月皇の一人。一人称は「私」。中学時代は生徒会副会長だった。太りにくい体質。ほとんどの生徒が寮暮らしの中で3年進級と同時に実家通いに切り替えている。
華桜会では説明会等で前に立つことが多く、事務仕事も取り仕切っており、柊のサポートを担っていた。柔軟であることを心がけ、常に中立の立場に立っているため、鳳に対しても共に華桜会を務める仲間として分け隔てなく接していたが、綾薙の伝統を脅かす存在として暁が彼の華桜会失脚を企てた際には綾薙学園の伝統を守るために賛同する。が、暁が日頃から鳳に反感を持っていたことには気付いており、伝統を守ることを口実に焚きつけたのではないかと疑っていた。綾薙祭では楪同様、台風で野外ステージに立てなくなったteam鳳の審査を真剣に行うことを鳳に約束するが、演者の立場でteam鳳の気持ちを察する鳳の意見に突き動かされ、ゲリラ公演を行おうとするteam鳳と妨害に走った暁との会話を校内放送で流し、彼らの後押しをした。OVAでは鳳の華桜会復帰に尽力する。
楪と行動を共にすることが多いが、幼少期から雷や静電気など電気系の衝撃を苦手としており、3学期になると静電気を帯びる楪にはその時期だけ極力近づかないようにしている。team月皇の頃に遥斗を寝ぼけて「お父さん」と呼んでしまったことがある。
スター枠選出で北原と南條をteam漣のメンバーとして選び、指導者として彼らを導いた。礼儀を重んじる性格故に教え子たちにも厳しく指導していたが、ミュージカルに対して思い入れの無い二人の態度を改めさせるといったことは特にしていない。が、「育成枠オーディションの中で気付いてほしいこともある」と二人の今後を懸念しており、彼らが成長することを願っている。
合気道道場の一人息子であり、武道系は一通り心得ている。北原からは手合わせを申し込まれることもあり、そのたびに彼を負かしているため、彼が勝てない人物の一人として名が挙げられている。また、南條からは卒業記念公演で共演したいと思われており、二人から慕われていたことが窺える。
『Shadow&Lights』ではルーカスが雇った探偵のクリフ役を演じる。本番では怪我をした星谷の応急処置を行い、ミュージカルに思い入れのなかった北原と南條が星谷や舞台を成功させるために協力的な行動を見せたことを喜んでいた。13場「ルーカスの破滅」では暁の提案に乗り、アドリブで時間稼ぎを行う。
卒業記念公演後も鳳らかつての華桜会メンバーとは交流があり、鳳を通じて2年生と四季世代とが揉めている現状を知るも、教え子を心配する鳳や楪とは異なり、指導者ではなくなった立場から教え子である北原や南條との関係にも一線引いており、あくまでも自分たちは部外者だとして首を突っ込みかねない鳳や楪に釘を刺した。一方で教え子に対して無関心というわけではなく、綾薙祭当日には彼らの晴れ舞台を観に学園を訪れる姿が描かれた。

#### 遥斗世代
星谷より四学年上で、柊世代より二学年上。柊が5つ目の枠を新設する以前の華桜会であるため4人体制となっている。

#### 四季世代
第3期より登場。星谷より一学年上で、柊世代より一学年下にあたる。第1期OVA第14幕にて柊世代の華桜会メンバーによって選ばれた新しい華桜会であり、前・華桜会である柊世代に引き続き5人体制となっている。
メンバーは2019年3月15日に公開されたアニメ第3期キービジュアルにてイラストが初お披露目され、3月20日より国際展示場駅コンコースエスカレーターにて期間限定で登場したキャラクター看板では名前が明らかとなった。姓名には季節が用いられている。
遥斗世代や柊世代が成し遂げることができなかった偉業を達成しようと、老朽化した野外劇場の立ち入り禁止に始まり、ミュージカル学科候補生たちが使う稽古棟の新設、平等性を重視し、ミュージカル学科候補生によるテストステージは全て綾薙歌劇場で行うよう取り仕切る等、綾薙ブランドの更なる発展のために新たなる伝統を自分たちの手でつくり出そうと学園の改革を進めており、中でも最も優先すべきプロジェクトとして次期華桜会を学園内外に早期アピールするべく、新企画として綾薙祭のオープニングセレモニーの実施を宣言した。
四季 斗真（しき とうま）
声- 浪川大輔
所属：綾薙学園高等部3年MS組
身長：177cm、血液型：AB型、誕生日：6月28日
柊世代によって選ばれた華桜会首席。パフォーマンス力に優れ、中等部時代は成績トップだった冬沢と肩を並べていた。スター枠時代はスター・オブ・スター枠に属していた。大勢の中にいる時は目立たないタイプで、舞台に立って初めて存在を認識されるほど周囲からの印象が薄く、また自身もパフォーマンス以外で目立つことを好まない性格故に表舞台に立つことはほとんどないため、華桜会の首席であることはあまり知られていない。自分から目立つような行動を極力取らないようにしているが、独自の理由により華桜会入りを決める。華桜会を務めるにあたり、個人よりも組織の意思を尊重しているが、無意識に息苦しさも感じている。特技はどこでも寝られること。華桜会入りしてからは目的のために春日野や入夏から心配されるほど働いているが、本来の性格はどちらかというと面倒くさがり屋であり、華桜会に入る前は授業をサボることも少なくはなかった。食事よりも睡眠を優先することが多いため、食事はエナジーバーなど手軽に食べられるものを好むが、甘いものは定期的に取るようにしており、春日野や入夏とよく行きつけの甘味処に足を運んでいる。また、飲み物も紅茶やコーヒーよりジュース派。学内では時計塔や屋上を訪れることが多い。中等部からの付き合いである冬沢のことは多面的な考え方ができる人物として尊敬の念を抱いており、表舞台に立つことを苦手としている自身の代わりとして頼ることも多い。
前述にあるように立場上、華桜会の意思を優先しているが、野外劇場の閉鎖に落ち込む星谷を見かねてたまにであれば立ち入りを許可するなど優しさも垣間見せており、冬沢とは対照的に非情になりきれずにいる。一方でteam柊抜きでクラス公演を行うことになった現実を受け止めきれず、気持ちの切り替えが出来ない星谷に対し、「指導者である鳳がいなければ何も出来ないのか」と一喝する等、厳しい一面も見せており、結果として星谷が華桜会にカンパニー全員での出演を交渉する後押しをした。
冬沢 亮（ふゆさわ りょう）
声 - 斉藤壮馬
所属：綾薙学園高等部3年MS組
身長：178cm、血液型：B型、誕生日：1月11日
柊世代によって選ばれた華桜会メンバー。同じ華桜会の四季とは中等部からの付き合いであり、四季から最も信頼され、表舞台に立ちたがらない彼の代わりに首席代行として動くことが多く、華桜会の総意で推し進めている改革も中心に立って進めている。スター枠時代は四季と共にスター・オブ・スター枠に所属しており、チームリーダーも務めていた。高い実力を持ち、中等部時代は音楽コースの特進クラスでトップの成績を収めており、高等部に上がってからも首席の座を貫いている。優秀であることには自信を持っているものの、一方で優等生な自身に面白みがないとも感じている。幼い頃はか弱く見られることが多かったが、成長と共に身長が伸びたことによる圧迫感から周囲に怖がられることが多くなった。また、怒ると怖い人物として同じ華桜会の春日野や入夏からも恐れられており、星谷ら2年生がストライキを起こした際には怒る前に入夏が彼らを庇ったり、オープニングセレモニーの楽曲が遅れている入夏に対して春日野が注意を呼びかける等、本気で怒らせないように周囲が気を遣うほど。中等部3年の頃は生徒会長を務めており、一つ下の南條とも面識がある。ライトベジタリアンであり、食べられないものが多いことから調理実習は苦手としている。また、口の中から無くならない食感から餅も苦手。
華桜会の一員としても一パフォーマーとしても非常にシビアな考えを持ち、現2年生の中では首席であった柊が選んだチームであることから正統派な実力を持つteam柊を気にかけ、次期華桜会も彼らに任せたいと考えている。故に改革案の一つである次期華桜会候補の発表の場として設けたオープニングセレモニーもteam柊に任せる方向で話を進めているが、ある程度の犠牲は致し方ないという考えからteam柊に対してクラス公演よりもオープニングセレモニーを優先するように強要するなど、目的達成のためであれば自らが暴君になることも厭わない覚悟を示した。team柊のオープニングセレモニー出演に反対する星谷たちに対してはクラス公演も行うも行わないも自由だとし、決定を覆す気はないという態度を示しており、team柊からカンパニー全員での出演を交渉された際にも「その他大勢の面倒を見るつもりはない」と頑固として意見を曲げようとはしなかった。
同じ華桜会メンバーであり、幼馴染でもある千秋とはある出来事をきっかけに犬猿の仲であり、自身のサポート役という認識こそしているものの本人を目の前にして「役に立たない」「期待していない」と口にする等、険悪な雰囲気を漂わせている。また、実力は認めているが、結果として首席の座を奪われてしまった事や、華桜会本来の目的よりも、星谷たちの気持ちを汲んでやりたいと考える四季に対して、複雑な想いも抱えている。
春日野 詩音（かすがの しおん）
声 - 山下大輝
所属：綾薙学園高等部3年MS組
身長：168cm、血液型：A型、誕生日：3月21日
柊世代に選ばれた華桜会のメンバー。短い猫っ毛 の髪が特徴。何をされても驚かない大人しい性格だが短気であり、通信簿にも書かれるほど怒りっぽい。四季や入夏からは「怒りっぽいのが玉に瑕」だとも言われており、カルシウムの摂取を勧められるほど。占いが趣味でよく学校の屋上で占っているが、あくまでもデータという認識であり、千秋からオカルトだと言われたことを即否定する等、超能力めいたものはあまり信じていない。2年の誕生日も把握しており、星谷の水難、虎石の女難、北原の動物による災難、蜂矢のドジを当てるなど占いの的中率は高い。唯一の答えが出るものを好むことから数学や理系の科目を得意としている。周囲からは変わっていると言われることが多いが、自覚はない。好きな飲み物は抹茶やおしるこで、和菓子も好むことから四季や入夏とよく甘味処に足を運んでいる。常にタロットカードを持ち歩いており、四季が借りていた「運命の輪」を返した際には、彼が星谷と運命に導かれて出会ってしまったことを少なからず気にかけていた。
スター枠ではなく一般枠出身であり、並々ならぬ努力を積み重ねてミュージカル学科入りを果たした。当時「スター・オブ・スター」に属していた四季に入科オーディションの練習を見てもらっていた時期があり、四季のことを心から慕っている。また、チーム内ですれ違いが生じた際にはチームメイトともう一度話し合えるよう背中を押してもらっており、その時に貰ったコインを今でも大切にしている。四季の望みを叶えることに尽力しており、彼が辛い想いをしていたら自分自身が許せなくなるほど心酔し、何かと気にかけている。そのため、当初は冬沢や千秋より話が通じそうという理由で対話を持ちかけてきた星谷らに対して、四季の悲願であるオープニングセレモニー成功のために彼らの意見を聞き入れないようにしていたが、友人から貰ったものを大切だと語る星谷やチームメイトのために必死になる那雪の姿に自身を重ね、入夏同様、華桜会としてのスタンスは変えられないとしながらも彼らの思いを受け入れた。入夏とは一般枠の頃からのチームメイトであり、星谷らがストライキを起こした際に彼が冬沢から2年を庇ったことに気づく等、入夏の言動をよく理解しているが、同時に冬沢を怒らせる一歩手前だった彼に対して注意を呼びかけるなど何かと世話を焼いており、星谷らが対話の相手として選んだことも面倒見がいいからではないかと四季からは評価されている。
入夏 将志（いりなつ まさし）
声 - 逢坂良太
所属：綾薙学園高等部3年MS組
身長：173cm、血液型：O型、誕生日：7月27日
柊世代によって選ばれた華桜会のメンバー。褐色の肌と色素の薄い髪、碧眼が特徴でよくハーフと間違われる。春日野とは1年次に同じ一般枠のチームに所属していた頃からの付き合いであり、「カスガちゃん」と呼んで親しんでいる。春日野と同じく、自分たちを救ってくれた四季には恩を感じている。両親は有名な音楽家で、自身も音楽制作をこなしており、アーティストを自称するなど音楽制作に関しては自信を持っている。小学生の頃は祖母と暮らしていた。好物はかき氷と無限海ぶどう、祖母が作ったチャンプルー。空閑が以前アルバイトしていたカフェの常連。
お祭り男で、アツイ人間やアツイ展開を好む。一方で争いごとは好まないため、調停役を買って出ることもあり、星谷ら2年と華桜会が対立した際には自ら2年の説得を名乗り出ている。が、報われなければ何をやっても無意味だという持論が逆に2年を焚き付けることになってしまい、少なからず責任を感じていた。故に星谷らがストライキを起こした際には冬沢が彼らに処分を下す前に遠回しに庇う行動に出る。一方で星谷らが自分たちのことを知ってもらおうと華桜会にアピールし始めた際には道具運び等、彼らを雑用代わりに扱う場面もあった。華桜会プロデュースのオープニングセレモニーでは楽曲制作を担当していたが、team柊の実力に合わせた楽曲を作りきれず行き詰まってしまい、時間にルーズな性格も相まって一時は楽曲の提出を催促する冬沢を本気で怒らせる寸前にまでなってしまう。春日野から注意を呼びかけられるも「アーティストとして完璧なもの以外は提出できない」と完成するまでの時間を稼ぐために逃げ回っていたが、華桜会に楯突いてでもオープニングセレモニーへの出演を諦める気配のない星谷らを見守っているうちに彼らが自分たちと同じで大好きな仲間たちと何かを成し遂げたいだけだということに気付き、華桜会としての意見は曲げられないとしながらも、一個人として彼らを認めるようになる。また、行き詰まっていた楽曲制作においても星谷らからインスピレーションを得たことで彼らをイメージした楽曲を手がけた。
千秋 貴史（ちあき たかふみ）
声 - 小西克幸
所属：綾薙学園高等部3年MS組
身長：177cm、血液型：B型、誕生日：10月25日
柊世代によって選ばれた華桜会のメンバー。長髪を一つに束ねているのが特徴。髪が長いことから周囲にチャラいと思われがちだが、単に髪を切る暇がないため伸ばしたままとなっている。冬沢とは児童劇団時代からの幼馴染みだが、現在はある出来事をきっかけに犬猿関係。が、中等部時代は共に生徒会役員を務めるなど、図らずも関係は続いており、複雑な感情を抱いている。悪態をつくことも少なくないが、その一方で冬沢の言動は気にかけており、たびたびちょっかいをかけている。生徒会役員時代に副会長であった南條とは顔なじみであり、「コウちゃん」と呼んで親しんでいる。口癖は「ノーセンス」。下に弟妹がいる長男。手先が器用で、弟妹が学校で使う雑巾も毎年のように手縫いしており、そのせいか特技が雑巾の早縫いになった。朝食の支度や弟妹と遊ぶ時間を作るなど面倒見がいい性格をしており、妹が作った弁当は残さず食べるようにするなど家族想い。弟妹の面倒を見ることが多いせいか、年下に弱く、自身が導いてきたteam千秋の生徒たちに対しても、彼らが無事にミュージカル学科に入れるよう力を尽くしている。餅つき大会で冬沢が餅を不味そうに食べている様を目にしたことから自身も餅が苦手になった。

### アンシエント
ミュージカル学科2年生のコーチ役を担当し、「Shadow&Lights」の公演が行われる夏まで指導する。稽古指導を通じて「2年生育成枠」の選考も行う。いずれも綾薙OBで「主役の卒業生が1年生当時に華桜会メンバーだった者」が務めるのが恒例となっている（つまり全員が20〜21歳）。遥斗を除く3名は第2期より登場しているが、苗字のみ第1期Blu-ray&DVD第5巻に封入されたブックレットにて公開された。
月皇 遥斗（つきがみ はると）
声 - 子安武人
身長：187cm、血液型：O型、誕生日：11月3日、イメージカラー：   セレスト
学園OBのミュージカルスターで海斗の4つ上の兄。学園在籍時は名門綾薙学園の出世頭として入学から卒業まで実技において主席通した天才。後述のアンシエントとともに華桜会に所属して首席で卒業しており、またteam月皇の指導役として柊らを強い愛情と厳しい指導でミュージカル学科へ導いた。教え子に辛く当たらねばならない時には彼らにオレンジジュースを奢るというクセがある。1年次はスター枠であり、当時の華桜会首席のチーム「スター・オブ・スター」に在籍していた。2年次は2年生育成枠を勝ち取り、アレクシスの影役として舞台に立っている。夢は父親の演出する舞台に弟の海斗と共に立つこと。
「ミュージカル界のプリンス」と呼ばれているが、鎧を着ると太って見えるという理由で体を絞る等、立場に驕ることなく真剣に取り組んでおり、共演者やスタッフからの評価も高い。在学中はチームを抜ける決断を下した鳳の背中を押しており、影ながら応援していた。team鳳が自身のパンフレット撮影のボランティアスタッフとして派遣されてきた際には、鳳がいなくなったことでチームをどう導くべきか悩んでいた星谷の相談に乗るも、自身では彼の悩みを解決できないと悟り、鳳に連絡を取るきっかけの一つを作っている。
弟想いの良き兄であるが、海斗を含むteam鳳が華桜会の策略によってスター枠から降格された際には柊に圧力をかけており、弟に甘い重度のブラコンっぷりを発揮しており、本人も自覚済み。基本的には仲のいい兄弟だが、役者としては圧倒的な差があり、長年比較されてきた海斗がコンプレックスに悩む原因を作ってしまう。海斗が自身へのコンプレックスに悩んでいることは気付いているが、自身では解決できないことだと弁えているため、同じ悩みに悩まされてきた魚住に海斗を託す。また、育成枠でアレクシスの影を演じた際に海斗だけでなく、揚羽からも憧れの対象として見られるようになり、彼からは「神様」として慕われている。が、揚羽の未来を考え、彼が自身のコピーとして終わることを快く思わず、完璧に作り上げた世界を否定することで、揚羽が自分の演技で舞台に立てるよう厳しい指導を行う。揚羽の才能は高く評価しており、「可能性のない人間に言葉はかけない」と彼が試練を乗り越え、自分自身の演技で舞台に立つ道を選んでくれることを望む。揚羽が自分の演技で舞台に立つ意思を示した際には彼の今後に期待を寄せていた。
魚住とはスター枠選出時に鳳を取り合った仲であり、真剣勝負の結果、鳳を獲得する。が、魚住からはその時のことをずっと根にもたれており、一方的に絶交されていた。運転免許を取得しており、仕事場には自分の車で移動しているが、自他共に認める不器用であり、魚住からはいつか事故を起こすのではないかと心配されている。
教え子たちからは尊敬されているが同時に恐れられてもおり、柊からは一緒に住んだら身が持たないと言われ、楪からは超人扱いされ、次期華桜会の選考も苦労しなかったと決め付けられている。遥斗本人は「二度とやりたくない」と海斗に電話越しで苦労を語っており、人並みに苦労していたものの、周囲からはそう思われていなかった。また、恥ずかしい昔話を平気でするため、鳳を除き元team月皇のメンバーからは今も頭が上がらない存在として認識されている。
第2期ではニューヨークに滞在し、ブロードウェイで仕事をしている。学園在学中にブロードウェイミュージカルのオーディションに合格し、渡米していた時期があり、その際に苦手な英語を必死に勉強している。勉学に関しては海斗の方が上。アンシエントの務めはブロードウェイに行っていて参加できなかったが、休演期間を利用して日本に戻ってきており、稽古合宿を企画する。同時進行で魚住、早乙女、双葉に頼んでいた裏ミッションに本格的に乗り出す。前・華桜会との合同稽古が始まる前に星谷をアレクシスの影役の稽古から外しており、彼にあることを気づかせようとしている。また、育成枠がチーム戦であることを長年疑問視しており、アンシエントが育成枠オーディションで一つのチームに絞りきれずにいたことを機にチーム戦を廃止する。柊のブロードウェイデビューの相談にも乗っており、誰かに託すという選択になったとしても自分の道を歩もうとしている柊の決意を受け止め、ブロードウェイ進出を後押しした。
魚住 朝喜（うおずみ あさき）
声 - 森川智之
身長：185cm、血液型：B型、誕生日：8月23日、イメージカラー：   コーラル
遥斗と同世代の元華桜会メンバー。ミュージカル俳優。遥斗とは中等部入学からの付き合いであり、親友でライバルの間柄。言葉遣いは荒いが、兄貴肌な一面がある。年の離れた兄がいる次男で、甥っ子がいる。下戸。運転免許を取得済みであり、移動には自分の車を使っている。猫舌。
華桜会在任時にスター枠選びでじゃんけんに敗れ、鳳を取られて以来、一方的に絶交中である。OVAでも当時のことを根に持っていることが遥斗の口から語られている。以降、じゃんけんでグーを出さないと固く誓っているが、双葉からは子どものようだと呆れられていた。
非常に真面目であり、勉強も教わる側より教える側に立つことが多く、成績も優秀だった。また、華桜会在任時には主席である遥斗が仕事を後回しにしていたため、彼の代わりに首席の仕事をやることも多かった。
ミュージカル学科生の中で一番劣っている星谷に目をつけ、演技力のない彼にマンツーマンで厳しい指導を行う。が、中等部の部活発表会で演劇部の舞台に代役として出演した星谷が役に入り込むタイプであったことに気付き、興味を持ち始める。ミュージカル界では遥斗に次ぐ「第二王子」であり、遥斗を超えられない苦悩の日々を送っていた。故に同じく遥斗という大きな壁を越えられずに苦しむ海斗を放って置くことができず、星谷と役をコンバートさせようとする。一時はそのことで海斗を傷つけてしまい、team鳳や2年生全体に影響を及ぼしてしまうが、同じ方法ではなくても遥斗を超えることができると彼の才能を信じ、背中を押したことでコンプレックスに悩まされてきた海斗を長年の呪縛から解放する。
教え子に肩入れしやすいタイプであり、合理性を主張する早乙女とは衝突することが多く、育成枠オーディションで合格者を1チームに絞る際には首席チームだからという理由でteam柊を押していた早乙女に対し、一人一人の可能性を考慮するべきだと主張していた。が、その熱心さ故に教え子への愛情は一方通行になりがち。
『Shadow&Lights』の本番では客席で観劇していたが、奈落落ちのシーンで違和感を感じて駆けつける。その際、星谷の怪我の具合から戌峰への変更を指示するが、那雪や揚羽、星谷本人の気持ちを考慮し、14場「ランバートの夢」が終わるまでに経過を見て星谷を続投させるか否か判断を下すことを決める。が、内心では魚住本人もどうするべきか悩んでおり、一番影響力のある鳳に交代を告げさせることで星谷に無理をさせないようにすることも考えていた。
早乙女 律（さおとめ りつ）
声 - 置鮎龍太郎
身長：180cm、血液型：AB型、誕生日：12月9日、イメージカラー：   ホワイト
遥斗と同世代の元華桜会メンバー。ミュージカル劇団所属。遥斗のことを「全人類の中で唯一自分と並ぶほど美しい」と称し、骨抜きにされている。高等部時代には「遥斗王子と律姫」と呼ばれるほどで、律自身も美貌を兼ね備えている。自身の美貌を自覚しており、若干ナルシスト気味。
双葉とは中等部1年の頃からのクラスメイトであり、出会った当初から「りっちゃん」と呼ばれている。現在は同じ劇団に所属し、稽古の前日に必ず泊まりに来る双葉をマンションに泊めるなど仲がいい。運転免許は取得しておらず、双葉が免許を取るのを待っている。
教え子に肩入れするタイプの魚住とは対照的に、合理的な指導を好み、あくまでも卒業生が主役の舞台だとして2年生の指導にはドライ。故に在学中からぶつかることも多く、中等部の部活発表会で魚住が星谷を気に入った際には「嫌な予感がする」と口にしていた。2年生の実力の高さは評価しているが、合格枠が1チームという現状から可能性のある生徒にチャンスを与えていてはキリがないと考えており、首席という理由でteam柊を推し、魚住と口論になる。チーム戦廃止後から生徒一人一人を実力で判断し、オーディション合格者を選抜した。ランバート役を降板した柊の代わりに選ばれた星谷に対しても本番に近づくにつれて芝居が良くなったと褒めており、魚住からは珍しがられた。本番では星谷の怪我に伴い現場のサポートに動く。
中等部の部活発表会に訪れた際には売れっ子俳優である魚住の変装のために衣装を貸し出した。
双葉 大我（ふたば たいが）
声 - 保志総一朗
身長：168cm、血液型：O型、誕生日：3月14日、イメージカラー：   ブラック
遥斗と同世代の元華桜会メンバー。在学時から4名内で最も大人で、要領が良く、視野が広いまとめ役。虫が苦手。
早乙女とは同じ劇団に所属しており、アンシエント在任中に限らず、よく彼のマンションに入り浸っている。助手席に座るのが好きであり、運転免許は取得しておらず、早乙女が免許を取るのを待っているが、互いに同じことを考えていることには気付いていない。早乙女のことは「りっちゃん」、2年生たちのことは一人一人名前で呼んでいる。
小さくて可愛いところが自身の持ち味だとしており、仕事モードの時はあざといくらいに人懐っこく優しい「うたのおにいさん」を貫いている。一方で、オフの時は誰よりも冷静であり、対照的な指導方針でよくぶつかる魚住と早乙女の間で板ばさみになっているが、遥斗からは「お前なら大丈夫さ」とあまり心配されていない。
海斗がアレクシスの影のソロパートを歌いづらそうにしていたことに気付いていたが、嫌われ役は魚住に任せ、自身は早乙女と共に遥斗へのコンプレックスで情緒不安定となった海斗とギスギスしていたteam鳳を見守ることに徹していた。稽古合宿のオリエンテーリングでは最初のポイントの監督役を務め、坂道を虎石、北原と共に競争してきた空閑に「どんな状況でも演じられるようでなくてはならない」とオーランドのワンシーンを演じさせる。その際、演じ切れなかった空閑に坂の下からやり直すよう指示を出し、チーム全員が合格しないと先に進めないことを笑顔で発する等、厳しい指導を行った。本番では奈落落ちのシーンに違和感を感じ、魚住、早乙女と共に現場のサポートに動いた。
趣味はお取り寄せグルメであり、食べたことが無いものを食べるという行為を楽しんでいる。アンシエント在任中も山形県の「だだちゃ豆」、北海道の「カニ味噌ケーキ」、福岡県の「明太子せんべい」、滋賀県の「鮒寿司チップス」、秋田県の「いぶりがっこ」を酒の肴として取り寄せていた。また、卒業記念公演本番を控える生徒たちにも大島名産の「くさや」を差し入れる。

### その他
那雪 ゆうき（なゆき ゆうき）
声 - 阿澄佳奈
所属：綾薙学園中等部普通科 2年生→3年生。身長：146cm。透の妹で、つむぎとは双子の一卵性双生児。社交的な性格だが、子どもは扱い方が分からないため苦手としている。辛党。
衣装の申請を後回しにしたことでボロボロの衣装で新人お披露目公演に出なければならなくなったteam鳳のために衣装を作り直した。綾薙祭直前にも衣装を手掛けており、卒業セレモニーでも引き続きteam鳳の衣装を担当している。また、中等部の演劇部では衣装を担当。
常につむぎとセットで行動しているが、兄である那雪との関係も良好であり、弱音を吐くことに苛立つこともあれど、彼が堂々と表舞台に立てるように応援しており、那雪家秘伝の謎茶で強引に緊張改善を試みることも。また、新人お披露目公演では何故、兄がセンターではなかったのかを鳳に問いかけており、兄想いの妹でもある。一方で、つむぎに対しては生まれた時から一緒で常に傍にいるため、甘えてしまうことが多い。
天花寺からはつむぎと共に可愛がられているが、偉そうなイケメンは生理的に受け付けていないため、冷たく当たることも多い。
本人の目の前で、『みんな、どうしてこんな偉そうな人がいいのかしら。趣味悪いよね？』と発言している。
対照的に星谷に対しては兄がお世話になっていることもあり、つむぎと共に好印象を抱いており、彼のポジティブさに関しては那雪にも見習ってもらいたいと思っている。
家庭科が得意であり、裁縫だけでなく料理もそれなりに出来る。一方で体育が苦手であり、自身も那雪にそっくりであることを認めている。
『Shadow&Lights』の本番では観客席から観劇していたが、星谷の怪我で急遽揚羽が代役として舞台に立つことになったため、衣装のサイズを詰めるためにつむぎと共に那雪に呼び出され、貢献している。その際、team暁を扱き使う場面が描かれた。
第3期にて、北原廉と顔見知りであることが明かされ、"手芸部のツインズ"と呼ばれていた。
那雪 つむぎ（なゆき つむぎ）
声 - 金元寿子
所属：綾薙学園中等部普通科 2年生→3年生。身長：146cm。透の妹で、ゆうきとは双子の一卵性双生児。ボーっとした雰囲気でクールな性格。口数はゆうきに比べて少ない。くすぐられるのが苦手。辛党。
ゆうきと共にteam鳳の衣装直しに協力する。その後も綾薙祭、卒業セレモニーの衣装を手掛けた。ゆうきと共に中等部では演劇部の衣装を担当している。
周囲からは双子のゆうきだけでなく、兄である那雪とも似ていると言われることが多い。ゆうき同様、那雪との関係は良好であり、休日には一緒に出かけることもある。ゆうきと共にあがり症に悩まされている那雪を支える兄想いな妹。一方で謎茶を調合し、那雪に飲ませることを趣味としており、兄をいじることも楽しんでいる。家庭科が得意で、主に裁縫を得意としているが、ゆうきとは対照的に料理は苦手としている。また、体育も得意である。寝相が悪く、時々歩き回ってしまうことが悩みの種。
『Shadow&Lights』の本番ではゆうきと共に観劇中に那雪に呼び出され、揚羽用にランバートの衣装のサイズを直した。
第3期にて、北原廉と顔見知りであることが明かされ、"手芸部のツインズ"と呼ばれていた。
柊 宗厳（ひいらぎ そうげん）
声 - 島田敏
綾薙学園を経営する柊一族の本家の主。外孫の柊を跡取りとして貰い受け、彼にピアノやダンスなどミュージカルの英才教育を施す。

### 劇中劇『Shadow&Lights』の登場人物
綾薙学園伝統の卒業記念公演の演目。ウエストエンドに劇場が立ち並び始め、ショービジネスが盛んになり始めている時代のロンドンを舞台とした作品で、演劇を通じて築かれた強い絆で結ばれつつも、不慮の事故をきっかけにすれ違う二人の青年、ランバートとアレクシスの物語として描かれている。全二幕15場で展開され、第一幕と第二幕との間には20分の休憩を挟んで上演される。卒業した華桜会が主演を務めるのが恒例となっており、柊世代以前の華桜会は4人体制だったため、ランバート、アレクシス、ルーカス、クリフがメインの役柄だった。華桜会が増員となった柊世代からは新たにランバートとアレクシスの友人ポジションのエディが書き加えられている。上演時期は卒業後の8月であり、卒業寸前まで華桜会としての務めを担う生徒への配慮も綾薙学園の伝統の一つとされている。また、『Shadow&Lights』は2年生の最初の課題にもなっており、かつての指導者であった華桜会メンバーと共演できる「2年生育成枠」が設けられ、育成枠に選ばれた5名の生徒がランバートの影、アレクシスの影、ハーディー、パーシー、オーランドを演じる。4月から夏休み前までの間に2年生の指導に当たるアンシエントが2年生の稽古と育成枠の選抜を行い、卒業生の稽古への参加は夏休み直後となる。作中では漣の口から「他の卒業生の都合もある」と他の卒業生の参加を窺わせる発言も見られたが、劇中における配役はすべて華桜会と2年生育成枠で埋められており、他の卒業生が参加している描写はされていなかった。
ランバート
『Shadow&Lights』の主人公。美しい容姿をした舞台役者の息子。幼い頃から舞台役者になることを夢見ているが、自分に自信がなく、アレクシスとの初対面時には父親の背に隠れているような内気な少年だった。同じ舞台役者になる夢を持つアレクシスとは出会ってすぐに打ち解け、いつか同じ舞台に立とうと未来を語り合う間柄だったが、不慮の事故でアレクシスから舞台役者の夢を奪ってしまう。後に幼い頃から思い描いていた舞台役者となるも、一度も役をもらえない売れない舞台役者であり、オーディションを受けては落ちる日々を送っている。が、苦境に立たされながらも笑顔を絶やさず、自身が奪ってしまったアレクシスの夢も背負い、成功への道を諦めず突き進んでいる。事故後、屋根裏に引きこもってしまったアレクシスにも唯一恐れることなく真正面から向き合っており、毎日のように屋根裏を訪れてはその日あったことを語り聞かせており、アレクシスからどんなに罵られようとも彼の心を開くことを諦めなかった。一方で、アレクシスに対してのみ弱みも見せており、そのたびにアレクシスの不器用な優しさと彼が手渡す宝物と称したガラクタに救われてもいる。エディとは幼馴染み、オーランドは苦楽を共にした役者仲間だった。第一幕6場「ランバートの転機」にて憧れの看板ダンサーのハーディーから推薦され、初めてオーディションに合格し、メインの役を勝ち取る。同時にアレクシスから夢を奪った責任を感じ、自分だけが成功を手に入れることに躊躇いを感じていたが、初めてメインを務める舞台のゲネプロでルーカスによって奈落から落とされ、舞台役者の夢を絶たれ、成功を手に入れることは叶わなかった。が、舞台役者としての成功と引き換えに心の支えとしてきたアレクシスの閉ざされた心を開き、笑顔を取り戻す。
繊細な演技力が必要とされる役柄であり、首席卒業生が演じるのは恒例となっているが、柊がブロードウェイデビューのためにランバート役を降板したため、本人の推薦のもと、柊世代の卒業記念公演の主役は星谷が引き継いでいる。が、本番では11場「奈落落ち」で星谷が怪我を負ったため、全身を使うダンスシーンが入った14場「ランバートの夢」のみ揚羽が代役として出演した。
アレクシス
『Shadow&Lights』のもう一人の主人公。劇場主の息子。少年時代は役者の才能と華やかさを持ち合わせており、将来は舞台役者になることが夢だったが、ランバートを庇って顔に怪我を負い、舞台役者の夢を絶たれる。以降、屋根裏に引きこもり劇作家として活動していたが、ロンドンミュージカルとしては異端的な内容が多く、ランバート同様売れない日々を過ごしていた。また、役者としての夢を絶たれたことで自身を憐れみ、その運命を呪いながら書かれた作品故に「狂気じみている」と劇場に出入りする役者や裏方から噂されており、「狂人」として恐れられていた。親友であるランバートに対しては事故以降、毎日のように訪れる彼を罵り、追い返そうとするも突き放し切れず、自身にのみ弱みを見せるランバートを不器用ながらに慰めたりしている。4場「ウエストエンドの外れの小劇場」で上演されていた作品を観劇したルーカスに認められ、ブロードウェイで上演する誘いを受ける。が、ランバートを置いてアメリカに渡る決心が固まらず、ルーカスを追い出しまったことでランバートから舞台役者の夢を奪う原因を作ってしまい、罪悪感からより一層心を閉ざしてしまう。暗い悲しみだけを与えただけだったと自分自身を責めるが、自身のために明るく振舞おうとするランバートの気持ちに触れ、閉ざしていた心を開き、ランバートと和解を果たした。
例年、実力と華やかさを備えた役者が演じることが恒例となっており、柊世代では鳳が演じた。
ルーカス
アメリカからやってきたブロードウェイミュージカルのスポンサー。華やかな風貌だが、野心家であり、自らの成功のためなら手段を選ばない性格をしている。小劇場で観たアレクシスの作品に魅了され、ロンドンミュージカルで評価されないアレクシスの作品をブロードウェイで上演させようと探偵のクリフを使ってアレクシスの居場所を調べさせた。が、ランバートを置いていくことができなかったアレクシスに追い出され、自らの成功のためにアレクシスの足枷となっているランバートを排除しようと彼を奈落から突き落とす。後にアレクシスの身辺調査でランバートの存在も把握していたクリフによってランバートに怪我を負わせた犯人の正体を暴かれ、捕らえられた。その際、ルーカスの思惑を知りながら見逃してしまったオーランドの告白文がエディによって証拠として提出されている。
作中で唯一の敵役であり、見せ場が多いため、華桜会メンバーが演じるのが通例となっている。柊世代では楪が演じた。
クリフ
ルーカスがイギリスで雇った探偵。優秀だが、酒と女と金に目がない。自身の成功のためにアレクシスを母国に連れ帰ろうとしたルーカスによって雇われるも、依頼より遊びを優先する性格であり、そのたびにお目付け役のパーシーに口うるさく止められている。作中では女を侍らせ、大酒を食らっているいい加減な様が描かれているが、受けた依頼はしっかり果たしており、ルーカスの依頼だったアレクシスの居所もパーシーと協力して掴んでいる。また、アレクシスを手に入れるためにランバートに怪我を負わせたルーカスを見過ごすことができず、逮捕にも貢献した。
コメディリリーフを担う役柄だが、物語後半に格闘術を用いての見せ場があるため身体能力の高い役者が演じることが多く、柊世代では武道の心得のある漣が演じた。
エディ
ランバートとアレクシスの幼馴染。ランバートの良き相談相手であり、毎日のようにアレクシスの元に通うランバートの優しさに呆れつつも長所だと褒めており、同時にその優しさが身を滅ぼすのではないかと心配もしていた。アレクシスに対しては重要な助言を行うことが多く、ランバートの様子を報告しに屋根裏に引きこもるアレクシスをたびたび訪ねている。すれ違う二人が和解することを望み、二人の仲を取り持つために行動を起こしていた。また、ランバートが奈落から突き落とされ、怪我を負った際にはオーランドが残した告白文を手にルーカスを断罪している。
それまでの4人体制から華桜会が5人体制になったことに伴い、柊世代から新たに書き加えられた役柄。そのため他の役とは異なり、それ以前に演じた役者は居らず、伝統とされてきた『Shadow&Lights』で暁が最初にエディ役を演じた。主要な登場人物と万遍なく絡むため、調整能力の高い役者が演じることが望ましいとされている。
アレクシスの影
アレクシスに寄り添い、見守り続ける人ならざる存在。天真爛漫な雰囲気がランバートに似ており、その正体はいつも笑顔を絶やすことなくアレクシスを支えたランバートの写し鏡だった。アレクシスからは「俺の天使」と呼ばれていた。
育成枠の中でも特に重要度が高く、育成枠の中で唯一ソロでの歌唱パートがある花形。かつて首席で卒業した遥斗も演じた。星谷世代でも各チームの実力者がそれぞれ受験に名乗りを上げ、team鳳から海斗、team柊から辰己、team楪から揚羽、team漣から南條、team暁からは十文字が受験した。後に音域と適正の問題からteam鳳は海斗から星谷に受験者が変更されている。育成枠には辰己が選ばれた。
ランバートの影
ランバートに寄り添い、見守り続ける人ならざる存在。暗く冷たい眼差しがアレクシスに似ており、その正体は厳しくもいつもランバートを思い遣ってくれていたアレクシスの写し鏡だった。ランバートからは自分の心の闇だと恐れられ、「僕の悪魔」と呼ばれていた。
台詞は無いものの、ランバートと共にほぼ舞台に出突っ張りとなる主要な役であり、繊細な演技力が必要とされた。team鳳からは星谷、team柊から申渡、team楪から甲本、team漣から中小路、team暁から百合野が受験。第5幕にて適正の問題からteam鳳は星谷と海斗が役をコンバートとしており、育成枠には途中交代にも関わらず海斗が選ばれている。
ハーディー
ウエストエンドのスターであり、看板ダンサー。売れない舞台役者であったランバートをメインに推薦した人物。
難易度の高いダンスを披露する見せ場があるため、ダイナミックさと華やかさが要求される役柄であり、ランバートより格上という役どころからランバート役とのバランスを重視した配役が成されることが多い。team鳳から天花寺、team柊から戌峰、team楪から蜂矢、team漣から東堂、team暁から千木良が受験し、天花寺が育成枠を勝ち取った。
パーシー
探偵であるクリフの助手であり、お目付け役。クリフと共にルーカスからの依頼でアレクシスの身辺調査を行っており、彼の居所を掴む。金と酒と女に突っ走るクリフには手を焼いており、アレクシスの居場所を掴んだことで報酬が確実のものとなったことを喜んだ様には呆れた様子も見せるが、探偵としての腕は尊敬している。
クリフ同様コメディリリーフとして活躍し、台詞が多い。キャラクターとしての柔軟度が高く、演じる役者によって印象が変わることから注目度が高い役として挙げられている。team鳳から那雪、team柊から卯川、team楪から蟻坂、team漣から香西、team暁から一色が受験し、卯川が育成枠を勝ち取る。
オーランド
ランバートの役者仲間で売れない舞台役者。ランバート同様、オーディションを受ける日々を送るも芽が出ず、苦楽を共にしてきた。が、ランバートがハーディーからの推薦を得てオーディションに合格し、メインを掴み取ったことでランバートの成功を妬み、ランバートを排除しようと目論むルーカスの動向に気づいていながら見逃してしまう。が、内心では自身の行いが間違ったものであったことに気づいており、責任を感じてルーカスが犯人であることを証拠付ける告白文を残し、劇場から姿を消した。
苦悩しながらも陥れてしまうという繊細な演技力が必要とされる役であり、パーシー役と同様に、キャラクターの印象は演じる役者によって左右されるため注目度が高い役柄。team鳳から空閑、team柊から虎石、team楪から蛍灯、team漣から北原、team暁から万城目が受験し、空閑が育成枠を勝ち取った。

## 用語
ミュージカル学科
綾薙学園高等部の花形コースで、2年生時から進む専科。入学後の1次審査をクリアした1年生の候補生はスター枠5組を含めた20組・100名でスタートし、2次審査となる「新人お披露目公演（別名・テストステージ）」で半分の10組・50名にふるい落とされ、学内最大のイベントにして最終審査となる「綾薙祭」での公演でさらに半分の5組・25名に絞られる。この25名がミュージカル学科に進むことができる。
スター枠
ミュージカル学科を目指す登竜門で、華桜会メンバーの指導を受けられる特別な存在。本科生同様に制服の左胸に特製のエンブレムを付けることが許される。なおスター枠以外の一般候補生は「A班」「B班」などアルファベット順で命名されているが、作中ではミュージカル学科に進んだ者は全員スター枠出身者であった。
新人お披露目公演
ミュージカル学科選考の2次審査にあたり、各チームが課題曲『アヤナギ・ショウ・タイム』を演じる。内容はとある国の冒険好きの王子が国王に即位するにあたり、王の座を取るか今まで通りの冒険を続けるかの選択を迫られるが、結局は王の座を選ぶというもの。この時の王子が失った自由への憧れと悲しみを歌ったとされる曲を学園の課題用にアレンジしたものが本作である。出演者には曲に則った規定のステップとシークエンスを組み込むことが求められるが、アレンジなどには制限規定はない。
綾薙祭（あやなぎさい）
毎年秋に開催される、綾薙学園最大のイベントにして発表会。各学科や部活動の発表に加え、ミュージカル学科選考の最終審査も行われる。一般客はもちろん、ミュージカル界からも関係者が多く訪れる。演じる題目は自由だが、宣伝などプロデュース力も問われる。集客力と一般客からの投票が主なポイントとなる。以下の3会場で行われる。
綾薙歌劇場（あやなぎかげきじょう）
学園のメインホール。キャパは1500名。スター枠2組（希望チームによる抽選制）のみが出演できる。
アヤナギ小ホール（アナヤギしょうホール）
キャパは200名。歌劇場出演チーム以外のスター枠2組（本来は3組だったが、team鳳の一般枠降格により変更）が出演する。
特設ステージ
校庭に設置される臨時のステージ。一般候補生6組（本来は5組）が出演する。設備は乏しいがキャパに制限がないのがメリット。リオンの話によれば、上記2会場より客を集めた年もあったという。当初歌劇場で公演する予定だったteam鳳は一般枠に降格した為、ここで演技を披露することとなった。しかし公演当日に台風の直撃でステージが倒壊した為公演は中止。華桜会は一般枠の選考公演を後日開催することを発表する。
2年生育成枠

## スタッフ
- 企画・原案 - ひなた凛
- 監督 - 多田俊介
- シリーズ構成 - ハラダサヤカ
- キャラクターデザイン・総作画監督 - 渡邉亜彩美
- 美術監督・美術設定 - 前田実
- 色彩設計 - 津守裕子
- 撮影監督 - 堀内美咲、田中博章
- 3DCG - 平川典史
- 編集 - 黒澤雅之
- 音響監督 - 明田川仁
- 音楽 - Ken Arai
- 音楽制作 - NBCユニバーサル・エンターテイメントジャパン
- 音楽プロデューサー - 藤平直孝
- プロデューサー - 杉本美佳
- アニメーションプロデューサー - 丸亮二
- アニメーション制作 - C-Station
- 製作 - スタミュ製作委員会

## 使用歌

### 主題歌
第1期
オープニングテーマ
「DREAMER」（第1幕 - 第12幕）
作詞 - Satomi / 作曲・編曲 - 中山聡 / 歌 - Gero
「ユメ・イロ」（第13幕、第14幕）
作詞 - くまのきよみ / 作曲・編曲 - 大久保薫 / 歌 - team鳳（第13幕）、team柊（第14幕）

エンディングテーマ
「星瞬COUNTDOWN」（第1幕 - 第4幕、第6幕 - 第11幕）
作詞 - くまのきよみ / 作曲・編曲 - 井内舞子 / 歌 - team鳳
「五重奏 〜クインテット〜」（第5幕）
作詞 - くまのきよみ / 作曲・編曲 - 大隅知宇 / 歌 - team鳳
「☆☆永遠★STAGE☆☆」（第12幕）
作詞 - 六ツ見純代 / 作曲 - 本田光史郎 / 編曲 - 前口渉 / 歌 - team鳳
「C☆ngratulations!」（第13幕、第14幕）
作詞 - くまのきよみ / 作曲 - 小野貴光 / 編曲 - 千葉"naotyu-"直樹 / 歌 - team柊（第13幕）、team鳳（第14幕）

第2期
オープニングテーマ「SHOW MUST GO ON!!」（第1幕 - 第12幕）
作詞 - 六ツ見純代 / 作曲 - halyosy / 編曲 - 中山聡 / 歌 - Fourpe（cv.浦島坂田船）
エンディングテーマ
「Gift」（第1幕 - 第11幕）
作詞 - くまのきよみ / 作曲・編曲 - 井内舞子 / 歌 - team鳳
「☆☆永遠★STAGE☆☆」（第12幕）
作詞 - 六ツ見純代 / 作曲 - 本田光史郎 / 編曲 - 前口渉 / 歌 - team鳳

第3期
オープニングテーマ「DREAM TOGETHER」（第1幕 - 第11幕、特別編）
作詞 - 六ツ見純代 / 作曲・編曲 - 中山聡 / 歌 - 新里宏太
エンディングテーマ
「オンステージ」（第1幕 - 第11幕、特別編）
作詞 - くまのきよみ / 作曲・編曲 - 井内舞子 / 歌 - team鳳
「我ら、綾薙学園華桜会 〜NEXT STAGE Ver.〜」（第12幕）
作詞 - くまのきよみ / 作曲 - 田村信二、大久保薫 / 編曲 - 大久保薫 / 歌 - 星谷悠太（花江夏樹）、那雪透（小野賢章）、月皇海斗（ランズベリー・アーサー）、天花寺翔（細谷佳正）、空閑愁（前野智昭）、辰己琉唯（岡本信彦）、申渡栄悟（内田雄馬）、虎石和泉（KENN）、戌峰誠士郎（興津和幸）、卯川晶（松岡禎丞）、揚羽陸（島﨑信長）、蜂矢聡（高梨謙吾）、北原廉（梅原裕一郎）、南條聖（武内駿輔）

### 挿入歌
| 曲名                                        | 作詞         | 作曲       | 編曲     | 歌                                         | 話数            |
| ------------------------------------------- | ------------ | ---------- | -------- | ------------------------------------------ | --------------- |
| 我ら、綾薙学園華桜会                        | くまのきよみ | 田村信二   | 大久保薫 | 華桜会                                     | 1               |
| 星のストライド                              | 六ツ見純代   | 近藤圭一   | 前口渉   | 星谷悠太（花江夏樹）                       | 1、120秒PV【A】 |
| 俺こそミュージック                          | くまのきよみ | 大川茂伸   | 大川茂伸 | 鳳樹（諏訪部順一）                         | 2               |
| MY FRIEND 〜僕でよければ〜                  | 六ツ見純代   | 森本貴大   | 佐々木裕 | 那雪透（小野賢章）                         | 2、120秒PV【A】 |
| 天下の花                                    | 六ツ見純代   | 加藤貴大   | 増田武史 | 天花寺翔（細谷佳正）                       | 3、120秒PV【B】 |
| Angel Lost                                  | くまのきよみ | 青野ゆかり | 島田尚   | 天花寺翔（細谷佳正）                       | 3               |
| RADIANT MIND                                | 六ツ見純代   | hisakuni   | 増田武史 | 空閑愁（前野智昭）                         | 4、120秒PV【B】 |
| Limited sky                                 | 40mP         | 40mP       | 40mP     | 月皇海斗（ランズベリー・アーサー）         | 4、120秒PV【B】 |
| アヤナギ・ショウ・タイム                    | くまのきよみ | 大久保薫   | 大久保薫 | team柊                                     | 5               |
| アヤナギ・ショウ・タイム 〜鳳アレンジVer.〜 | くまのきよみ | 大久保薫   | 大久保薫 | team鳳                                     | 6               |
| スター・オブ・スター！                      | くまのきよみ | 川浦正大   | 大久保薫 | team柊                                     | 7               |
| Ready→Steady→Dream!                         | くまのきよみ | 小野貴光   | 中山聡   | team鳳                                     | 8               |
| Stand by Dreams                             | くまのきよみ | 川﨑海     | 川﨑海   | 鳳樹（諏訪部順一）、柊翼（平川大輔）       | 9               |
| 星屑ムーブメント                            | くまのきよみ | 中山聡     | 中山聡   | team鳳                                     | 10              |
| Everlasting Moon                            | くまのきよみ | 大久保薫   | 大久保薫 | 月皇遥斗（子安武人）                       | 11              |
| 星のストライド 〜鳳 Duo Ver.〜              | 六ツ見純代   | 近藤圭一   | 前口渉   | 星谷悠太（花江夏樹）、鳳樹（諏訪部順一）   | 11              |
| Caribbean Groove                            | くまのきよみ | 大川茂伸   | 大川茂伸 | team柊                                     | 12、14          |
| 星瞬COUNTDOWN                               | くまのきよみ | 井内舞子   | 井内舞子 | team鳳                                     | 12              |
| 君がそこにいるから                          | くまのきよみ | 大川茂伸   | 大川茂伸 | 星谷悠太（花江夏樹）、辰己琉唯（岡本信彦） | 13              |
| フィナーレは僕たちの胸に                    | くまのきよみ | 鈴木盛広   | 山崎真吾 | 華桜会&鳳樹                                | 13              |
| ☆☆永遠★STAGE☆☆                              | 六ツ見純代   | 本田光史郎 | 前口渉   | team鳳                                     | 14、先行PV      |

| 曲名                                      | 作詞                      | 作曲           | 編曲       | 歌 | 話数 |
| ----------------------------------------- | ------------------------- | -------------- | ---------- | --- | ---- |
| MOON Holic                                | くまのきよみ              | 設楽哲也       | R・O・N    | 揚羽陸（島﨑信長） | 1    |
| 我ら、綾薙学園華桜会 〜アンシエントVer.〜 | くまのきよみ              | 田村信二       | 大久保薫   | アンシエント | 1    |
| カメレオン・スター！                      | くまのきよみ              | Kanon 松田貴志 | 平田祥一郎 | team柊 | 2    |
| RISING STAR                               | 六ツ見純代                | 南直博         | 島崎貴光   | 星谷悠太（花江夏樹） | 3    |
| 花道 ∞ Go All Out!!                       | 六ツ見純代                | RYO(AL)        | 大川茂伸   | 星谷悠太（花江夏樹）、那雪透（小野賢章）、天花寺翔（細谷佳正） 空閑愁（前野智昭）、虎石和泉（KENN）、卯川晶（松岡禎丞） | 4    |
| straightforward                           | くまのきよみ              | 川﨑海         | 川﨑海     | 星谷悠太（花江夏樹）、月皇海斗（ランズベリー・アーサー）、魚住朝喜（森川智之）                                          | 5    |
| WONDERFUL WONDER!                         | くまのきよみ              | 大久保薫       | 大久保薫   | 前・華桜会 | 6    |
| FACE-OFF                                  | 六ツ見純代                | 田中俊亮       | 田中俊亮   | 空閑愁（前野智昭）、虎石和泉（KENN）、北原廉（梅原裕一郎）                                                              | 7    |
| Knock on Dream!                           | くまのきよみ              | 木村有希       | 木村有希   | 星谷悠太（花江夏樹）、揚羽陸（島﨑信長）                                                                                | 8    |
| ユメツボミ                                | 六ツ見純代                | 本田光史郎     | 本田光史郎 | 那雪透（小野賢章）、卯川晶（松岡禎丞）                                                                                  | 9    |
| Miracle Catcher                           | くまのきよみ              | 倉内達矢       | 倉内達矢   | 星谷悠太（花江夏樹）、鳳樹（諏訪部順一）、柊翼（平川大輔）                                                              | 10   |
| Growin' Up                                | くまのきよみ              | 小野貴光       | 中山聡     | team鳳 | 11   |
| Gift 〜カーテンコール〜                   | くまのきよみ              | 井内舞子       | 井内舞子   | team鳳、team柊、華桜会、アンシエント 揚羽陸（島﨑信長）、蜂矢聡（高梨謙吾）、北原廉（梅原裕一郎）、南條聖（武内駿輔）   | 12   |
| 劇中劇「Shadow&Lights」より               |                           |                |            | |      |
| 沈黙のディアローグ                        | くまのきよみ ハラダサヤカ | 大川茂伸       | 大川茂伸   | 月皇遥斗（子安武人）、揚羽陸（島﨑信長）                                                                                | 2    |
| 沈黙のディアローグ                        | くまのきよみ ハラダサヤカ | 大川茂伸       | 大川茂伸   | 月皇海斗（ランズベリー・アーサー）、辰己琉唯（岡本信彦） 揚羽陸（島﨑信長）、南條聖（武内駿輔）                         | 5    |
| 沈黙のディアローグ                        | くまのきよみ ハラダサヤカ | 大川茂伸       | 大川茂伸   | 揚羽陸（島﨑信長）、星谷悠太（花江夏樹）                                                                                | 7    |
| 沈黙のディアローグ                        | くまのきよみ ハラダサヤカ | 大川茂伸       | 大川茂伸   | 辰己琉唯（岡本信彦） | 11   |
| Shadow&Lights                             | くまのきよみ ハラダサヤカ | 大川茂伸       | 大川茂伸   | 鳳樹（諏訪部順一）、柊翼（平川大輔）、星谷悠太（花江夏樹）                                                              | 7    |
| Shadow&Lights                             | くまのきよみ ハラダサヤカ | 大川茂伸       | 大川茂伸   | 鳳樹（諏訪部順一）、星谷悠太（花江夏樹）                                                                                | 10   |
| Shadow&Lights                             | くまのきよみ ハラダサヤカ | 大川茂伸       | 大川茂伸   | 星谷悠太（花江夏樹）、鳳樹（諏訪部順一）                                                                                | 12   |

| 曲名                                     | 作詞         | 作曲     | 編曲              | 歌 | 話数 |
| ---------------------------------------- | ------------ | -------- | ----------------- | --- | ---- |
| STELLAR TRAIL                            | 六ツ見純代   | 増田武史 | 増田武史          | 星谷悠太（花江夏樹） | 1    |
| 我ら、綾薙学園華桜会 〜Next-Generation〜 | くまのきよみ | 田村信二 | 大久保薫          | 華桜会 | 1    |
| NEW NOW!                                 | くまのきよみ | 木村有希 | 木村有希          | 星谷悠太（花江夏樹）、那雪透（小野賢章） 月皇海斗（ランズベリー・アーサー） 天花寺翔（細谷佳正）、空閑愁（前野智昭） 揚羽陸（島﨑信長）、北原廉（梅原裕一郎） | 2    |
| SILENT FEVER                             | 六ツ見純代   | 中山聡   | 中山聡            | 入夏将志（逢坂良太） | 3    |
| ARCANA BRAVE                             | くまのきよみ | 板倉孝徳 | 板倉孝徳          | 春日野詩音（山下大輝） | 4    |
| echo                                     | くまのきよみ | 板倉孝徳 | 板倉孝徳          | 春日野詩音（山下大輝） | 4    |
| FIND OUT                                 | 六ツ見純代   | 佐々木裕 | 佐々木裕          | 北原廉（梅原裕一郎）、南條聖（武内駿輔） | 5    |
| REFLECTION                               | 六ツ見純代   | 佐伯高志 | 佐伯高志          | 北原廉（梅原裕一郎）、南條聖（武内駿輔） | 5    |
| Magic Time Maker                         | くまのきよみ | 大川茂伸 | 大川茂伸          | team鳳、team柊 team楪、team漣 | 6    |
| Silent Noise                             | くまのきよみ | 酒井陽一 | 酒井陽一          | 冬沢亮（斉藤壮馬） | 7    |
| HONESTY                                  | 六ツ見純代   | 中山聡   | 中山聡            | 四季斗真（浪川大輔） | 7    |
| two of us                                | くまのきよみ | 山口雄太 | 千葉"naotyu-"直樹 | 冬沢亮（斉藤壮馬）、千秋貴史（小西克幸） | 8    |
| GLORY+HOLLY+STORY                        | 六ツ見純代   | 中山聡   | 中山聡            | team柊 | 9    |
| COME ON LET'S GO!                        | くまのきよみ | 大久保薫 | 大久保薫          | team鳳 | 10   |
| SUREFIRE 〜ヒカリヘツナゲ〜              | 六ツ見純代   | 大川茂伸 | 大川茂伸          | 星谷悠太（花江夏樹）、辰己琉唯（岡本信彦） 四季斗真（浪川大輔）、冬沢亮（斉藤壮馬）                                                                           | 11   |
| MASTERPIECE                              | 六ツ見純代   | 山口たこ | 山口たこ          | team辰己 | 12   |
| 高校星歌劇 -オンステージ-                | くまのきよみ | 井内舞子 | 井内舞子          | team星谷 | 12   |

## 各話リスト
| 話数   | 脚本                  | 絵コンテ                   | 演出                         | 作画監督                                                      |
| 第1期  | 第1期                 | 第1期                      | 第1期                        | 第1期                                                         |
| ------ | --------------------- | -------------------------- | ---------------------------- | ------------------------------------------------------------- |
| 第1幕  | ハラダサヤカ          | 後藤圭二                   | 多田俊介                     | 山下喜光                                                      |
| 第2幕  | 渡邊大輔              | 松澤建一                   | 松澤建一                     | 佐々木睦美                                                    |
| 第3幕  | 坂井史世              | 平田豊                     | 平田豊                       | 堤谷典子                                                      |
| 第4幕  | 高橋郁子              | 森山悠二郎                 | 森山悠二郎                   | 遠藤大輔、田村正文、渡邉亜彩美                                |
| 第5幕  | 坂井史世              | 山本秀世                   | 山本秀世                     | 高山由江                                                      |
| 第6幕  | 渡邊大輔              | 京極義昭                   | 京極義昭                     | 山下喜光、佐々木睦美 遠藤大輔、渡邉亜彩美                     |
| 第7幕  | ハラダサヤカ          | 黒澤雅之                   | 平田豊                       | 佐々木睦美                                                    |
| 第8幕  | 高橋郁子              | 神保昌登                   | 神保昌登                     | 高山由江、山下喜光、渡邉亜彩美                                |
| 第9幕  | 渡邊大輔              | 平田豊 黒澤雅之            | 稲本隆史                     | 遠藤大輔、石富結依奈                                          |
| 第10幕 | 坂井史世              | 金子伸吾                   | 金子伸吾                     | 佐々木睦美、山下喜光                                          |
| 第11幕 | ハラダサヤカ          | 相澤伽月                   | 平田豊                       | 堤谷典子、遠藤大輔、石富結依奈                                |
| 第12幕 | 渡邊大輔              | 多田俊介                   | 多田俊介                     | 山下喜光、佐々木睦美、堤谷典子 相澤伽月、遠藤大輔、渡邉亜彩美 |
| 第13幕 | ハラダサヤカ          | 京極義昭                   | 京極義昭                     | 遠藤大輔、渡邉亜彩美                                          |
| 第14幕 | ハラダサヤカ          | 平田豊                     | 平田豊                       | 山下喜光、遠藤大輔、渡邉亜彩美                                |
| 第2期  |                       |                            |                              |                                                               |
| 第1幕  | ハラダサヤカ          | 平田豊                     | 平田豊                       | 遠藤大輔、石富結依奈 山下喜光、渡邉亜彩美                     |
| 第2幕  | 渡邊大輔              | 山下喜光                   | 平田豊                       | 佐々木睦美、近藤律子                                          |
| 第3幕  | 坂井史世              | 京極義昭                   | 高野やよい                   | 土屋圭、小池裕樹                                              |
| 第4幕  | 高橋郁子              | 相澤伽月                   | 平田豊                       | 石富結依奈、塚越修平                                          |
| 第5幕  | ハラダサヤカ          | 金子伸吾                   | 金子伸吾                     | 遠藤大輔、近藤律子                                            |
| 第6幕  | 坂井史世              | 黒澤雅之                   | 平田豊                       | 佐々木睦美                                                    |
| 第7幕  | 高橋郁子              | 葛谷直行                   | 立仙裕俊                     | 石富結依奈、近藤律子 遠藤大輔、塚越修平                       |
| 第8幕  | 渡邊大輔 ハラダサヤカ | 後藤圭二                   | 金子伸吾                     | 遠藤大輔、塚越修平                                            |
| 第9幕  | 高橋郁子              | 葛谷直行                   | 高野やよい                   | 土屋圭、小池裕樹                                              |
| 第10幕 | ハラダサヤカ          | 黒澤雅之                   | 平田豊                       | 佐々木睦美                                                    |
| 第11幕 | 坂井史世 渡邊大輔     | 金子伸吾 葛谷直行          | 金子伸吾                     | 近藤律子、石富結依奈                                          |
| 第12幕 | ハラダサヤカ          | 平田豊                     | 平田豊                       | 遠藤大輔、塚越修平 石富結依奈、近藤律子                       |
| 第3期  |                       |                            |                              |                                                               |
| 第1幕  | ハラダサヤカ          | 後藤圭二                   | 浅野景利                     | 遠藤大輔                                                      |
| 第2幕  | ハラダサヤカ          | 相澤伽月                   | 浅野景利                     | 近藤律子                                                      |
| 第3幕  | 坂井史世              | 浅野景利                   | 岩崎太郎                     | 斉藤美香、小林美由紀、竹本美紀 合田真さ美、西川絵奈           |
| 第4幕  | 高橋郁子              | 湊未來                     | 川奈可奈                     | 佐々木睦美                                                    |
| 第5幕  | ハラダサヤカ          | 宇賀神亮輔                 | 宇賀神亮輔                   | 遠藤大輔、近藤律子                                            |
| 第6幕  | 渡邊大輔              | 京極義昭                   | 京極義昭                     | 佐々木睦美、遠藤大輔                                          |
| 第7幕  | ハラダサヤカ          | 葛谷直行                   | 浅野景利                     | 近藤律子、塚越修平、遠藤大輔                                  |
| 第8幕  | 坂井史世              | 竹之内和久                 | 浅野景利                     | 佐々木睦美、山下喜光                                          |
| 第9幕  | 渡邊大輔              | 葛谷直行                   | 京極義昭                     | 遠藤大輔、塚越修平、近藤律子                                  |
| 第10幕 | ハラダサヤカ          | 金子伸吾                   | 金子伸吾                     | 佐々木睦美、南雲紋 井本美穂、近藤律子                         |
| 第11幕 | 高橋郁子              | 葛谷直行                   | 橋本能理子                   | 小園菜穂、高野ゆかり、高野やよい                              |
| 第12幕 | ハラダサヤカ          | 浅野景利 京極義昭 多田俊介 | 宇賀神亮輔 京極義昭 多田俊介 | 相澤伽月、近藤律子、井本美穂 田村正文、渡邉亜彩美             |

## 放送局
| 放送期間                  | 放送時間                     | 放送局   | 対象地域 | 備考                      |
| ------------------------- | ---------------------------- | -------- | -------- | ------------------------- |
| 2015年10月6日 - 12月22日  | 火曜 0:00 - 0:30（月曜深夜） | TOKYO MX | 東京都   |                           |
|                           | 火曜 0:30 - 1:00（月曜深夜） | BS11     | 日本全域 | BS放送 / 『ANIME+』枠     |
| 2015年10月12日 - 12月29日 | 月曜 23:30 - 火曜 0:00       | AT-X     | 日本全域 | CS放送 / リピート放送あり |

| 配信期間                 | 配信時間                                                                    | 配信サイト                                         |
| ------------------------ | --------------------------------------------------------------------------- | -------------------------------------------------- |
| 2015年10月6日 - 12月22日 | 火曜 1:00（月曜深夜） 更新                                                  | GYAO! ビデオマーケット 楽天ショウタイム            |
|                          | 火曜 1:00 - 1:30（月曜深夜）                                                | ニコニコ生放送                                     |
|                          | 火曜 1:30（月曜深夜） 更新                                                  | ニコニコチャンネル                                 |
|                          | 火曜 12:00 更新                                                             | dアニメストア U-NEXT アニメ放題 バンダイチャンネル |
| 2015年10月7日 - 12月22日 | 水曜 1:00（火曜深夜） 更新（第1話） 火曜 1:00（月曜深夜） 更新（第2話以降） | dTV                                                |

| 放送期間               | 放送時間                     | 放送局     | 対象地域 | 備考                      |
| ---------------------- | ---------------------------- | ---------- | -------- | ------------------------- |
| 2017年4月4日 - 6月20日 | 火曜 0:00 - 0:30（月曜深夜） | TOKYO MX   | 東京都   |                           |
|                        |                              | KBS京都    | 京都府   |                           |
|                        |                              | サンテレビ | 兵庫県   |                           |
|                        |                              | BS11       | 日本全域 | BS放送 / 『ANIME+』枠     |
| 2017年4月8日 - 6月24日 | 土曜 20:00 - 20:30           | AT-X       | 日本全域 | CS放送 / リピート放送あり |

| 放送期間                                                     | 放送時間                     | 放送局     | 対象地域 | 備考                      |
| ------------------------------------------------------------ | ---------------------------- | ---------- | -------- | ------------------------- |
| 2019年7月1日 - 9月16日                                       | 月曜 22:00 - 22:30           | TOKYO MX   | 東京都   |                           |
|                                                              | 月曜 23:30 - 火曜 0:00       | BS11       | 日本全域 | BS放送 / 『ANIME+』枠     |
| 2019年7月2日 - 9月17日                                       | 火曜 0:00 - 0:30（月曜深夜） | KBS京都    | 京都府   |                           |
|                                                              |                              | サンテレビ | 兵庫県   |                           |
| 2019年7月5日 - 9月20日                                       | 金曜 20:30 - 21:00           | AT-X       | 日本全域 | CS放送 / リピート放送あり |
| インターネットではU-NEXTにて、地上波最速放送に合わせて配信。 |                              |            |          |                           |

## 関連商品

### BD / DVD
| 巻   | 発売日         | 収録話             | 規格品番  | 規格品番  |
| 巻   | 発売日         | 収録話             | BD初回版  | DVD初回版 |
| ---- | -------------- | ------------------ | --------- | --------- |
| 1    | 2015年12月23日 | 第1話 - 第2話      | GNXA-1801 | GNBA-2371 |
| 2    | 2016年1月27日  | 第3話 - 第4話      | GNXA-1802 | GNBA-2372 |
| 3    | 2016年2月24日  | 第5話 - 第6話      | GNXA-1803 | GNBA-2373 |
| 4    | 2016年4月8日   | 第7話 - 第8話      | GNXA-1804 | GNBA-2374 |
| 5    | 2016年4月22日  | 第9話 - 第10話     | GNXA-1805 | GNBA-2375 |
| 6    | 2016年5月25日  | 第11話 - 第12話    | GNXA-1806 | GNBA-2376 |
| OVA1 | 2016年7月27日  | 第13話（OVA第1話） | GNXA-1807 | GNBA-2377 |
| OVA2 | 2016年9月21日  | 第14話（OVA第2話） | GNXA-1808 | GNBA-2378 |

| 巻  | 発売日         | 収録話                 | 規格品番  | 規格品番  |
| 巻  | 発売日         | 収録話                 | BD初回版  | DVD初回版 |
| --- | -------------- | ---------------------- | --------- | --------- |
| 1   | 2017年6月21日  | 第1話 - 第2話          | GNXA-1941 | GNBA-2561 |
| 2   | 2017年7月21日  | 第3話 - 第4話          | GNXA-1942 | GNBA-2562 |
| 3   | 2017年8月23日  | 第5話 - 第6話          | GNXA-1943 | GNBA-2563 |
| 4   | 2017年9月21日  | 第7話 - 第8話          | GNXA-1944 | GNBA-2564 |
| 5   | 2017年10月25日 | 第9話 - 第10話         | GNXA-1945 | GNBA-2565 |
| 6   | 2017年11月22日 | 第11話 - 第12話        | GNXA-1946 | GNBA-2566 |
| OVA | 2018年10月24日 | スタミュ in ハロウィン | GNXA-1838 | GNBA-2398 |

| 巻 | 発売日         | 収録話          | 規格品番  | 規格品番  |
| 巻 | 発売日         | 収録話          | BD初回版  | DVD初回版 |
| -- | -------------- | --------------- | --------- | --------- |
| 1  | 2019年8月21日  | 第1話 - 第2話   | GNXA-2221 | GNBA-2771 |
| 2  | 2019年9月13日  | 第3話 - 第4話   | GNXA-2222 | GNBA-2772 |
| 3  | 2019年10月9日  | 第5話 - 第6話   | GNXA-2223 | GNBA-2773 |
| 4  | 2019年11月7日  | 第7話 - 第8話   | GNXA-2224 | GNBA-2774 |
| 5  | 2019年12月4日  | 第9話 - 第10話  | GNXA-2225 | GNBA-2775 |
| 6  | 2019年12月24日 | 第11話 - 第12話 | GNXA-2226 | GNBA-2776 |

### CD
| 発売日         | タイトル                                                           | 規格品番  |
| 第1期          | 第1期                                                              | 第1期     |
| -------------- | ------------------------------------------------------------------ | --------- |
| 2015年10月7日  | ☆SHOW TIME 1☆星谷悠太&那雪透                                       | GNCA-0410 |
| 2015年10月14日 | ☆SHOW TIME 2☆華桜会&鳳樹                                           | GNCA-0411 |
| 2015年10月21日 | ☆SHOW TIME 3☆天花寺翔&月皇海斗                                     | GNCA-0412 |
| 2015年10月28日 | ☆SHOW TIME 4☆空閑愁&虎石和泉                                       | GNCA-0413 |
| 2015年11月4日  | ☆SHOW TIME 5☆team鳳&team柊                                         | GNCA-0414 |
| 2015年11月11日 | ☆SHOW TIME 6☆team鳳&team柊                                         | GNCA-0415 |
| 2015年11月18日 | ☆SHOW TIME 7☆team柊&辰己琉唯×申渡栄吾                              | GNCA-0416 |
| 2015年11月25日 | ☆SHOW TIME 8☆team鳳&戌峰誠士郎×卯川 晶                             | GNCA-0417 |
| 2015年12月2日  | ☆SHOW TIME 9☆鳳 樹&柊 翼                                           | GNCA-0418 |
| 2015年12月9日  | ☆SHOW TIME 10☆team鳳&華桜会                                        | GNCA-0419 |
| 2015年12月16日 | ☆SHOW TIME 11☆月皇遥斗&月皇遥斗×月皇海斗                           | GNCA-0420 |
| 2015年12月23日 | ☆SHOW TIME 12☆team鳳                                               | GNCA-0421 |
| 第2期          |                                                                    |           |
| 2017年4月5日   | ☆2nd SHOW TIME 1☆揚羽 陸&蜂矢 聡                                   | GNCA-0481 |
| 2017年4月12日  | ☆2nd SHOW TIME 2☆アンシエント&team柊                               | GNCA-0482 |
| 2017年4月19日  | ☆2nd SHOW TIME 3☆星谷&那雪×月皇×辰己×申渡                          | GNCA-0483 |
| 2017年4月26日  | ☆2nd SHOW TIME 4☆星谷×那雪×天花寺×空閑×卯川×虎石&虎石×北原         | GNCA-0484 |
| 2017年5月3日   | ☆2nd SHOW TIME 5☆星谷×月皇×魚住&アンシエント                       | GNCA-0485 |
| 2017年5月10日  | ☆2nd SHOW TIME 6☆前・華桜会&暁×楪×漣                               | GNCA-0486 |
| 2017年5月17日  | ☆2nd SHOW TIME 7☆空閑×虎石×北原&北原×南條                          | GNCA-0487 |
| 2017年5月24日  | ☆2nd SHOW TIME 8☆星谷×揚羽&揚羽×遥斗                               | GNCA-0488 |
| 2017年5月31日  | ☆2nd SHOW TIME 9☆那雪×卯川&星谷×那雪                               | GNCA-0489 |
| 2017年6月7日   | ☆2nd SHOW TIME 10☆星谷×鳳×柊&揚羽×蜂矢×北原×南條                   | GNCA-0490 |
| 2017年6月14日  | ☆2nd SHOW TIME 11☆team鳳&team柊                                    | GNCA-0491 |
| 2017年6月21日  | ☆2nd SHOW TIME 12☆team鳳&team柊&揚羽×蜂矢×北原×南條&オールキャスト | GNCA-0492 |
| 第3期          |                                                                    |           |
| 2019年7月3日   | ☆3rd SHOW TIME 1☆星谷悠太&華桜会                                   | GNCA-0581 |
| 2019年7月10日  | ☆3rd SHOW TIME 2☆team鳳×揚羽×北原&揚羽×蜂矢×北原×南條              | GNCA-0582 |
| 2019年7月17日  | ☆3rd SHOW TIME 3☆入夏将志&team漣                                   | GNCA-0583 |
| 2019年7月24日  | ☆3rd SHOW TIME 4☆春日野詩音&team楪                                 | GNCA-0584 |
| 2019年7月31日  | ☆3rd SHOW TIME 5☆北原×南條&月皇×空閑                               | GNCA-0585 |
| 2019年8月7日   | ☆3rd SHOW TIME 6☆team鳳×team柊×team楪×team漣&那雪シスターズ        | GNCA-0586 |
| 2019年8月14日  | ☆3rd SHOW TIME 7☆四季斗真&星谷×四季                                | GNCA-0587 |
| 2019年8月21日  | ☆3rd SHOW TIME 8☆冬沢 亮×千秋貴史&春日野×入夏                      | GNCA-0588 |
| 2019年8月28日  | ☆3rd SHOW TIME 9☆team柊&申渡×虎石                                  | GNCA-0589 |
| 2019年9月4日   | ☆3rd SHOW TIME 10☆team鳳&華桜会                                    | GNCA-0590 |
| 2019年9月11日  | ☆3rd SHOW TIME 11☆星谷×辰己×四季×冬沢&team鳳                       | GNCA-0591 |
| 2019年9月18日  | ☆3rd SHOW TIME 12☆team辰己&team星谷&team2年生                      | GNCA-0592 |

| 発売日         | タイトル                             | 規格品番  | 備考                             |
| -------------- | ------------------------------------ | --------- | -------------------------------- |
| 2015年8月5日   | ファーストドラマCD「☆☆永遠★STAGE☆☆」 | GNCA-1408 | team鳳の曲「☆☆永遠★STAGE☆☆」収録 |
| 2016年12月21日 | セカンドドラマCD「Second STAGE」     | GNCA-1433 |                                  |
| 2017年2月9日   | サードドラマCD「Third STAGE」        | GNCA-1434 |                                  |
| 2017年3月27日  | ドラマCD メランコリーBOX             | T1700254  |                                  |
| 2019年6月19日  | フォースドラマCD                     | GNCA-1555 |                                  |

## Webラジオ
テレビアニメ第1期のラジオ番組『スタミュラジオ〜目指せ！ラジオスター〜』は、2015年8月26日から2016年2月10日まで音泉にて隔週水曜日に配信された。テレビアニメ第2期のラジオ番組『スタミュ（第2期）webラジオ ～AYANAGI Star RADIO～』は、2017年4月4日から同年6月20日まで音泉にて毎週火曜に配信された。パーソナリティは月皇海斗役のランズベリー・アーサー。
第1期ゲスト
- 第1回：花江夏樹（星谷悠太 役）、小野賢章（那雪透 役）
- 第2回：花江夏樹（星谷悠太 役）、小野賢章（那雪透 役）
- 第3回：細谷佳正（天花寺翔 役）、前野智昭（空閑愁 役）
- 第4回：Gero（アニメOP主題歌担当）
- 第5回：内田雄馬（申渡栄吾 役）
- 第6回：松岡禎丞（卯川晶 役）
- 第7回：興津和幸（戌峰誠士郎 役）
- 第8回：KENN（虎石和泉 役）
- 第9回：岡本信彦（辰己琉唯 役）

第2期ゲスト
- 第1回：島﨑信長（揚羽陸 役）
- 第2回：花江夏樹（星谷悠太 役）、島﨑信長（揚羽陸 役）、高梨謙吾（蜂矢聡 役） ※公開録音
- 第3回：武内駿輔（南條聖 役）
- 第4回：小野賢章（那雪透 役）
- 第5回：内田雄馬（申渡栄吾 役）
- 第6回：羽多野渉（漣朔也 役）
- 第7回：KENN（虎石和泉 役）
- 第8回：花江夏樹（星谷悠太 役）
- 第9回：岡本信彦（辰己琉唯 役）
- 第10回：高梨謙吾（蜂矢聡 役）
- 第11回：興津和幸（戌峰誠士郎 役）
- 第12回：平川大輔（柊翼 役）

| 発売日         | タイトル                                                    | 収録内容                                                  | 規格品番 |
| -------------- | ----------------------------------------------------------- | --------------------------------------------------------- | -------- |
| 2016年01月27日 | スタミュラジオ～目指せ！ラジオスター～                      | 第1回 - 第9回 / 新規録りおろしゲスト:諏訪部順一・平川大輔 | TBZR-578 |
| 2016年03月30日 | スタミュラジオ～目指せ！ラジオスター～ Vol.2                | 最終回 / 新規録りおろしゲスト:前野智昭・KENN              | TBCR-634 |
| 2017年05月31日 | DJCD「スタミュ(第2期)webラジオ ～AYANAGI Star RADIO～」     | 新規録りおろしゲスト:島﨑信長・高梨謙吾                   | TBCR-864 |
| 2017年09月27日 | ラジオCD「スタミュ(第2期)webラジオ ～AYANAGI Star RADIO～」 | 新規録りおろしゲスト:前野智昭                             | TBZR-910 |

## 公式ファンクラブ
2015年3月20日に公式ファンクラブ「星箱（ショウ・ケース）」が発足。
当初は会員募集期間を一定期間設けて募集をかけていたが、公式ファンクラブアプリの稼動を機に、会員登録を行うことで誰でも会員になることができるようになった。発足時はシリアルナンバー入りの会員証が会員一人一人に贈られたほか、会報、グリーティングカードが不定期で届けられており、完全無料で運営されていたが、アプリ稼動後は無料コンテンツのみでなく、シリーズ構成・ハラダサヤカによる書き下ろしエピソードや、アオキタレンによる描き下ろし4コマ等の有料コンテンツも設けられている。
また、TVアニメおよびミュージカルのBlu-ray&DVDやイベントにて限定販売されたグッズの取り扱い、イベントチケットの申し込み受付も行われている。

### FCラジオ
ファンクラブにて隔週で限定配信されているラジオ番組。ファンクラブイベントとして開催されている「感謝祭」のスタッフトークをそのままラジオにした内容となっており、アニメやミュージカルの裏話なども展開されている。ラジオタイトルは『「星箱（ショウ・ケース）」ラジオ』。パーソナリティは音楽プロデューサーの藤平直孝、プロデューサーの杉本美佳。

## 漫画
『シルフ』（KADOKAWA アスキー・メディアワークス）2015年8月号より12月号まで連載。作画は氷堂れん。
第2作『スタミュ Stardust's Dream』は『シルフ』2016年6月号より2017年7月号まで連載。こちらも作画を氷堂が担当している。
- 氷堂れん『スタミュ』、KADOKAWA〈シルフコミックス〉、2015年11月21日発売、ISBN 978-4-04-865546-0
- 氷堂れん『スタミュ Stardust's Dream』、KADOKAWA〈シルフコミックス〉
  1. 2016年10月22日発売、ISBN 978-4-04-892473-3
  2. 2017年6月22日発売、ISBN 978-4-04-893235-6

## ミュージカル

### 公演リスト
通常第1弾 - ミュージカル「スタミュ」
2017年4月1日 - 9日 Zeppブルーシアター六本木
2017年4月15日 - 16日 森ノ宮ピロティホール
脚本は大和田悟史、演出は吉谷光太郎が手がけた。テレビアニメ第1期をベースにしたストーリーとなり、使用する楽曲も第1期のものが使われた。
スピンオフ第1弾 - ミュージカル「スタミュ」スピンオフ team柊 単独レビュー公演『Caribbean Groove』
2018年4月27日 - 28日 舞浜アンフィシアター
本作のために新たにソロ曲やチーム曲が制作された。
通常第2弾 - ミュージカル「スタミュ」-2ndシーズン-
2018年7月4日 - 11日 日本青年館
2018年7月20日 - 22日 森ノ宮ピロティホール
脚本はハラダサヤカ、演出を吉谷光太郎が手がけた。OVAの内容にオリジナルエピソードを交えた物語で構成された。空閑愁はキャスト変更。
スピンオフ第2弾 - ミュージカル「スタミュ」スピンオフ『SHUFFLE REVUE』
2019年1月23日 - 27日 EX THEATER ROPPONGI
2019年1月30日 京都劇場
2019年2月2日 - 3日 森ノ宮ピロティホール
脚本はハラダサヤカ、総合演出を吉谷光太郎、演出を林洋平 が手がけた。ミュージカルパートとショーパートの2部構成で、チームの垣根を越えて共演し、新曲や新衣装も披露された。
スピンオフ第3弾 - ミュージカル「スタミュ」スピンオフ team柊単独公演『Caribbean Groove』
2019年5月30日 - 6月2日 舞浜アンフィシアター
脚本はハラダサヤカ、演出を吉谷光太郎が手がけた。「team柊 単独レビュー公演『Caribbean Groove』」を受けた、新作本編公演。
通常第3弾 - ミュージカル「スタミュ」-3rdシーズン-
2019年8月12日 - 25日 日本青年館
2019年8月29日 - 9月1日 森ノ宮ピロティホール
脚本はハラダサヤカ、演出を吉谷光太郎が手がけた。揚羽陸、蜂矢聡、北原廉、南條聖がシリーズ初登場し、月皇海斗、天花寺翔、虎石和泉はキャスト変更となった。
スピンオフ第4弾 - ミュージカル「スタミュ」スピンオフ team楪＆team漣　単独公演『Storytellers』
2020年12月5日 - 13日 シアター1010
2020年12月18日 - 20日 品川プリンスホテル ステラボール
脚本はハラダサヤカ、演出を吉谷光太郎が手がけた。team楪とteam漣のメンバーズの甲本哲也、蛍灯玲、蟻坂和臣、中小路春馬、東堂創、香西遊晴がシリーズ初登場。
通常第4弾 - 新ミュージカル「スタミュ」
2024年1月19日 - 28日 品川プリンスホテル ステラボール
2024年2月3日 - 4日 京都劇場
脚本はハラダサヤカ、演出を吉谷光太郎が手がけた。キャストを一新し、開幕した新シリーズ。
スピンオフ第5弾 - 新ミュージカル「スタミュ」スピンオフ team 柊 単独公演『Caribbean Groove』
2024年10月4日 - 14日 IMM THEATER
脚本はハラダサヤカ、演出を吉谷光太郎が手がけた。ミュージカルパートとハラダサヤカが書き下ろしたドラマパート＆レビューパートの2部構成。
通常第5弾 - 新ミュージカル「スタミュ」-2ndシーズン-
2025年3月1日 - 9日 シアターH
2025年3月15日 - 16日 COOL JAPAN PARK OSAKA WWホール
脚本はハラダサヤカ、演出を吉谷光太郎が手がけた。伝統の儀式・卒業セレモニーでパフォーマンスを披露すべく、元・team鳳とteam柊の面々が奔走する姿が描かれる。

### 配信イベント
ミュージカル「スタミュ」ー綾薙学園入学説明会ー
2023年10月16日からFAB公式YouTubeチャンネルにて配信された。ミュージカルの新旧のバトンを引き継ぐ配信イべント。ミュージカル「スタミュ」キャストの杉江大志、櫻井圭登、丘山晴己、新ミュージカル「スタミュ」キャストの14名（もう1人予定されていたがスケジュールの都合でイベントには登壇出来なくなった）が出演。

### キャスト
便宜上、2023年以前の作品を「旧ミュージカル」、2024年以降の作品を「新ミュージカル」として分ける。
出典（公式サイトが多数）：第1弾（）・スピンオフ第1弾（）・第2弾（）・スピンオフ第2弾（）・スピンオフ第3弾（）・第3弾（|）・スピンオフ第4弾（）・第4弾（）・スピンオフ第5弾（）・第5弾（）
|           |                          | 旧ミュージカル         | 旧ミュージカル  | 旧ミュージカル         | 旧ミュージカル | 旧ミュージカル  | 旧ミュージカル | 旧ミュージカル  | 新ミュージカル | 新ミュージカル | 新ミュージカル |
| 2017年    | 2018年                   | 2018年                 | 2019年          | 2019年                 | 2019年         | 2020年          | 2024年         | 2024年          | 2025年         |                |                |
| 通常第1弾 | スピンオフ第1弾          | 通常第2弾              | スピンオフ第2弾 | スピンオフ第3弾        | 通常第3弾      | スピンオフ第4弾 | 通常第4弾      | スピンオフ第5弾 | 通常第5弾      |                |                |
| --------- | ------------------------ | ---------------------- | --------------- | ---------------------- | -------------- | --------------- | -------------- | --------------- | -------------- | -------------- | -------------- |
| team鳳    | 星谷悠太                 | 杉江大志               | -               | 杉江大志               | 杉江大志       | -               | 杉江大志       | -               | 三井淳平       | -              | 三井淳平       |
| team鳳    | 那雪透                   | 山中翔太               | -               | 山中翔太               | 山中翔太       | -               | 山中翔太       | -               | 田口司         | -              | 田口司         |
| team鳳    | 月皇海斗                 | ランズベリー・アーサー | -               | ランズベリー・アーサー | -              | -               | 反橋宗一郎     | -               | 司波光星       | -              | 司波光星       |
| team鳳    | 天花寺翔                 | 鈴木勝吾               | -               | 鈴木勝吾               | -              | -               | 橘龍丸         | -               | 宮内伊織       | -              | 宮内伊織       |
| team鳳    | 空閑愁                   | 高橋健介               | -               | 新里宏太               | 新里宏太       | -               | 新里宏太       | 新里宏太        | 松井健太       | -              | 松井健太       |
| team柊    | 辰己琉唯                 | 櫻井圭登               | 櫻井圭登        | 櫻井圭登               | 櫻井圭登       | 櫻井圭登        | 櫻井圭登       | -               | 牧田一成       | 牧田一成       | 牧田一成       |
| team柊    | 申渡栄吾                 | 北川尚弥               | 北川尚弥        | 北川尚弥               | 北川尚弥       | 北川尚弥        | 北川尚弥       | -               | 小椋涼介       | 小椋涼介       | 小椋涼介       |
| team柊    | 戌峰誠士郎               | 丹澤誠二               | 丹澤誠二        | 丹澤誠二               | -              | 丹澤誠二        | 丹澤誠二       | -               | 中本大賀       | 中本大賀       | 中本大賀       |
| team柊    | 虎石和泉                 | 高野洸                 | 高野洸          | 高野洸                 | -              | 高野洸          | 高本学         | 高本学          | 藤岡勇成       | 藤岡勇成       | 藤岡勇成       |
| team柊    | 卯川晶                   | 星元裕月               | 星元裕月        | 星元裕月               | 星元裕月       | 星元裕月        | 星元裕月       | -               | 新谷聖司       | 新谷聖司       | 新谷聖司       |
| 華桜会    | 柊翼                     | 畠山遼                 | -               | 畠山遼                 | -              | -               | -              | -               | 丸山龍星       | 丸山龍星       | 丸山龍星       |
| 華桜会    | 鳳樹                     | 丘山晴己               | -               | 丘山晴己               | 丘山晴己       | -               | -              | -               | 吉原雅斗       | -              | 吉原雅斗       |
| 華桜会    | 暁鏡司                   | 滝澤諒                 | -               | 滝澤諒                 | -              | -               | -              | -               | 北澤優駿       | -              | 北澤優駿       |
| 華桜会    | 楪＝クリスチアン＝リオン | 釣本南                 | -               | 釣本南                 | -              | -               | 釣本南         | -               | 大隅勇太       | -              | 大隅勇太       |
| 華桜会    | 漣朔也                   | TAKA                   | -               | TAKA                   | -              | -               | TAKA           | -               | 徳田皓己       | -              | 徳田皓己       |
| team楪    | 揚羽陸                   | -                      | -               | -                      | -              | -               | 大見拓土       | 大見拓土        | -              | -              | -              |
| team楪    | 蜂矢聡                   | -                      | -               | -                      | -              | -               | 石田隼         | 石田隼          | -              | -              | -              |
| team楪    | 甲本哲也                 | -                      | -               | -                      | -              | -               | -              | 阿部大地        | -              | -              | -              |
| team楪    | 蛍灯玲                   | -                      | -               | -                      | -              | -               | -              | 渡邉駿輝        | -              | -              | -              |
| team楪    | 蟻坂和臣                 | -                      | -               | -                      | -              | -               | -              | 江副貴紀        | -              | -              | -              |
| team漣    | 北原廉                   | -                      | -               | -                      | -              | -               | 澁木稜         | 澁木稜          | -              | -              | -              |
| team漣    | 南條聖                   | -                      | -               | -                      | -              | -               | 小波津亜廉     | 小波津亜廉      | -              | -              | -              |
| team漣    | 中小路春馬               | -                      | -               | -                      | -              | -               | -              | きたつとむ      | -              | -              | -              |
| team漣    | 東堂創                   | -                      | -               | -                      | -              | -               | -              | 玉元風海人      | -              | -              | -              |
| team漣    | 香西遊晴                 | -                      | -               | -                      | -              | -               | -              | 三原大樹        | -              | -              | -              |

ミュージカルオリジナルキャラクター
- ジョルジュ - 春山翔（スピンオフ第3弾）、健人（スピンオフ第5弾）
- アモルテ - 森山晶之（スピンオフ第3弾）、柊木智貴（スピンオフ第5弾）
- ピエール - 澤邊寧央（スピンオフ第3弾）、新納直（スピンオフ第5弾）
- フランシス - 樋口裕太（通常第3弾）
- アレクサンドル=ベルナルド - 法月康平（通常第3弾）

### スタッフ（舞台）
- 原作 - ひなた凛
- 演出 - 吉谷光太郎（全公演（スピンオフ第2弾のみ総合演出））、林洋平（スピンオフ第2弾）
- 脚本 - 大和田悟史（通常第1弾）、ハラダサヤカ（通常第2弾以降）
- 振付 - ただこ（全公演）、Jungo（スピンオフ第3弾）、U-SK（スピンオフ第3弾）
- 製作委員会 - ミュージカル「スタミュ」製作委員会（ポリゴンマジック、パルコ、サンライズプロモーション大阪、NBCユニバーサル・エンターテイメント）、Zeppブルーシアター六本木運営委員会）

## リアル謎解きゲーム
『スタミュ 〜池袋特別公演　開催の危機を救え!〜』は、2019年6月10日から7月8日にかけて池袋駅東口エリアの屋外や各所商業施設などで問題やヒントが掲示された周遊型のリアル謎解きゲーム。主催はスタミュ公式ファンクラブ「星箱」、企画制作はNAZO×NAZO劇団。スタミュ公式FC「星箱」アプリ内ショッピングか、アニメイト池袋本店1Fフロアで購入可能な参加キットと、スマートフォンに加え無料のARアプリが必要となる。当初の予定を終了後、10月31日まで延長となった。
卒業記念公演も終わり一息ついた頃、綾薙学園高等部（MS）２年生に池袋でのミュージカル公演依頼が入るが、準備にあたってアクシデントが発生したという設定で、参加者はカンパニーの一員として、公演開催の危機を救うという設定のもとに池袋駅東口エリア移動して謎を解く。